# Nicolae Grigorescu
Nicolae Grigorescu (n. 15 mai 1838, Pitaru, România – d. 21 iulie 1907, Câmpina, Prahova, România) este primul dintre fondatorii picturii române moderne, urmat de Ion Andreescu și Ștefan Luchian. Nicolae Grigorescu a devenit un simbol pentru tinerele generații de artiști care, în primele decenii ale secolului al XX-lea, căutau să identifice și să aducă la lumină valorile spiritualității românești.
După moartea tatălui său, Ion Grigorescu, familia lui se mută la București, în 1843. La vârsta de doar zece ani, Nicolae Grigorescu a intrat ca ucenic de iconar în atelierul lui Anton Chladek pentru o perioadă de doi ani. Nicolae s-a inspirat din miniaturile executate de către maestrul său și a păstrat maniera plină de farmec, ușoară și delicată, cu acel colorit proaspăt și suav care poate fi regăsită în icoanele sale din primii ani ca și în cele realizate imediat după terminarea uceniciei de atelier. Aceeași manieră poate să fie văzută și în lucrările de factură târzie în care artistul a ajuns la perfecțiuni ale genului. El a folosit în toate acestea stilul retoric și primitiv al primilor pictori de șevalet, încadrându-se în acest fel în stilul picturii neoclasice care era promovat de noile școli de pictură bisericească ce apăruseră în Țara Românească. 
Realizările din domeniul picturii religioase sunt: icoanele și prăznicarele de la biserica din Băicoi, icoanele de la Mănăstirea Căldărușani, icoana Sfântului Spiridon de la biserica Alexa din București, picturile murale de la Mănăstirea Zamfira, picturile de la Mănăstirea Agapia și de la biserica din Puchenii Mari. Grigorescu a căutat să găsească o formulă adecvată de aplicare a clasicismului în iconografia tradițională, urmând drumul înaintașilor săi în această direcție. Practic, până la vârsta de douăzeci de ani, el l-a depășit pe Anton Chladek, Gheorghe Tattarescu sau Constantin Lecca, cei care au fost promotorii înnoirii clasiciste din primele decenii ale secolului al XIX-lea în România. Cele mai reprezentative lucrări care au rămas din prima perioadă de creație a artistului sunt icoana de la biserica Alexa, icoana realizată pentru catapeteasma de la Căldărușani intitulată Isus și femeia Samarineană, cele opt icoane împărătești de la Zamfira, Epitaful și praporul de la Zamfira și picturile murale de la Agapia.
Ca urmare a activității sale de la Agapia, Nicolae Grigorescu a fost remarcat de către politicianul Mihail Kogălniceanu. Astfel, a beneficiat de o bursă de studii pentru cinci ani de zile la Paris începând din toamna anului 1861. După analizele controversate ale biografilor săi, s-a înscris la École nationale supérieure des beaux-arts. Într-o epocă de plină efervescență în căutarea unor noi căi de primenire a expresiei, artistul s-a alăturat pictorilor de la Barbizon și a urmat calea realismului și mai apoi a impresionismului. Urmându-și vocația de peisagist, el a fost mai atras decât de orice altceva, de Barbizon, satul care era în acele timpuri celebru prin arta înnoitoare a lui Jean-François Millet, Gustave Courbet și a lui Théodore Rousseau, promotori ai realismului care s-au stabilit chiar aici. Emblematici pentru această perioadă efervescentă a Barbizonului au mai fost și pictorii precursori ai impresionismului Jean-Baptiste Camille Corot și Charles-François Daubigny ca și mulți alții care au făcut celebră Școala de la Barbizon.
A participat la Războiul de Independență (1877-1878) împreună cu Sava Henția, Carol Popp de Szathmári și G.D. Mirea. A însoțit armata română în calitate de „pictor de front”, realizând la fața locului în luptele de la Grivița și Rahova desene și schițe, care au stat la baza unor mari compoziții.
Din 1879 până în 1890, a lucrat îndeosebi în Franța, fie în Bretania la Vitré, fie în atelierul său din Paris. Revenit în țară, a deschis mai multe expoziții personale la Ateneul Român între anii 1891 și 1904. Din anul 1890, s-a stabilit la Câmpina și s-a dedicat cu preponderență subiectelor rustice, într-o nesfârșită variație a motivului, a pictat portrete de țărănci, care cu boi pe drumuri prăfuite de țară și numeroase peisaje cu specific românesc. În 1899, a devenit membru de onoare al Academiei Române.

## Date biografice

### Familia

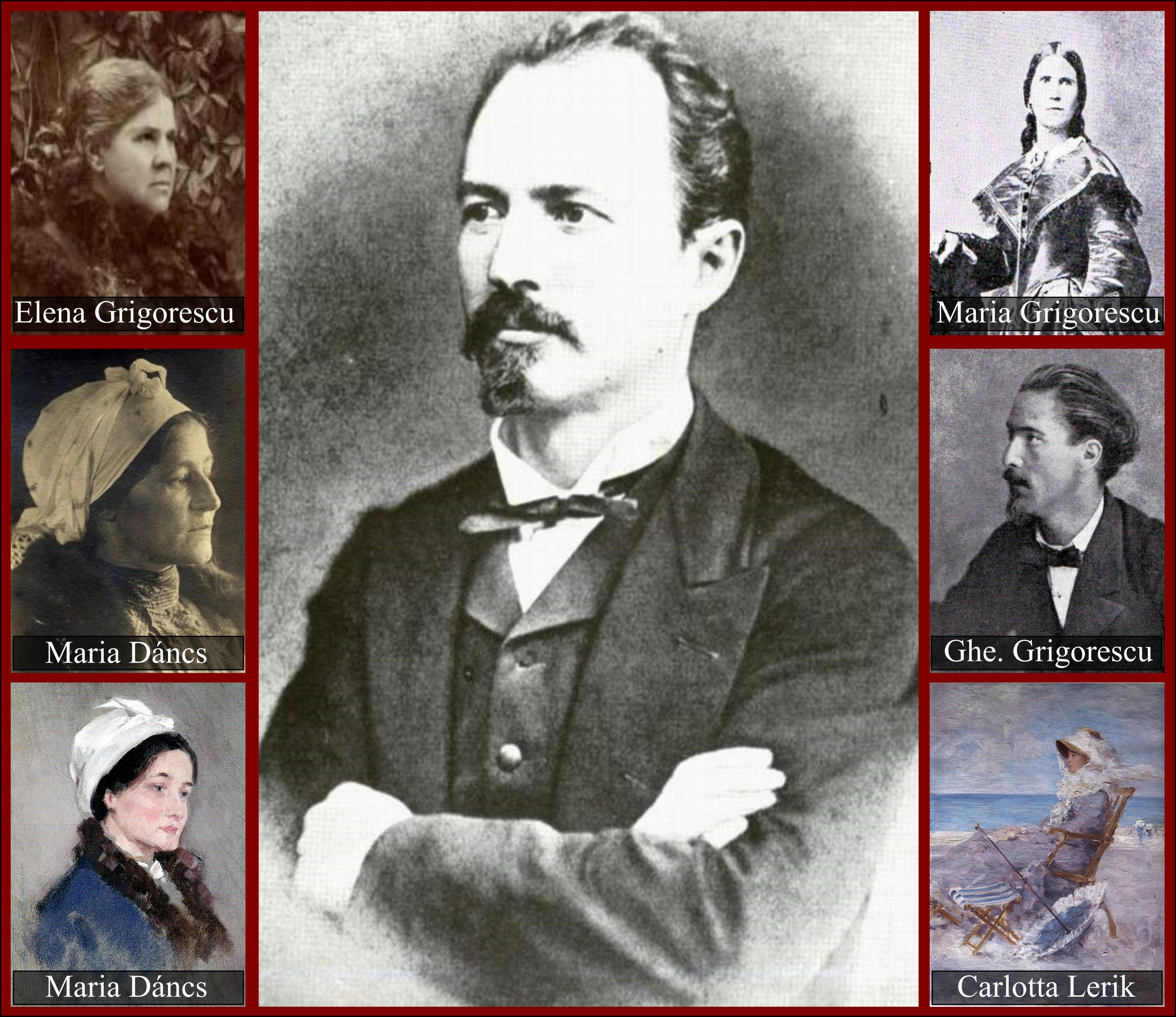
Nicolae Grigorescu împreună cu persoanele cele mai apropiate de la care au rămas imagini

Nicolae Grigorescu s-a născut în ziua de 15 mai 1838 în satul Pitaru din Județul Dâmbovița, în familia lui Ion și al Ruxandrei Grigorescu. El al fost cel de al șaselea copil din cei șapte pe care familia s-a străduit cu greu să-i întrețină. Dintre cei șapte copii ai lui Ion Grigorescu există date documentare doar pentru patru: Nicolae pictorul, Gheorghe zugravul de biserici, Elena croitoreasă și Maria cea mai vârstnică dintre ei. Sora pictorului Maria Ghigorț s-a măritat în anul 1844 la doar 13 ani și a murit destul de tânără. Ea apare într-o fotografie (W.W. Ollenteit, București) din jurul anului 1860 alături de soțul ei. Nicolae Grigorescu a realizat un portret al acesteia care o înfățișează cosând, așezată pe o sofa. Tabloul se află astăzi la Biblioteca Academiei Române, Direcția de stampe.
Elena s-ar fi născut în anul 1831 și era mai vârstnică decât Gheorghe, ea fiind menționată documentar pentru prima oară ca garant (chezaș) într-un contract încheiat cu Anton Chladek. Elena s-a măritat cu Filionescu, un funcționar de primărie, cu care a avut o fată Alexandrina Filionescu. De aceasta s-a ocupat Nicolae oferindu-i educație și accesul la studii la Universitatea de Litere de la Paris. După studiile pe care le-a făcut în capitala Franței, Alexandrina s-a întors la București și a deschis un renumit pension de fete în acele vremuri. Grigorescu i-a pictat, de altfel, și un foarte frumos portret.
Gheorghe era mai tânăr decât Elena, el a murit cu șase ani mai înaintea ei, în data de 31 august 1912. El s-a născut prin anul 1835 și și-a făcut ucenicia de zugrav de biserici în atelierul lui Anton Chladek. La vârsta de 16 ani a fost destul de avansat în meșteșugul picturii, drept pentru care a încheiat un contract pentru zugrăvirea unei biserici, dar cu o remunerație destul de modestă. Gheorghe l-a ajutat pe Nicolae la executarea picturilor murale de la Mănăstirea Zamfira în anul 1856 - 1857 și la Mănăstirea Agapia în anul 1860. Mai târziu, Gheorghe a intrat în rutina execuției de icoane. Sporadic a mai realizat copii după ilustrate și a încercat să facă portrete, dorind să-l urmeze pe Nicolae pe tărâmul picturii. Pictura lui a rămas la stadiul de diletant și ca un mijloc de a câștiga suplimentar mici sume de bani.

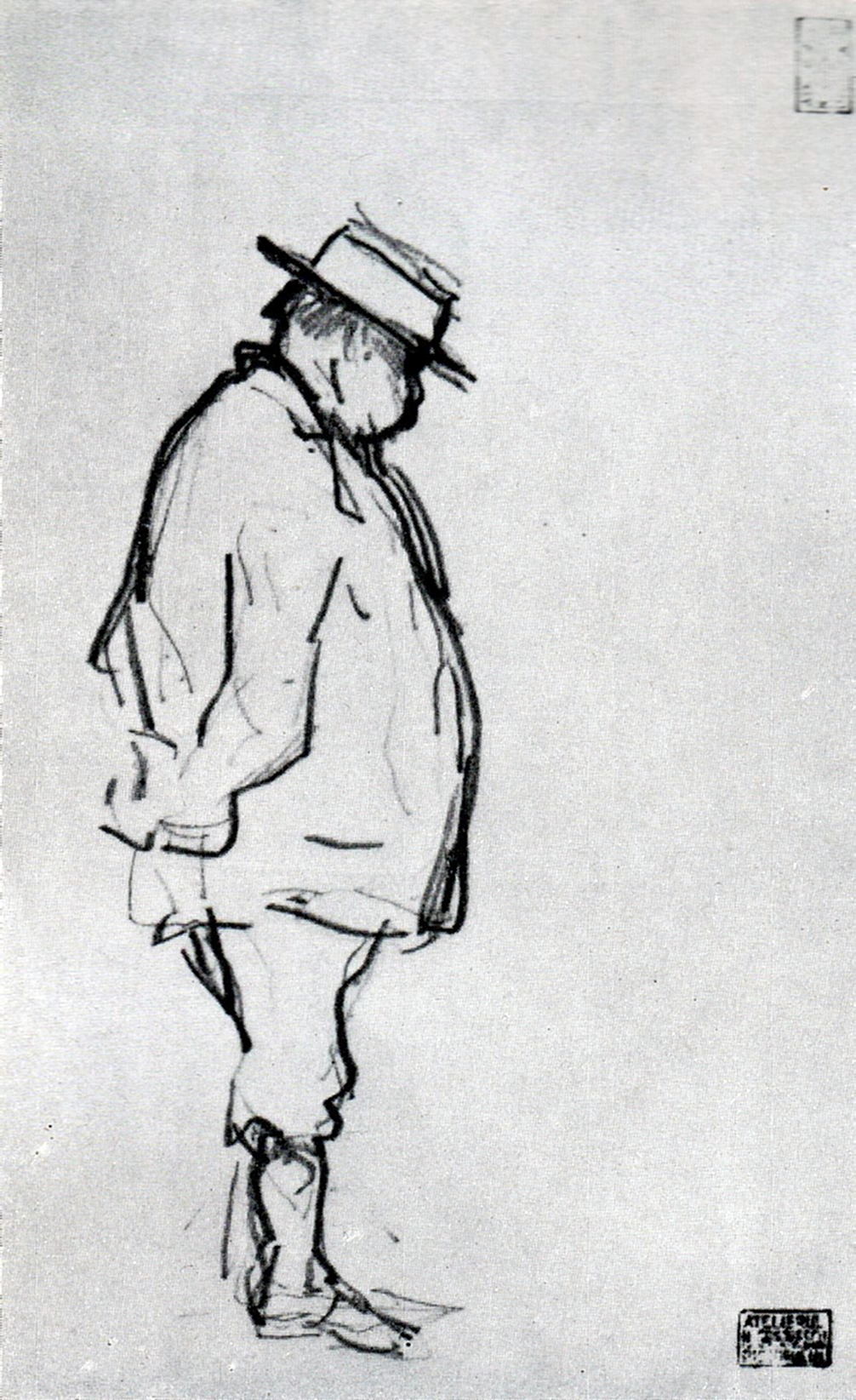
Gheorghe
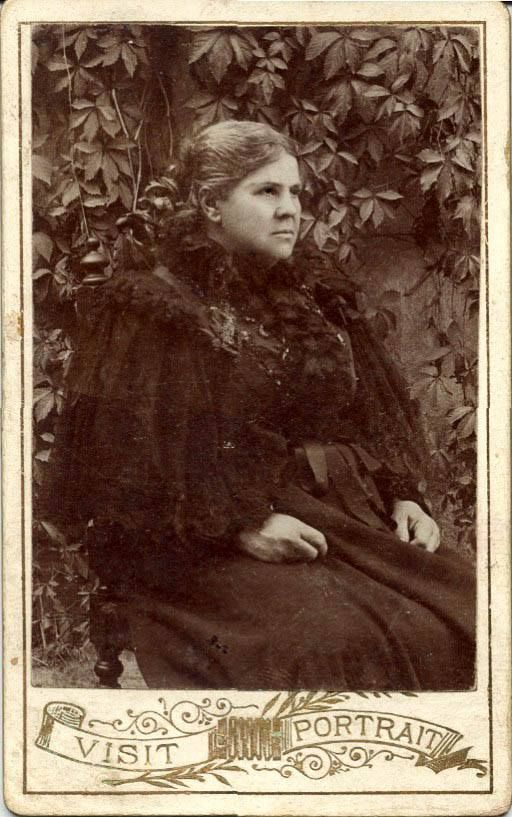
Elena Grigorescu
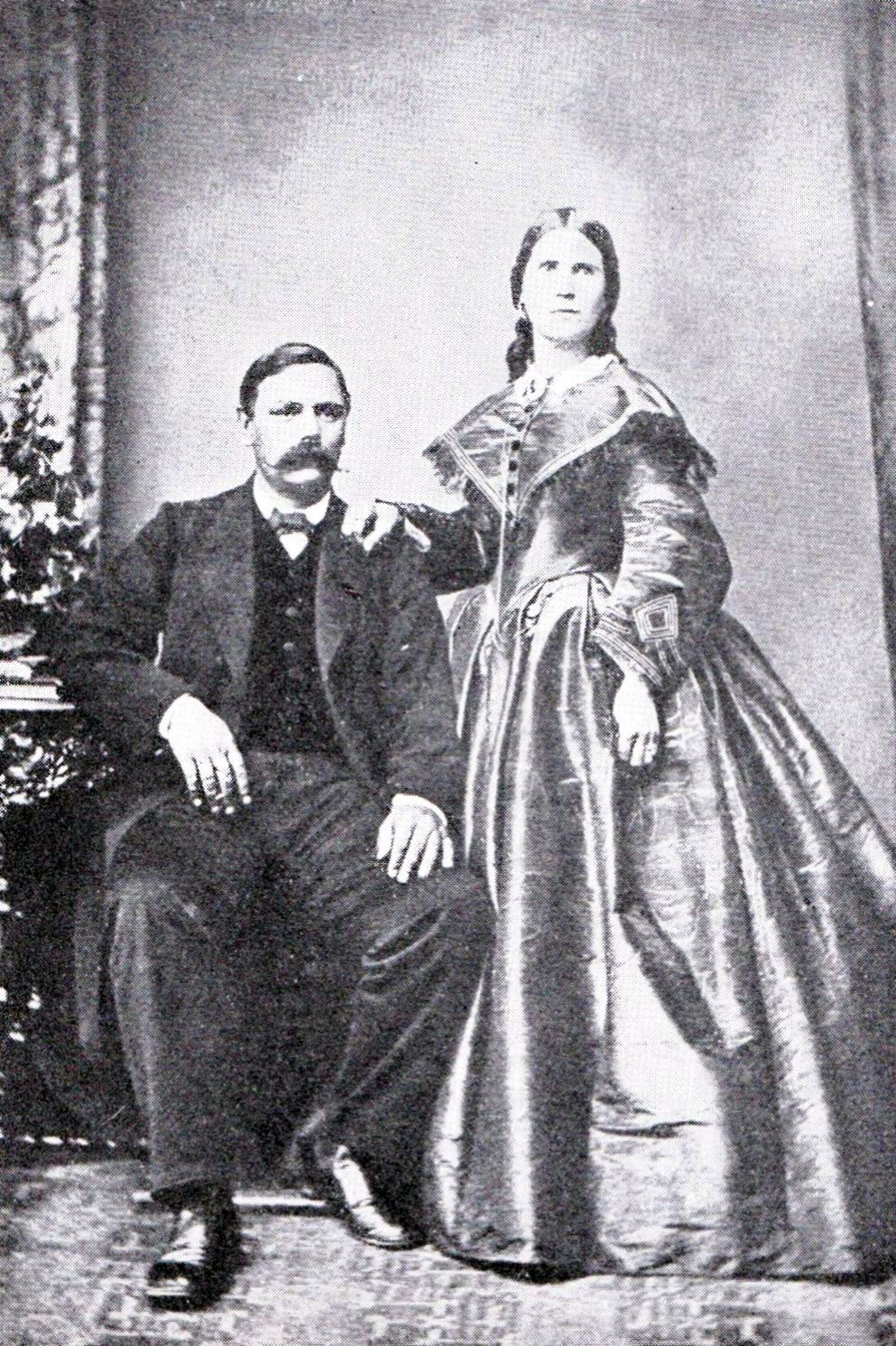
Maria cu soțul
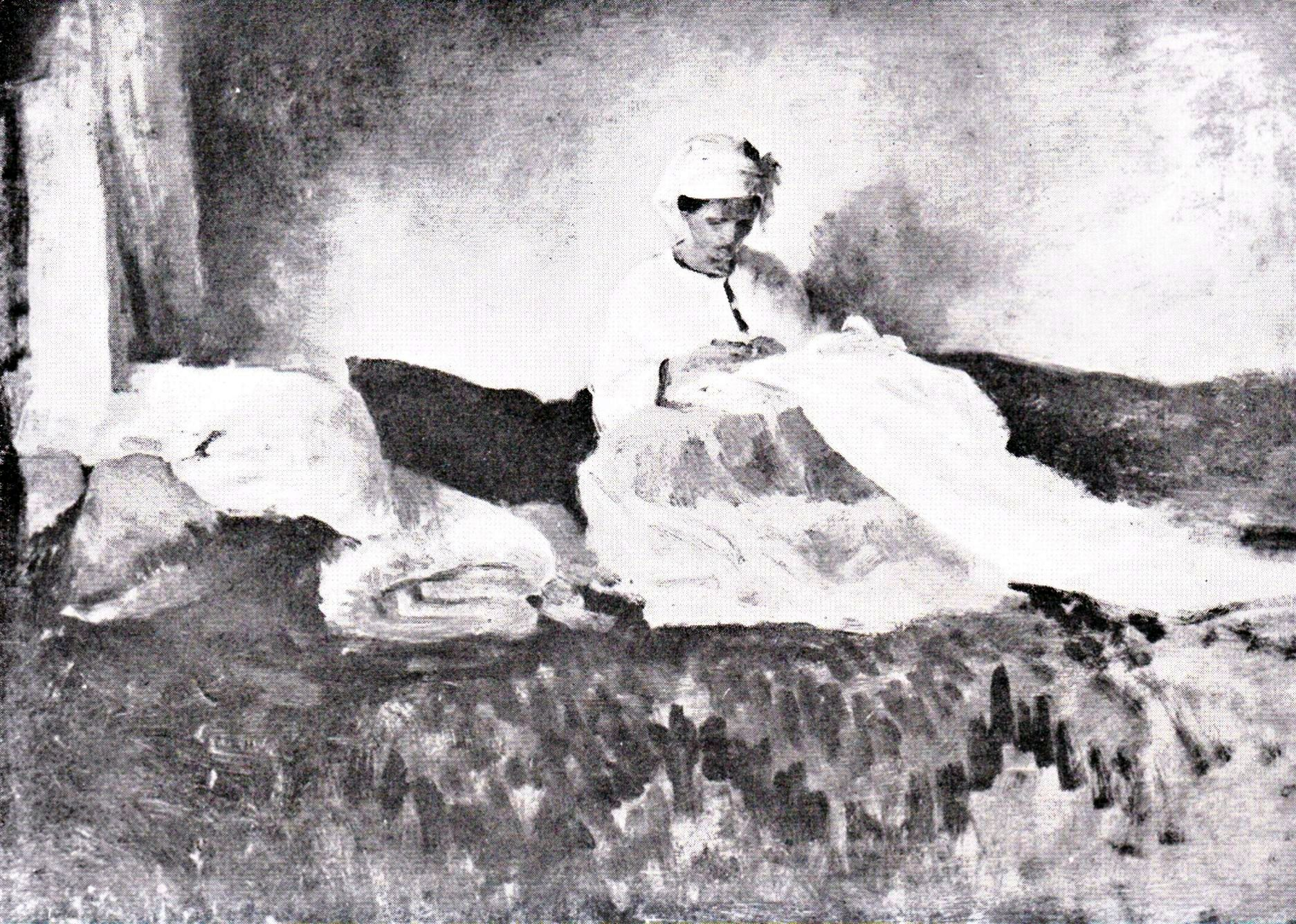
Maria cosând
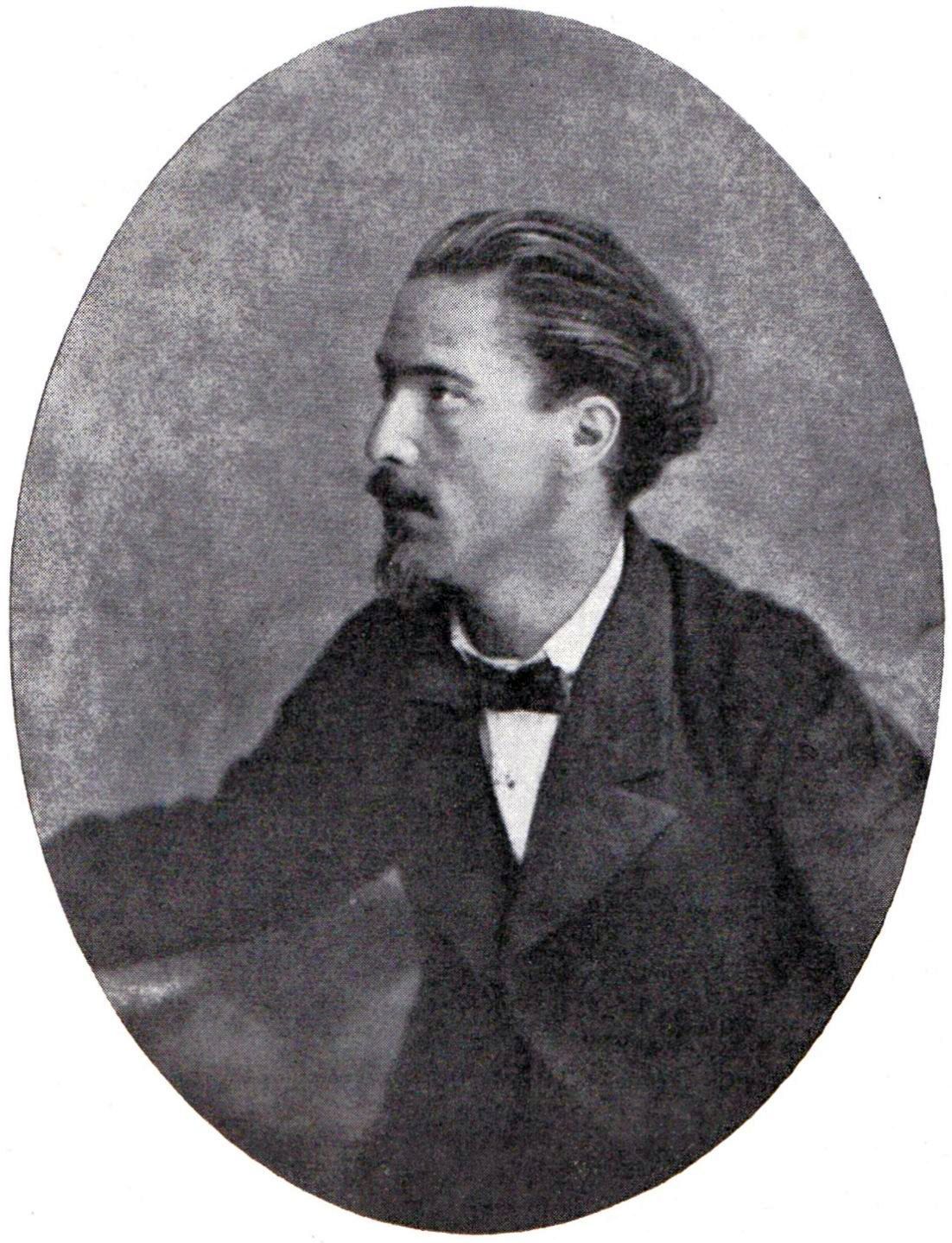
Gheorghe Grigorescu

Tatăl lui Nicolae a fost după unii biografi notar în sat și mai apoi îngrijitor al conacului  boieresc a lui Filip Lenș și după alții  un fel de administrator. Mama Ruxandra, în opinia lui George Oprescu, s-ar fi îndeletnicit cu croitoria.
Familia Grigorescu  a locuit la conacul moșiei lui Filip Lenș (cel care a construit Casa Vernescu din București) care se afla în satul Strâmbeanu, pe malul pârâului Șuța ce se varsă în apropiere în râul Răstoaca. Ion Grigorescu a murit în anul 1843 și ca urmare, soția sa Ruxandra împreună cu copiii s-au mutat la București în grădina lui Filip Lenș din Clopotari, acolo unde astăzi ființează un spital pentru copii. După un timp familia Grigorescu s-a mutat la o rudă de-a lor, la Popa Volbură din mahalaua Cărămidarilor, unde au dus o viață simplă, mulțumindu-se cu puțin.
Așa cum Gheorghe (Ghiță) muncea la atelierul pictorului Anton Chladek, așa și Nicolae (Nicu) a intrat ca ucenic la acest atelier de zugrăvit. Din precizările pe care Virgil Cioflec le-a făcut despre această perioadă de ucenicie, a rezultat că Nicolae a fost pe la mai mulți meșteri zugravi până să ajungă la Chladek, la Gheorghe Puiu din Olari, mai apoi la fratele acestuia Dragomir și mai apoi la Naie Pantelimonescu care era un pictor de biserici renumit. Cu timpul, Nicolae a rămas singurul susținător al familiei, elocventă în acest sens fiind mărturisirea lui din anul 1856 în care a spus că ... este împovărat de îngrijirea de existență a unei mame văduve și [a unei] sore mai mică decât mine.

### Pictura bisericească a lui Nicolae  Grigorescu
În anul 1848, la vârsta de doar zece ani, Nicolae Grigorescu a intrat ca ucenic de iconar în atelierul lui Anton Chladek. Anton Chladek era un foarte bun portretist, un bun miniaturist, vorbea mai multe limbi și și-a făcut o clientelă importantă printre familiile boierești, intelectuali sau printre negustorii importanți ai vremii.

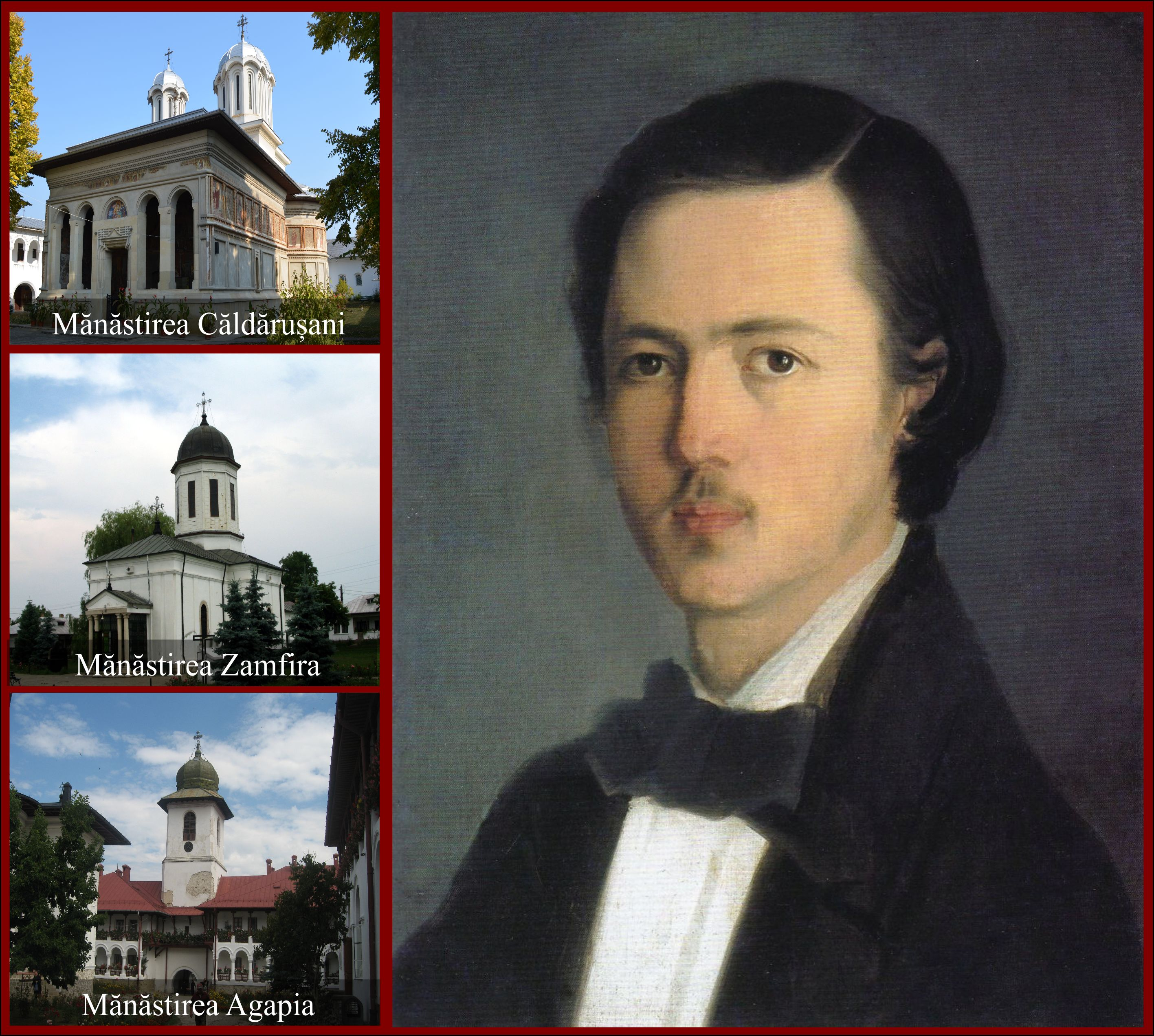
Nicolae Grigorescu, supranumit Nicu zugravul, și cele mai importante biserici unde a pictat: Căldărușani, Zamfira și Agapia

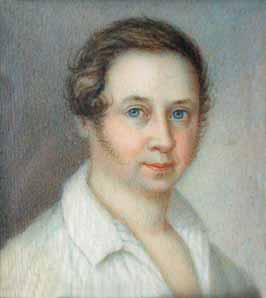
Anton Chladek - autoportret, miniatură pe fildeș

În anul 1856 a executat picturile murale de la biserica din Baloteasca și în anul următor pe cele de la biserica din Budești. La Baloteasca a pictat împreună cu Gheorghe Grigorescu, fratele său. Familia Grigorescu locuind în mahalaua Cărămidarilor, era în proximitatea grădinii cu duzi a lui Chladek și renumele iconarului a fost un motiv suficient pentru a se explica atracția pe care Gheorghe și mai apoi Nicolae Grigorescu au avut-o pentru profesia de zugrav.  Nicolae s-a inspirat din miniaturile executate de către maestrul său, el a păstrat maniera plină de farmec, ușoară și delicată, cu acel colorit proaspăt și suav care poate fi regăsită  în icoanele sale din primii ani ca și în cele realizate imediat după terminarea uceniciei de atelier. Aceeași manieră poate să fie văzută și în lucrările de factură târzie în care Nicolae a ajuns la perfecțiuni ale genului, exemplu stând icoanele împărătești de la Mănăstirea Agapia.
După doi ani de ucenicie, Nicolae Grigorescu a părăsit atelierul lui Anton Chladek și a început să confecționeze acasă iconițe pe care mai apoi le vindea pe la târguri. După doi ani petrecuți cu meșterul iconar, Nicolae era pregătit pentru a-și susține traiul său și al familiei sale.  Cum competiția pe piața vânzărilor de icoane era destul de importantă, începând din anul 1850, Nicolae Grigorescu a avut de luptat cu zugravi în vârstă și cu o lungă experiență, meșteșug și abilități comerciale.  Așa se poate explica că la o vârstă destul de fragedă, Nicolae a cunoscut și a și legat asociații în vederea realizării de icoane sau chiar de picturi murale.  Edificatoare în acest sens este activitatea pe care a întreprins-o la biserica din Băicoi, Grigorescu semnând în anul 1853 înaintea ajutorului său Niță Pârâiescu.  Astfel, icoanele de la biserica din Băicoi care sunt datate ca fiind cele mai vechi lucrări ale lui Nicolae Grigorescu, sunt exemple de opere ce denotă o experiență apreciabilă, chiar uimitoare pentru o asemenea vârstă fragedă a autorului lor.  Mai târziu, la Mănăstirea Zamfira și mai apoi la Mănăstirea Agapia, numele colaboratorilor cu care a lucrat nici măcar nu apar în contractele întocmite în vederea executării picturilor murale. 

Icoanele pictate de Nicolae Grigorescu la biserica din Băicoi (1853)
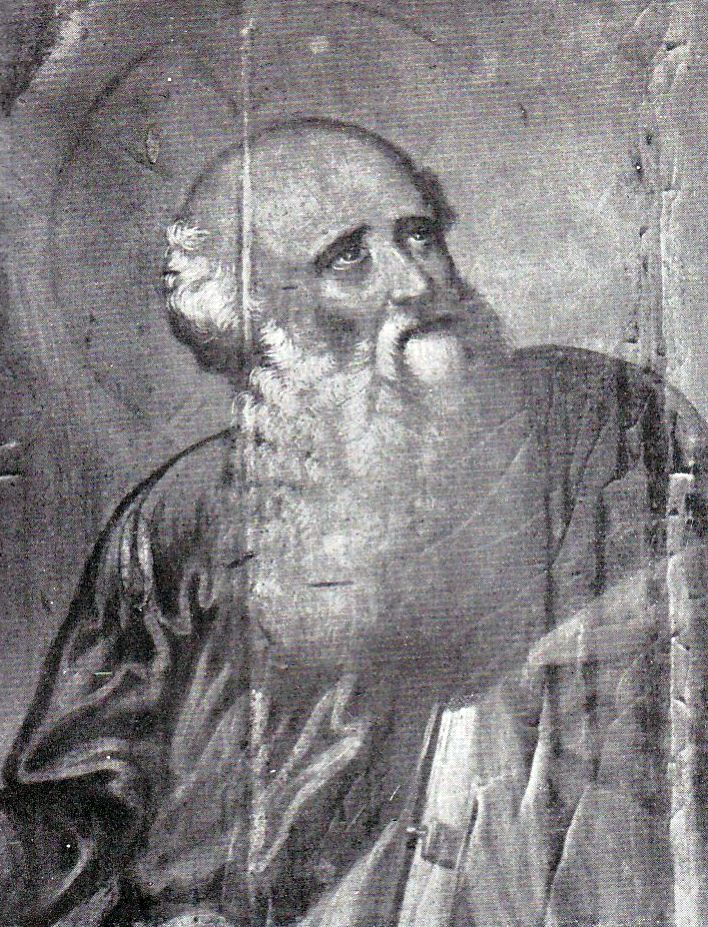
Evanghelistul Matei
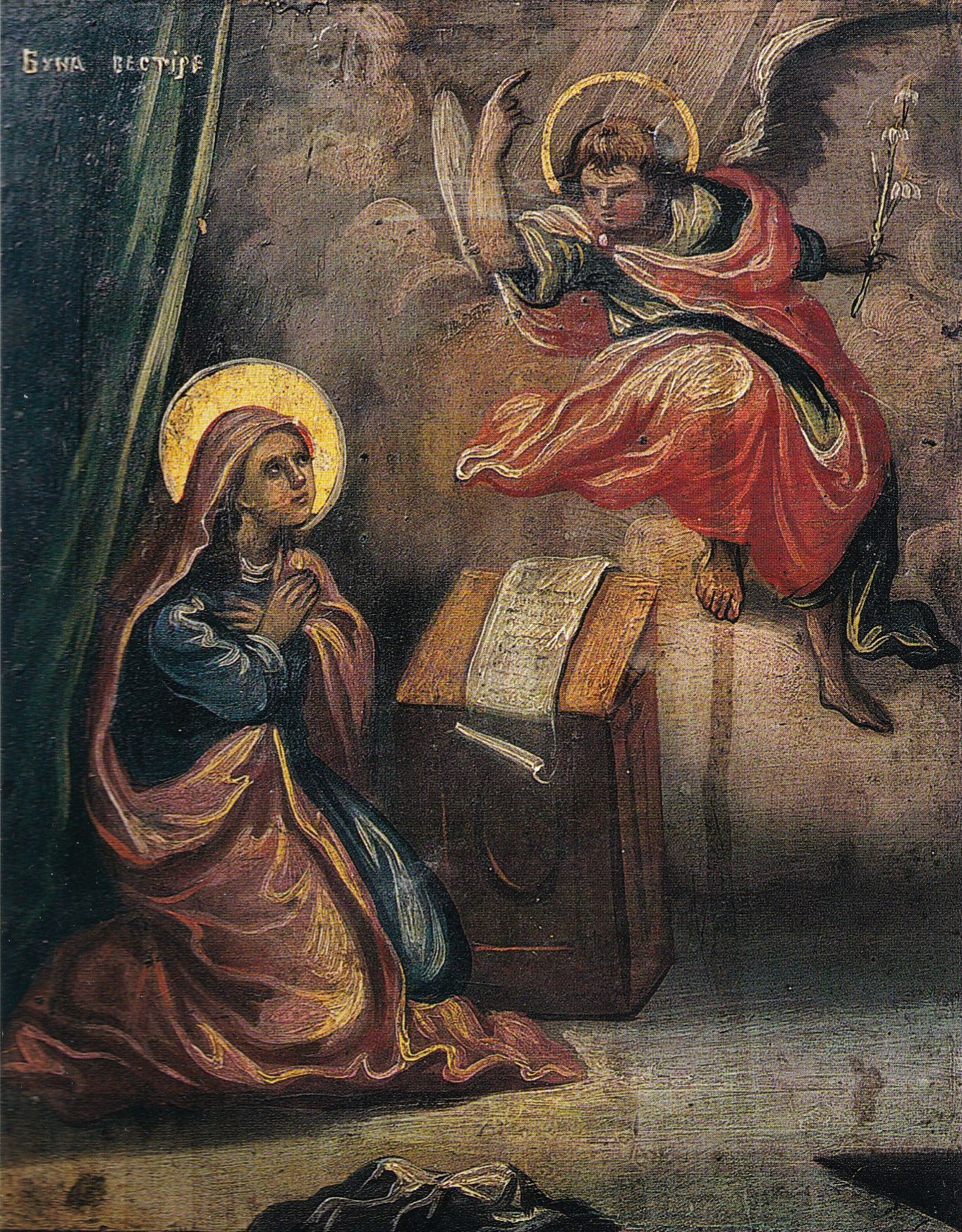
Bunavestire
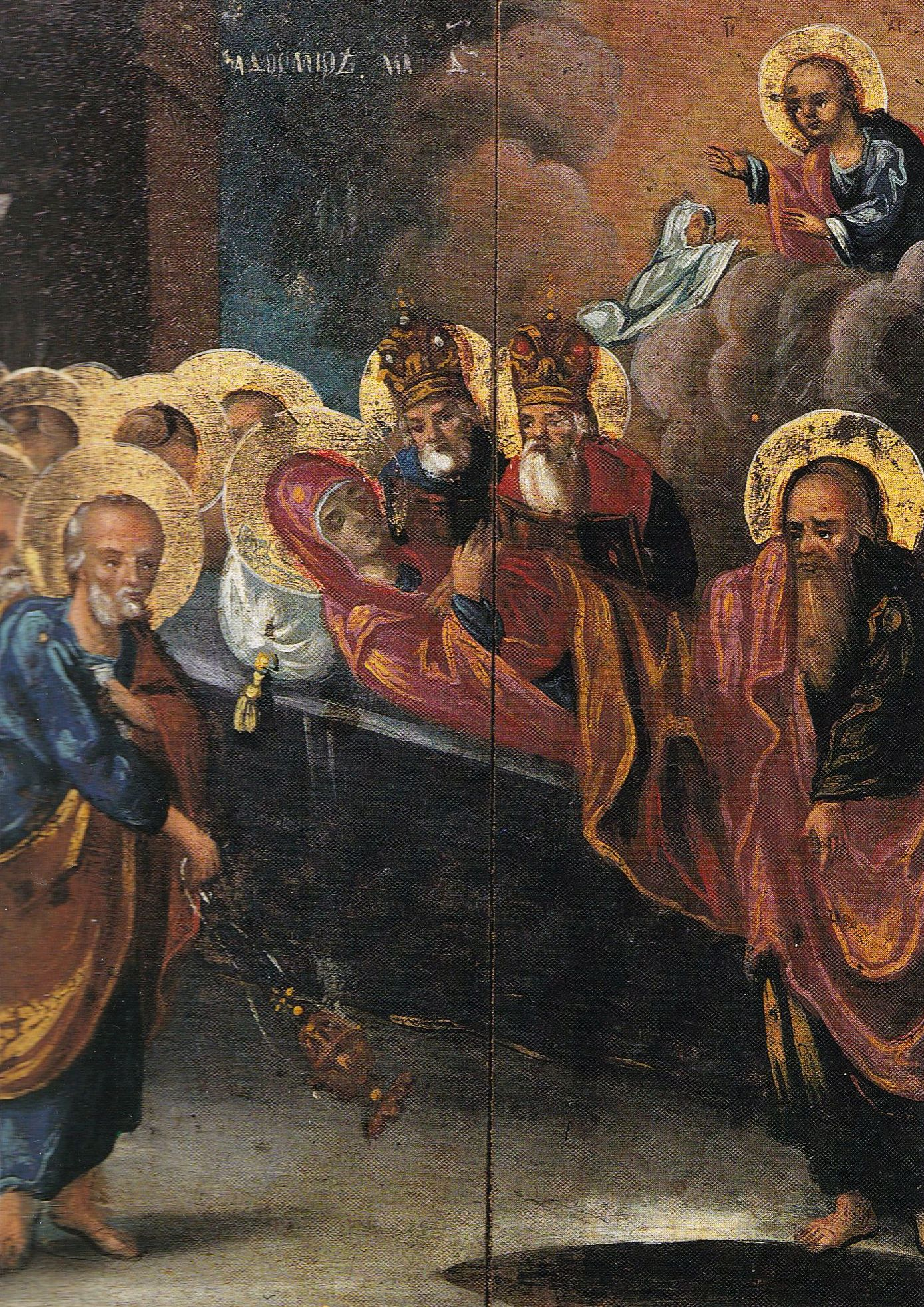
Moartea Fecioarei Maria
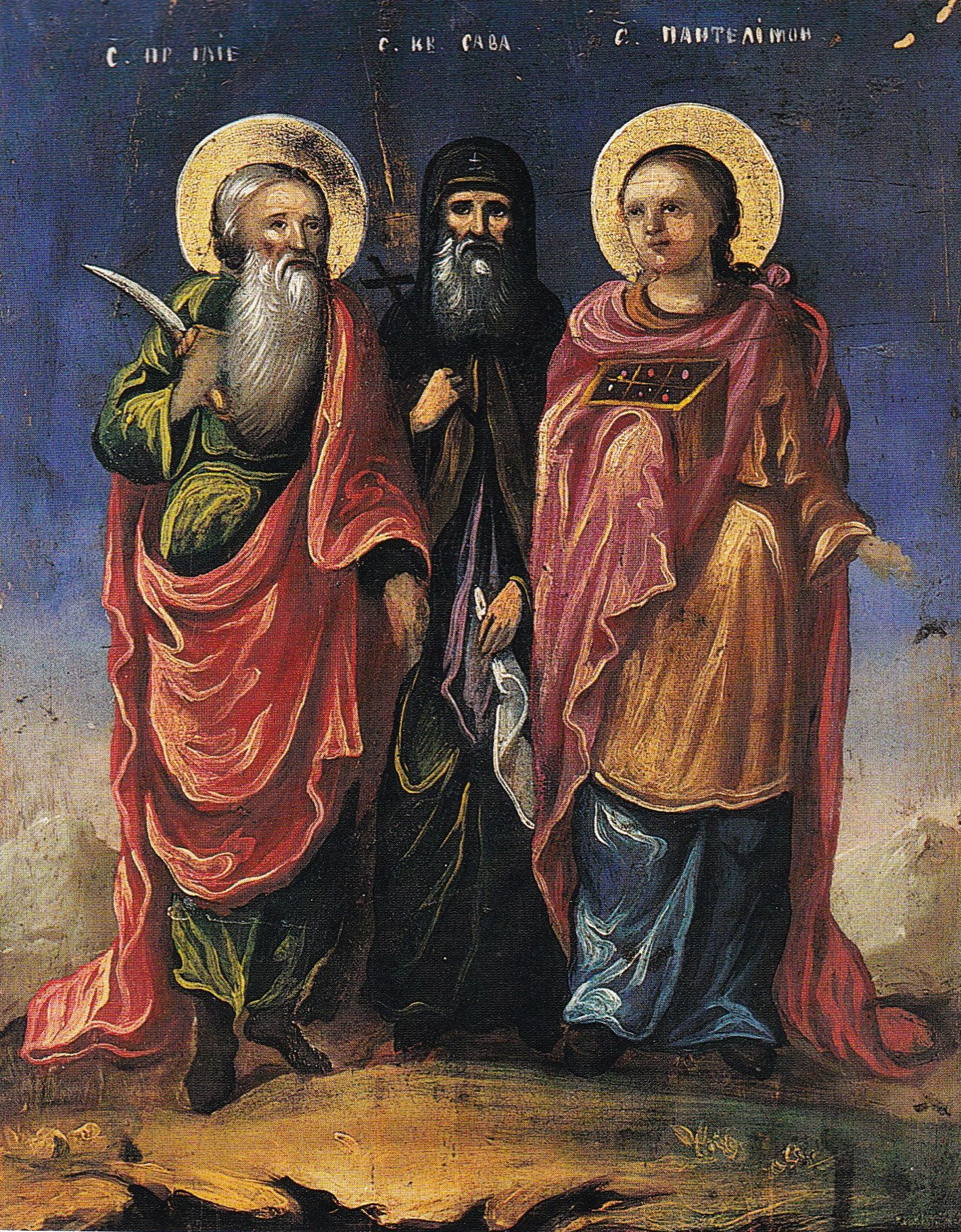
Sfinții Ilie, Sava și Pantelimon
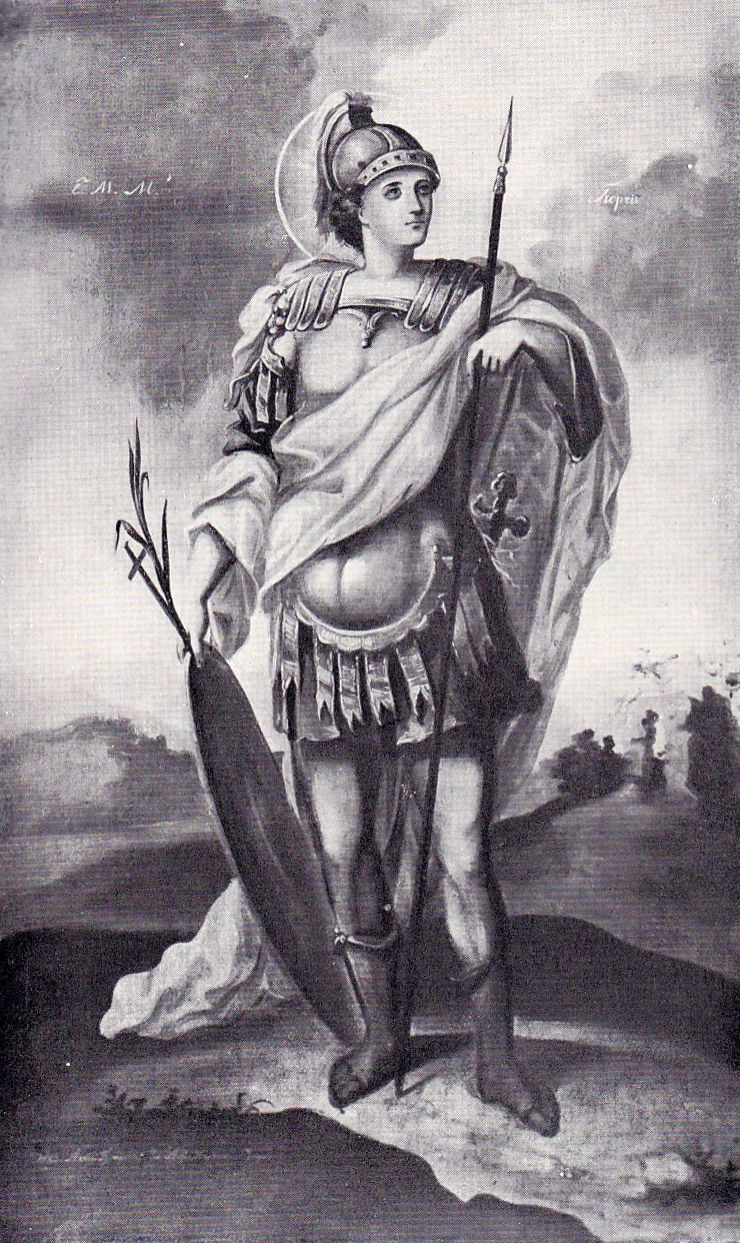
Sfântul Gheorghe
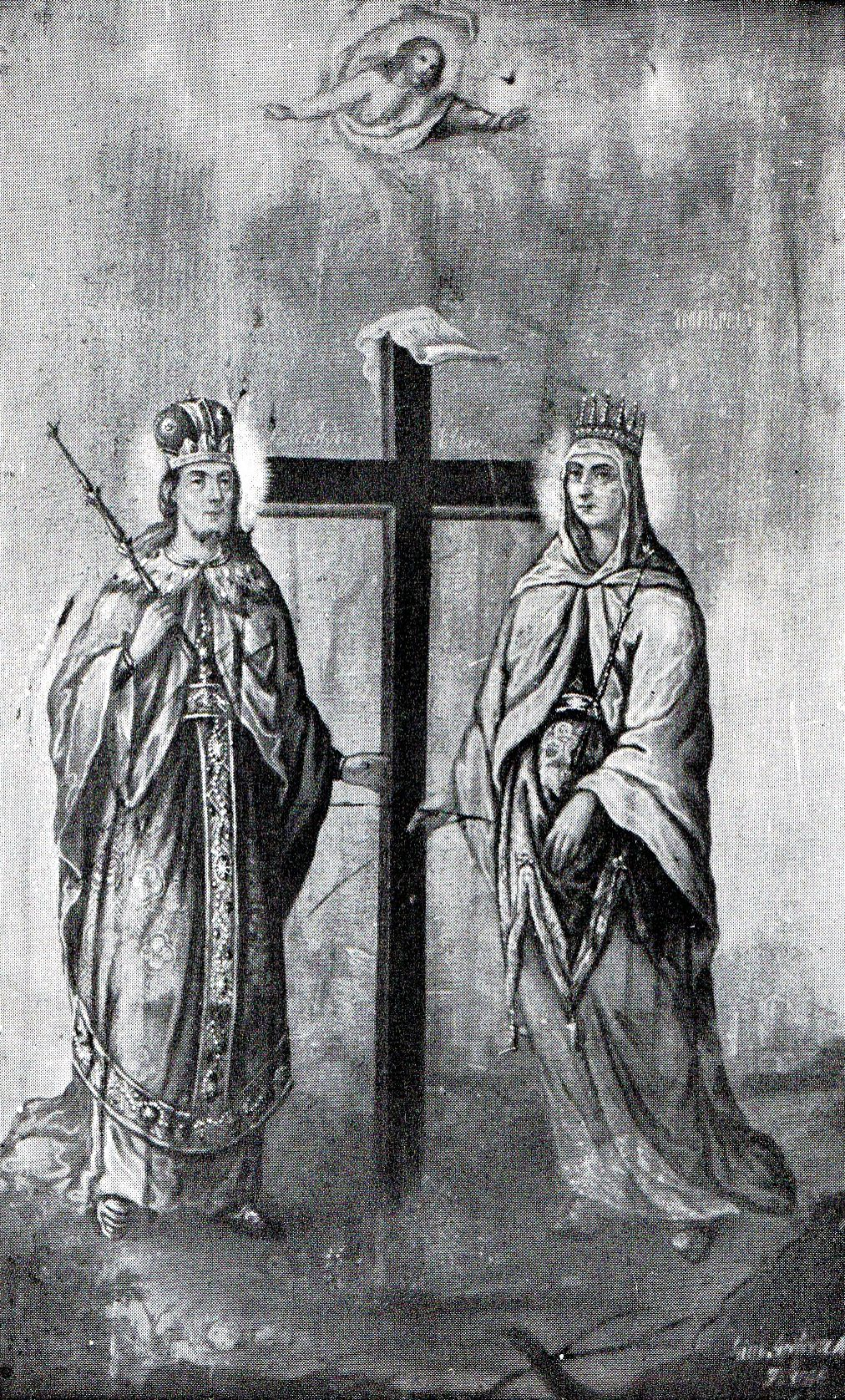
Sfinții Constantin și Elena

Unii biografi ai lui Grigorescu în analizele pe care le-au făcut asupra vieții acestuia, au aflat despre alți zugravi care l-au ajutat pe artist.  Ținând cont de diferența mare de vârstă dintre aceștia și Nicolae, biografii au tras concluzia că acești meșteri i-au fost lui Nicolae nu numai șefi de echipă, ci chiar profesori în meșteșugul zugrăvitului religios.  Istoricul George Oprescu a considerat acele analize ca fiind neconforme cu argumenția pe care acesta a adus-o: ei nu „...s-au întrebat în afară de orice considerație ce ar mai fi putut învăța tânărul artist de la meșteri hotărât inferiori lui Chladek”?  Din analiza lui Oprescu asupra puținelor icoane, dintre cele mai vechi care au rămas de la Chladek și anume Christos împărat și Fecioară cu pruncul, rezultă că stilul de execuție a urmat metodologia miniaturilor pe care acesta le-a realizat.  Modul de a înfățișa îndeosebi în stil catolic, icoanele diferă flagrant de icoanele care au rămas din perioada de început a lui Grigorescu. Astfel, concluzia lui Oprescu a fost că Chladek miniaturistul și nu zugravul de icoane a avut o influență binefăcătoare asupra lui Nicolae Grigorescu. 

Icoanele pictate de Nicolae Grigorescu la Mănăstirea Căldărușani (1854 - 1855)
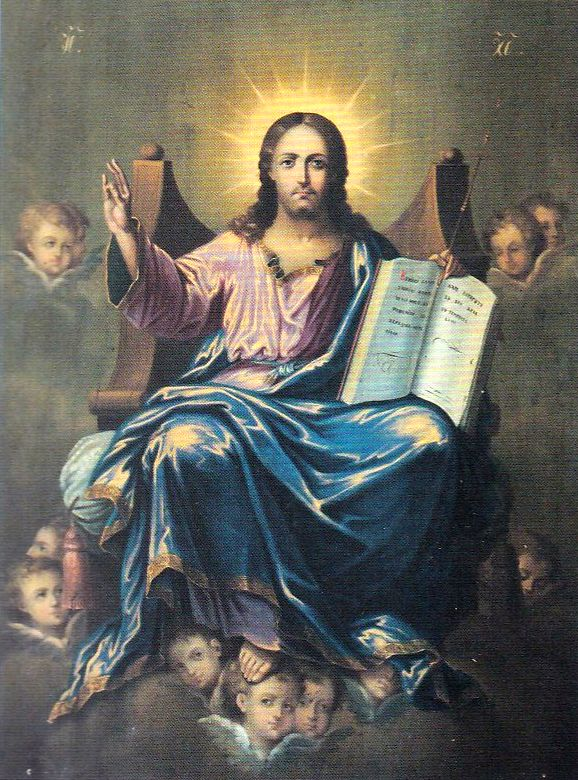
Isus învățător
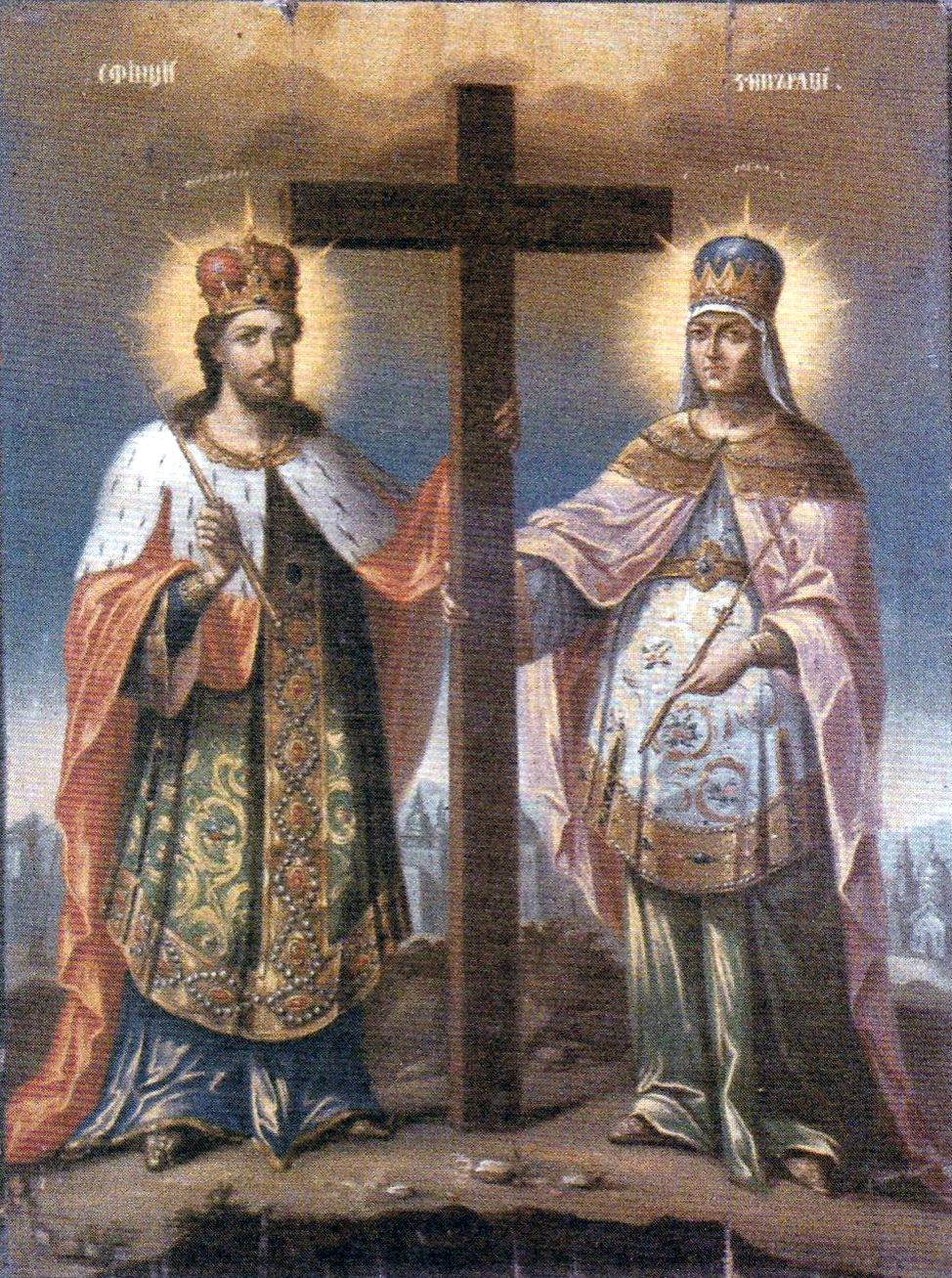
Sfinții Constantin și Elena
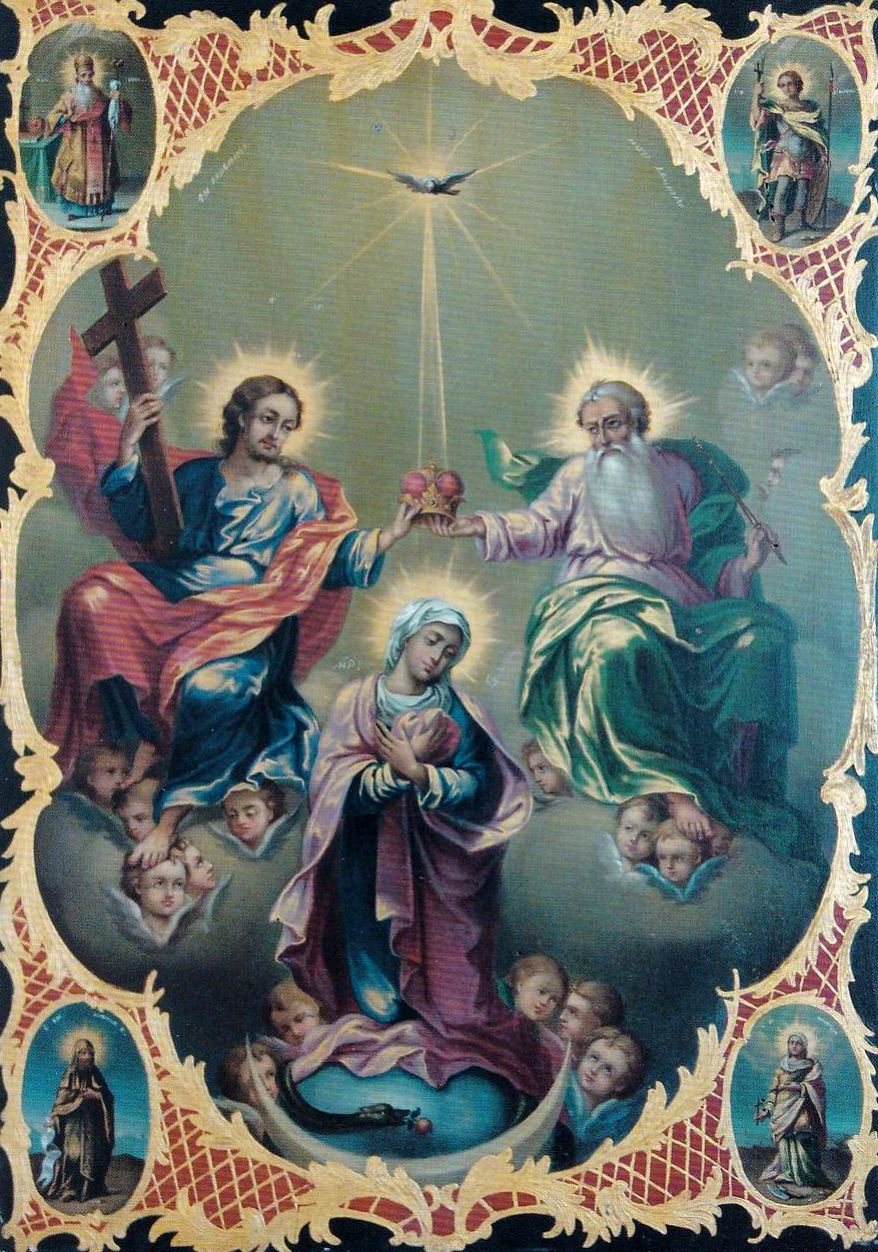
Încoronarea Fecioarei Maria
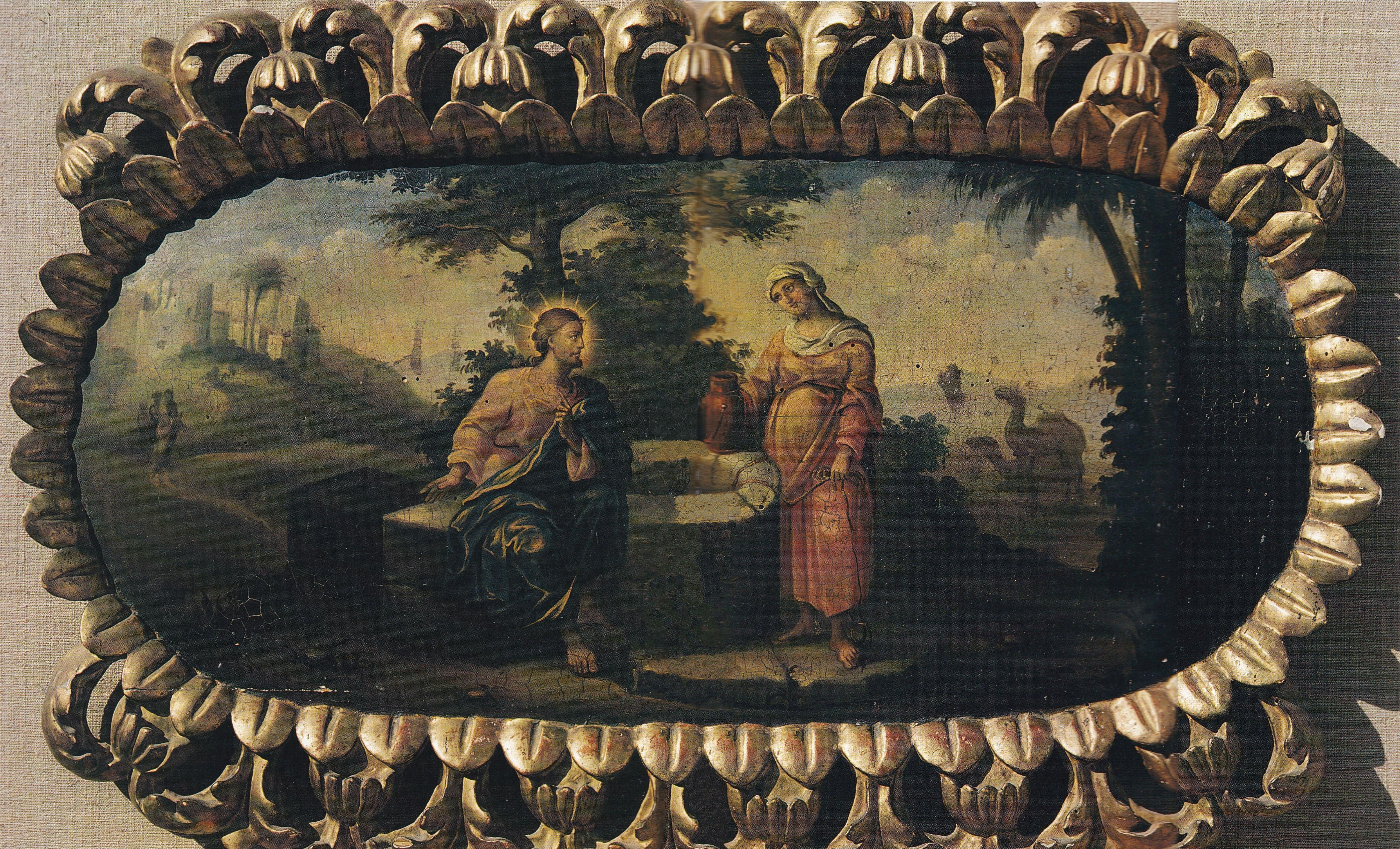
Isus și femeia Samarineană
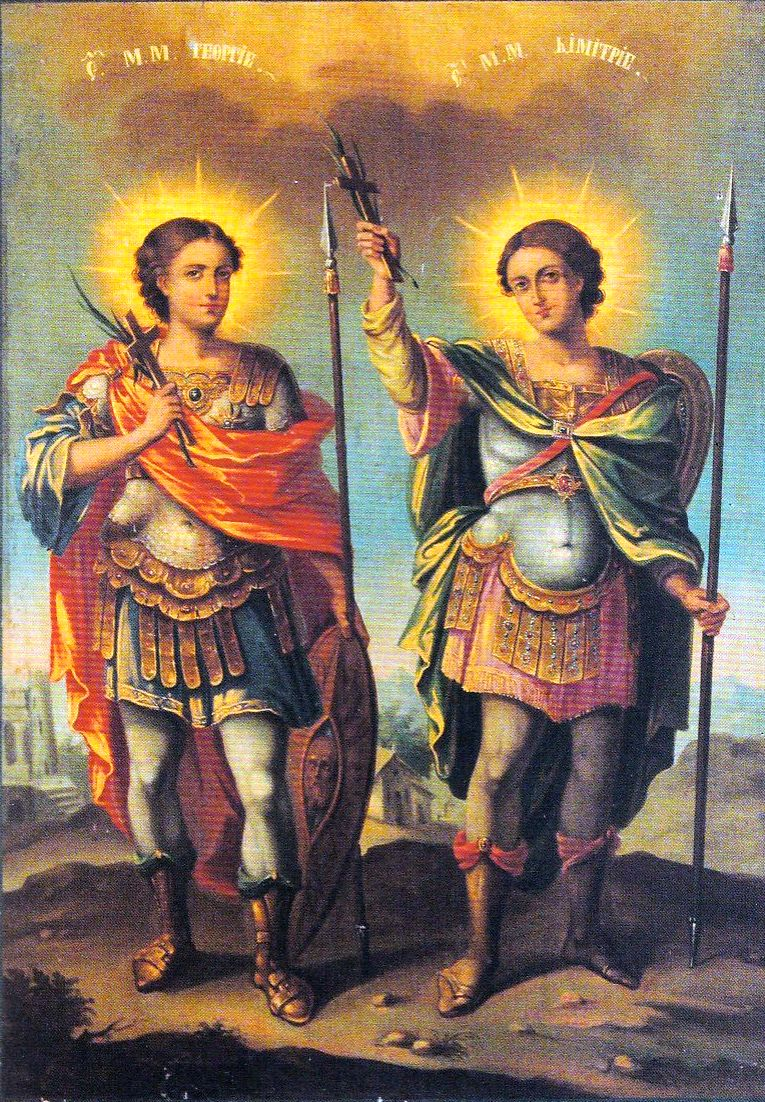
Sfinții Gheorghe și Dimitrie
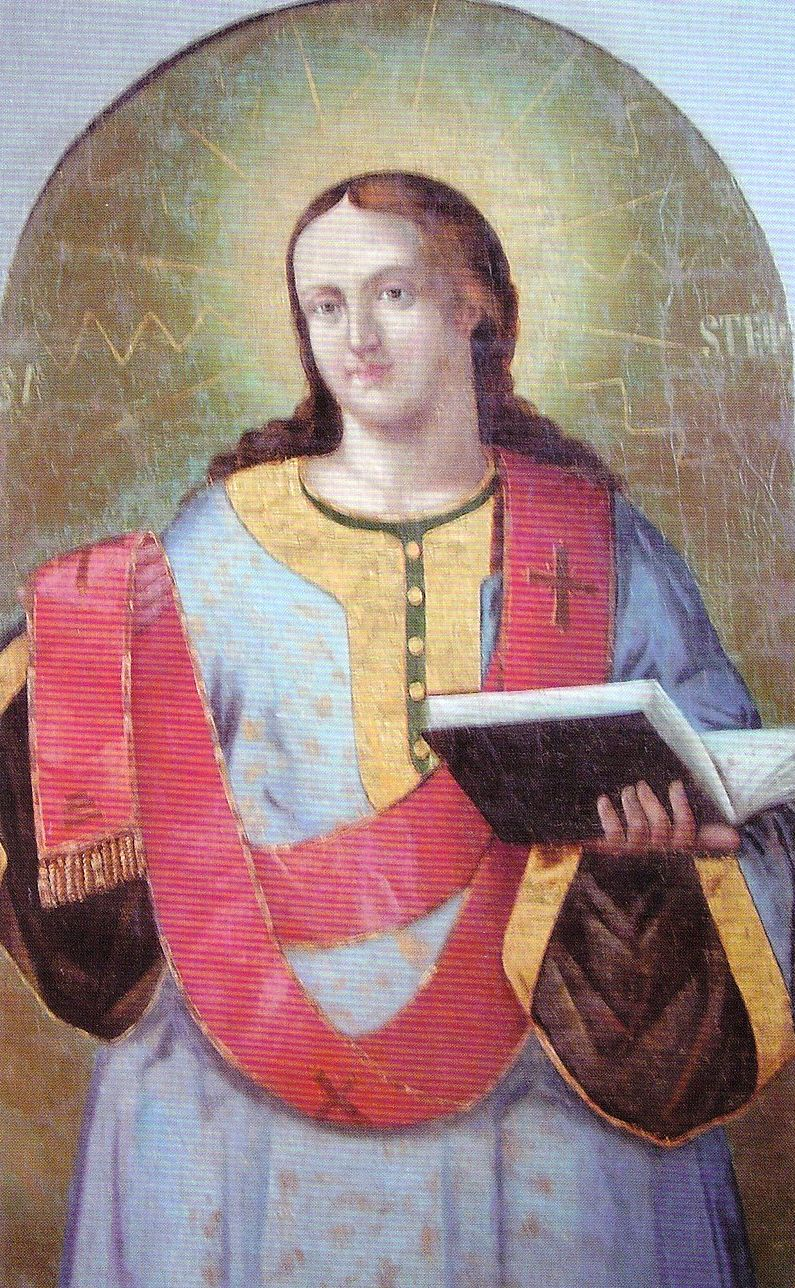
Sfântul Ștefan
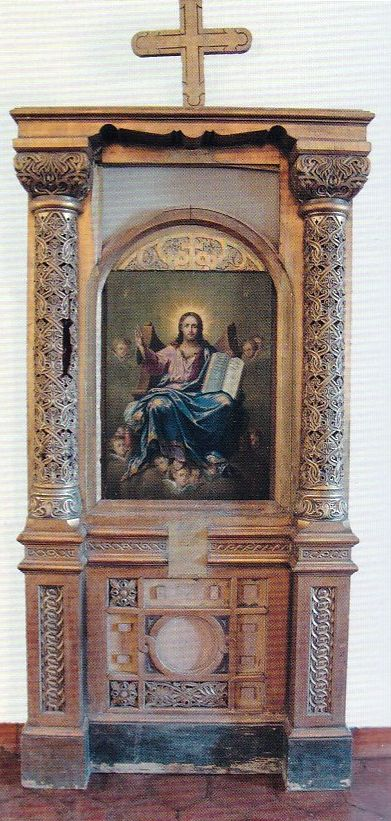
Isus învățător

O lungă perioadă, Grigorescu a fost preocupat de problemele tehnice necesare desfășurării meșteșugului zugrăvelii. El a căutat să găsească o formulă adecvată de aplicare a clasicismului în iconografia tradițională, urmând, desigur, drumul înaintașilor săi în această direcție. A încercat și soluții proprii conforme spiritului său de artist, dar fără a se îndepărta de gustul publicului care era cantonat în percepțiile de natură istorică asupra unor astfel de tematici. Rezultatul nu a zăbovit să apară, și din melanjul uneori contradictoriu a acestor tendințe pe care le-a abordat, reiese că din anul 1853, el a reușit să depășească tot ce au știut să facă toți zugravii de dinainte-a sa. Practic, el l-a depășit pe Aton Chladek, Gheorghe Tattarescu sau Constantin Lecca, cei care au fost promotorii înnoirii clasiciste din primele decenii ale secolului al XIX-lea în România.

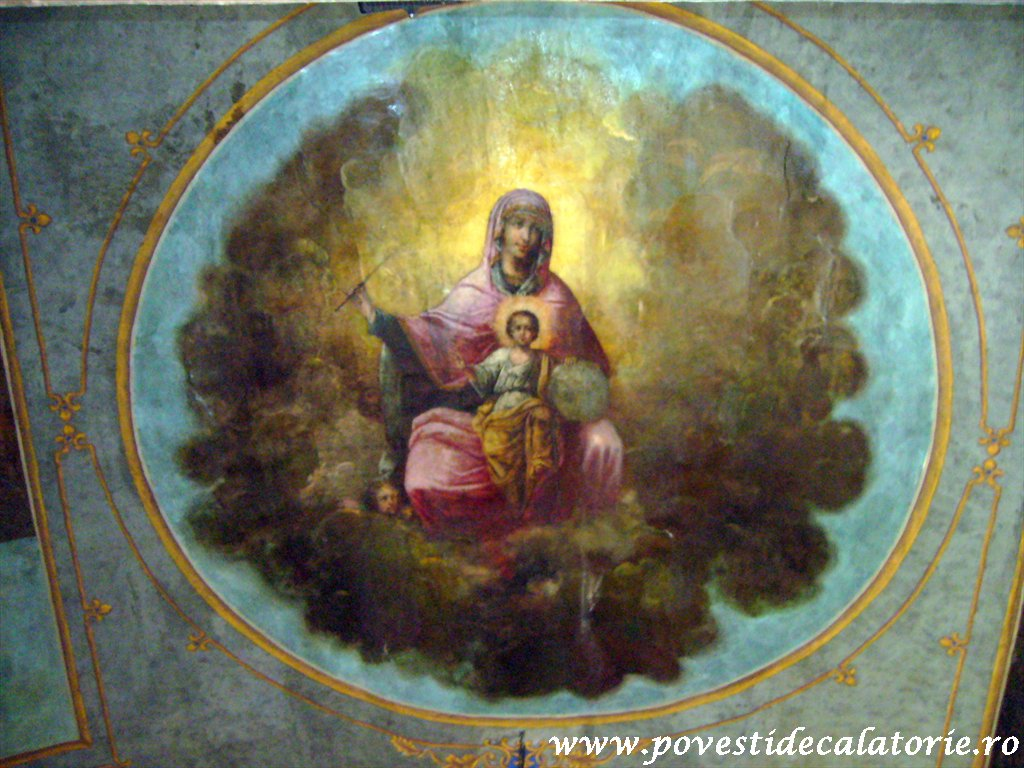
Maica Domnului cu pruncul (1860 - 1861) - de la Puchenii Mari

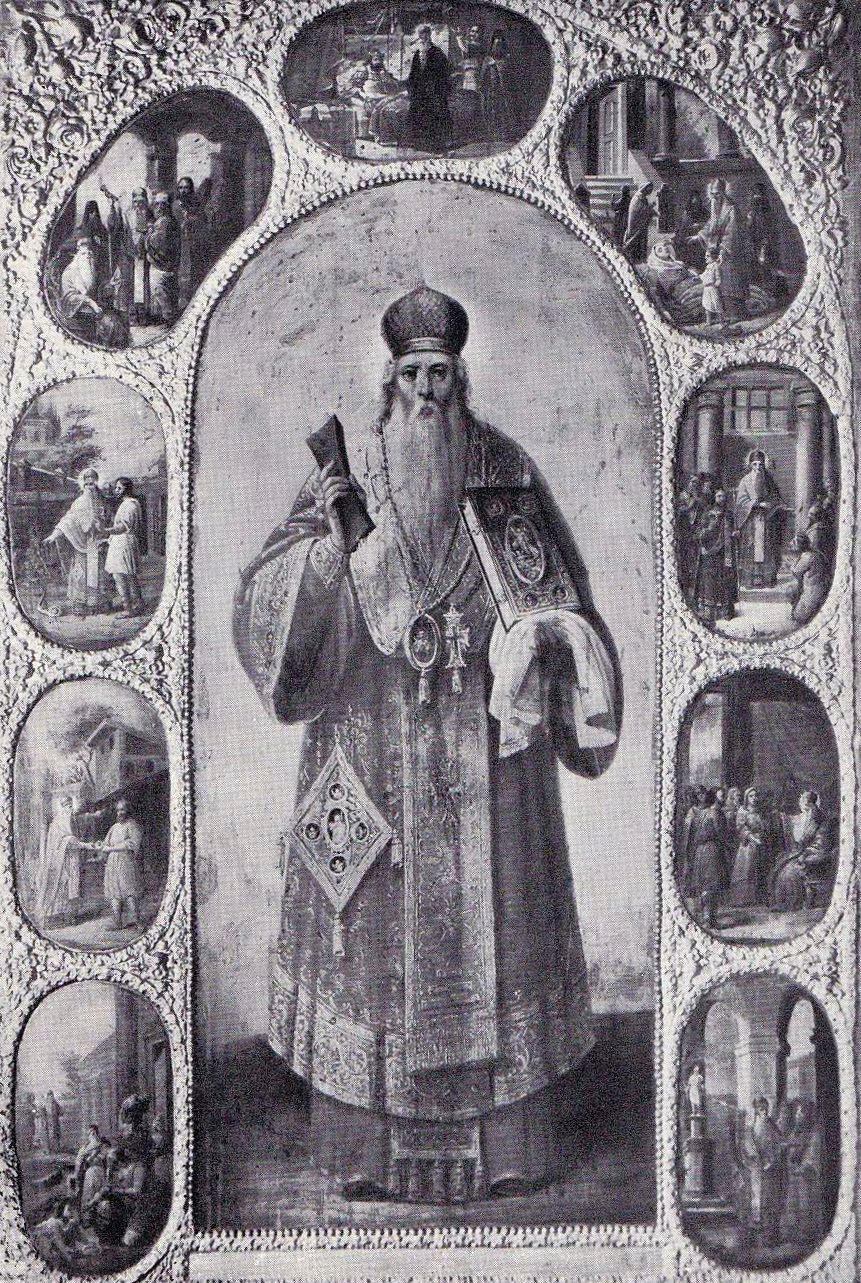
Sfântul Spiridon (1856 - 1857) - foto a/n - la Biserica Alexa din București

Se poate constata într-un mod de o evidență definitorie că operele de natură religioasă executate în perioada de început a celui care a fost supranumit în acea epocă ca fiind „Nicu zugravul”, nu pot fi alăturate  lucrărilor realizate în producția iconarilor de rând, contemporanii lui mai tineri sau mai vârstnici.  Niță Pârâiescu de la Băicoi, de exemplu, nu mai este cunoscut cu nicio lucrare pe care ar fi realizat-o. Colaborator la Băicoi fiind cu Nicolae, nu se poate deduce care ar fi contribuția lui în realizarea icoanei Sfântului Gheorghe, la care prima semnătură aparține lui Grigorescu. Însă, la alți zugravi cu care a colaborat se pot face comparații edificatoare.
În momentul în care Nicolae Grigorescu a început să execute gravuri după operele marilor maeștrii din Apusul Europei pentru realizarea compozițiilor sale de natură religioasă, el a înțeles că se impunea cu necesitate să urmeze studii de pictură serioase, așa cum predecesorii săi Iscovescu, Rosenthal sau Negulici le-au făcut prin atelierele din străinătate. Nu începuse încă să picteze la Mănăstirea Zamfira, dar făcuse deja icoanele de la biserica din Băicoi sau de la Mănăstirea Căldărușani și a terminat prima lui icoană remarcabilă comandată de corporația băcăuanilor în data de 25 februarie 1856, Sfântul Spiridon. În ziua de 5 ianuarie 1856, Grigorescu s-a adresat domnitorului Barbu Dimitrie Știrbei cu rugămintea de a primi un sprijin pentru a face studii în străinătate. Petiția sa, așa numita jalbă, a fost însoțită de o pictură, intitulată Mihai scăpând stindardul (vezi Nota H - Mihai scăpând stindardul), cu tematică istorică inspirată din cunoscuta baladă a lui Dimitrie Bolintineanu. Este de amintit că versurile poetului Bolintineanu au fost o sursă de inspirație în acea epocă pentru mai multe compoziții pe care artiștii români le-au realizat în acele vremuri. Tabloul trimis de Grigorescu domnitorului este astăzi dispărut și critica de artă a considerat că el nu era cu mult mai diferit în concepție și stil decât operele similare ale altor artiști contemporani lui, cum ar fi de exemplu Constantin Lecca.
Din petiția pe care a semnat-o nu se înțelege foarte clar ce anume dorea acesta de la domnitor. Acesta din urmă a plecat în decizia pe care a luat-o de la afirmația lui Grigorescu că nu a urmat o școală secundară în domeniu. Domnitorul a trimis tabloul la Eforia Școalelor și a precizat că petentul trebuie ajutat să învețe o limbă străină și să-și completeze „învățăturile regulate ale picturii” și de abia după aceea să fie trimis la cursuri în străinătate. Eforia a trimis în data de 24 ianuarie 1856 o adresă la Colegiul Sfântul Sava, profesorilor Antonin Roques, Constantin Lecca și Limburg prin care cerea acestora să se conformeze dispozițiilor domnitorului și să-l primească pe Nicolae Grigorescu la cursuri: „... având în vighere îngrijitoare asupră-i spre a face progresul cel mai posibil, atât pentru învățătura limbei franceze și germane, cât și în studiul de arta picturii, pentru care se zice a avea predilecție”. Se pare că artistul ar fi primit pentru tablou suma de 100 de galbeni de la prințul Știrbei.

Icoanele împărătești de la Mănăstirea Zamfira (1856 - 1857)
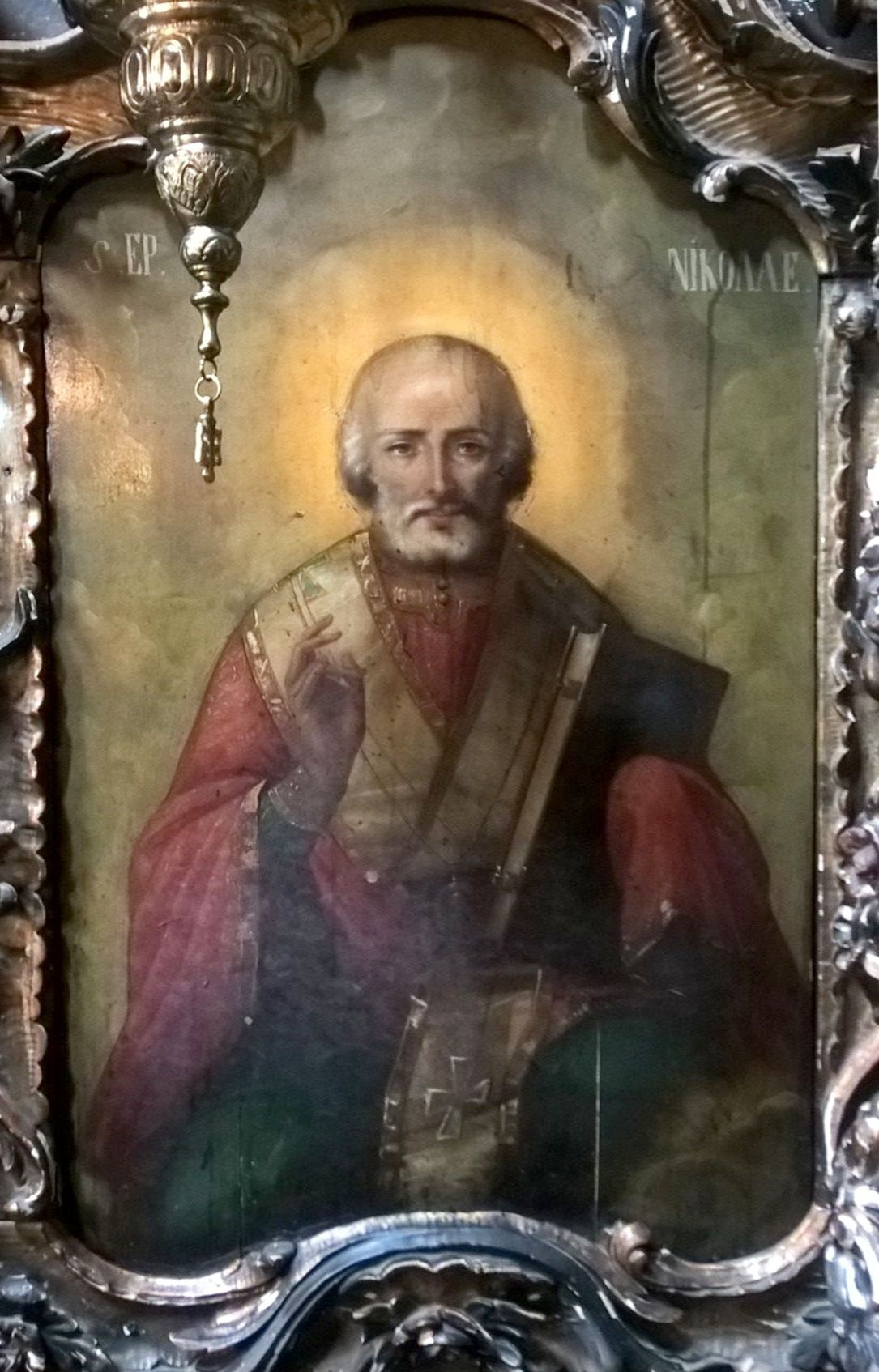
Sfântul Nicolae
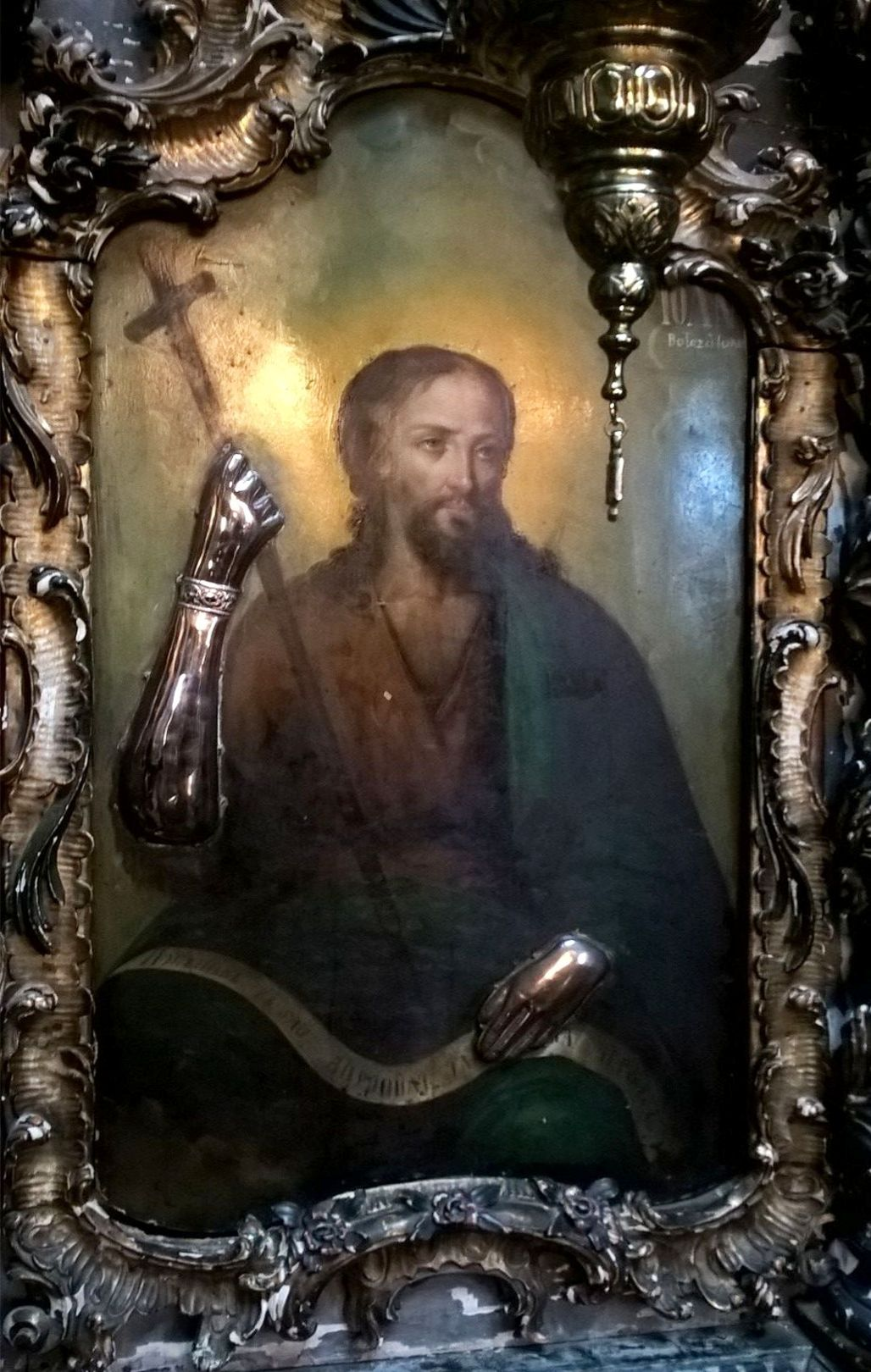
Ioan Botezătorul
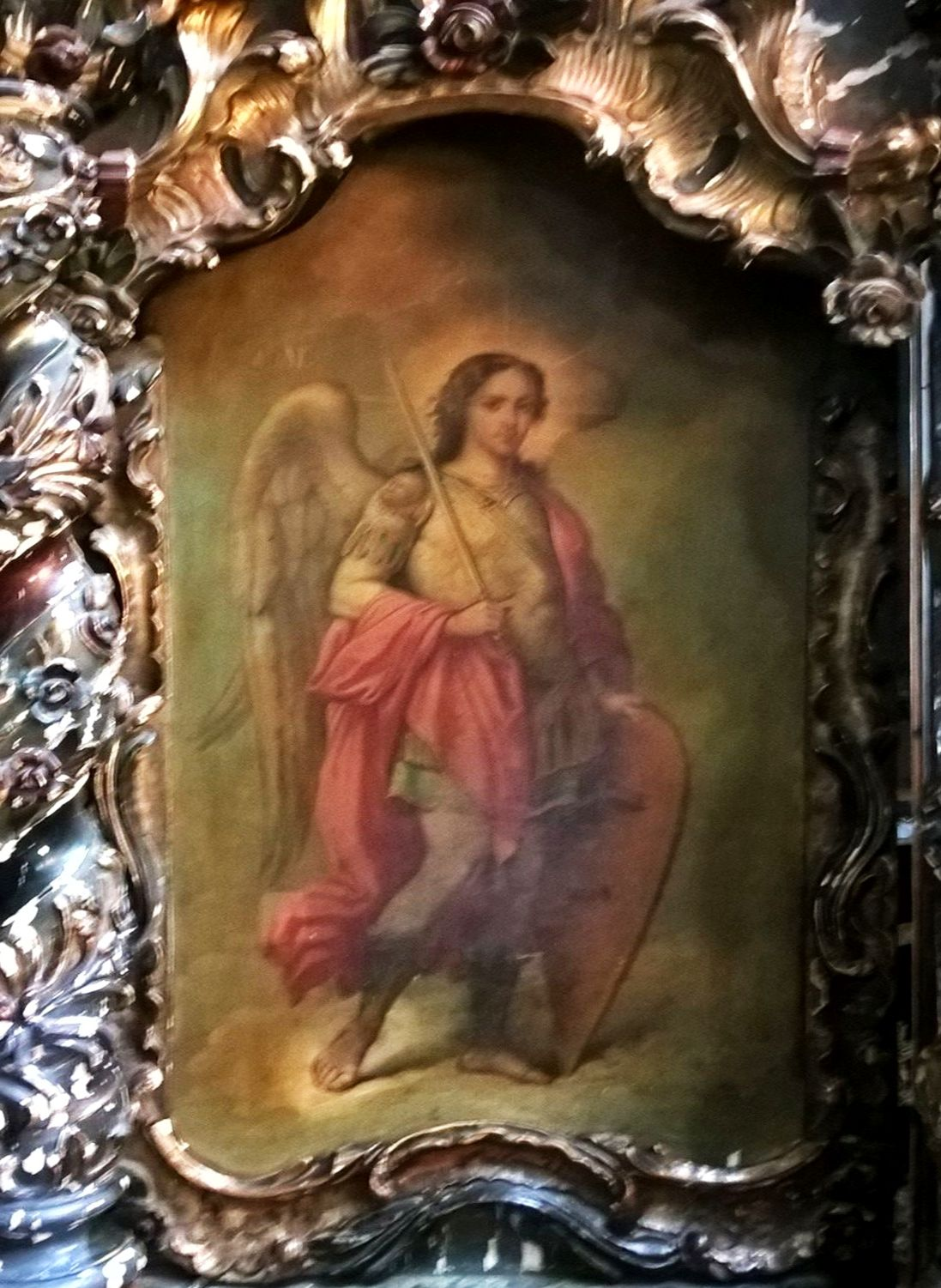
Arhanghelul Mihail
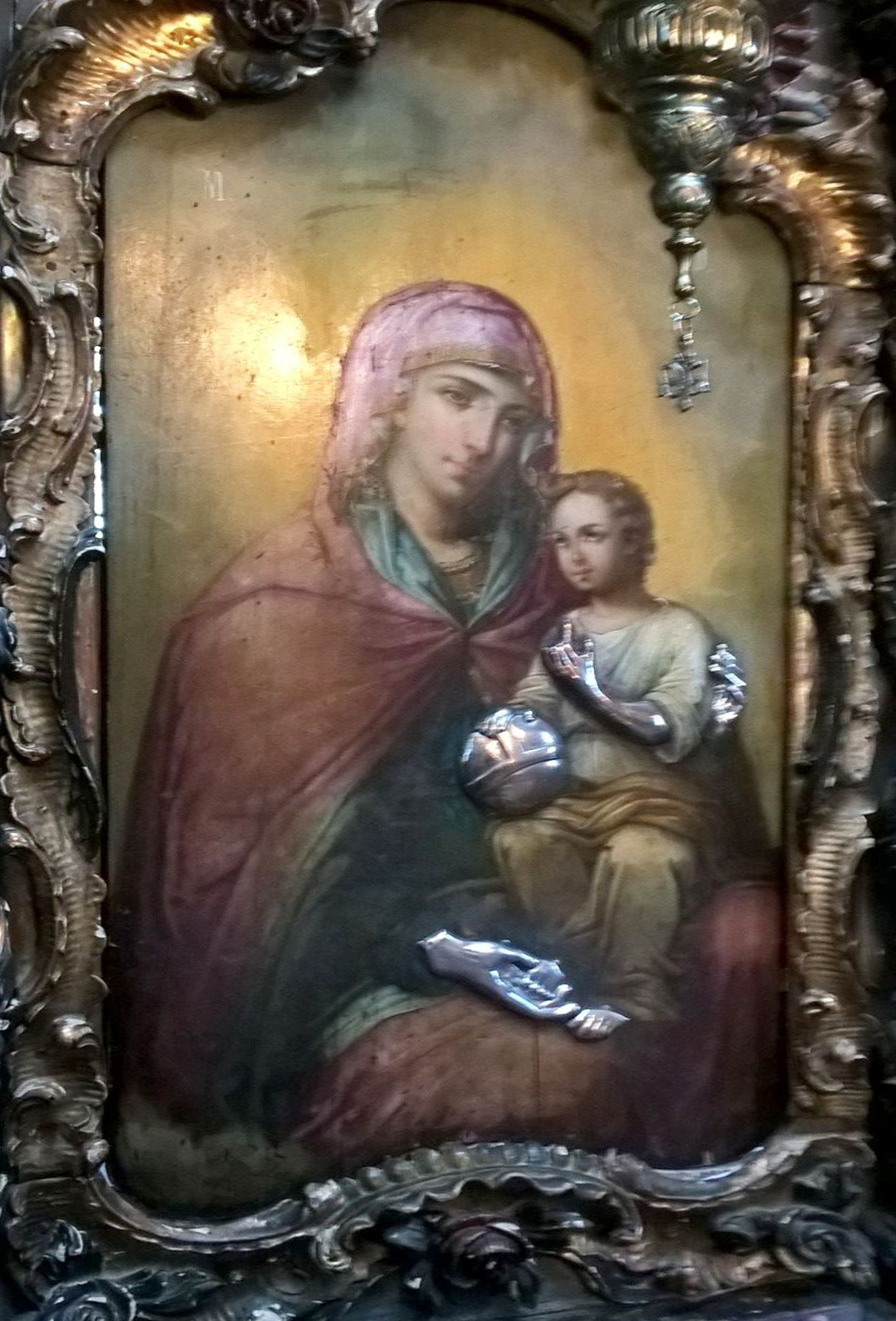
Fecioara cu Isus în brațe
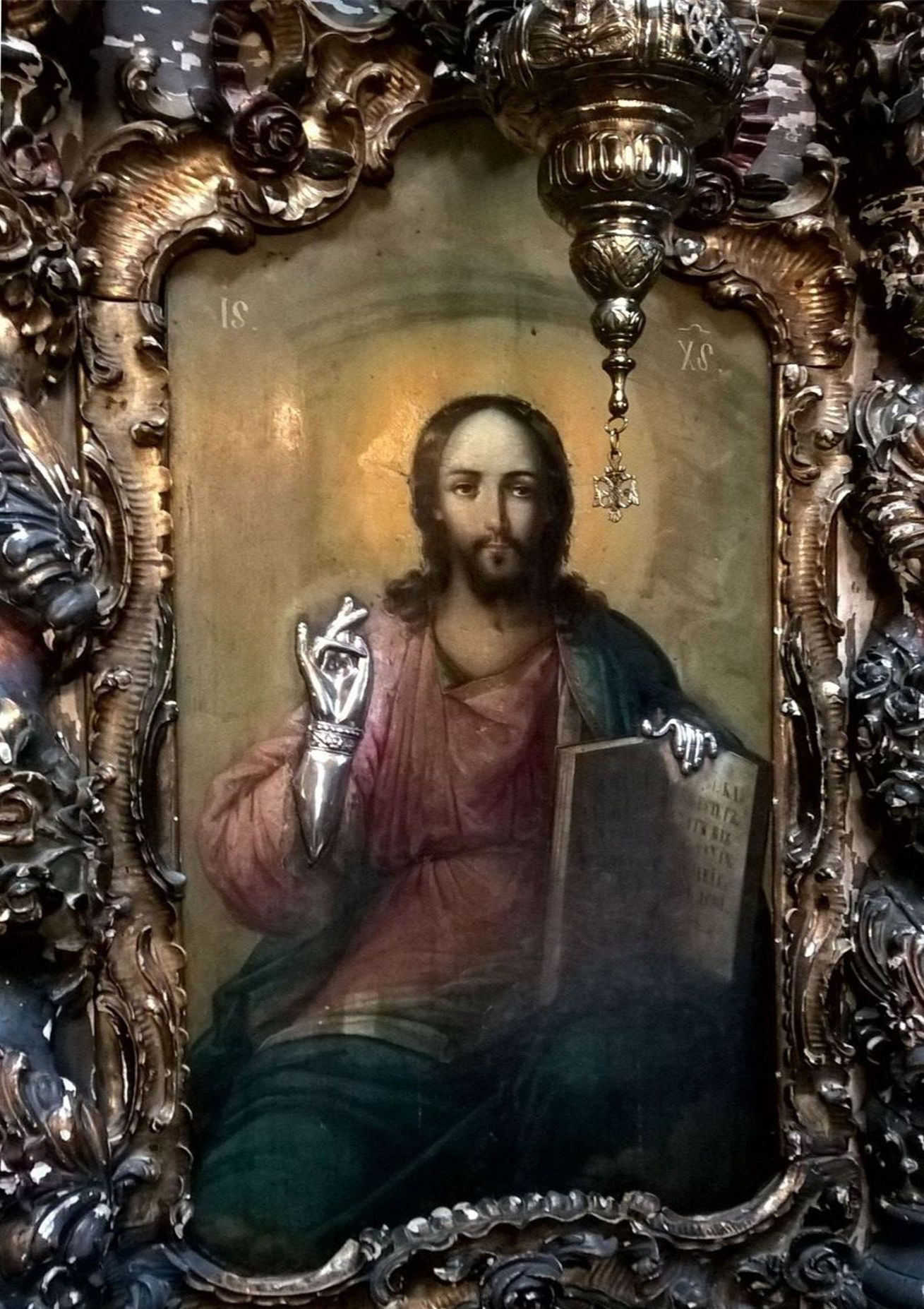
Isus ca împărat
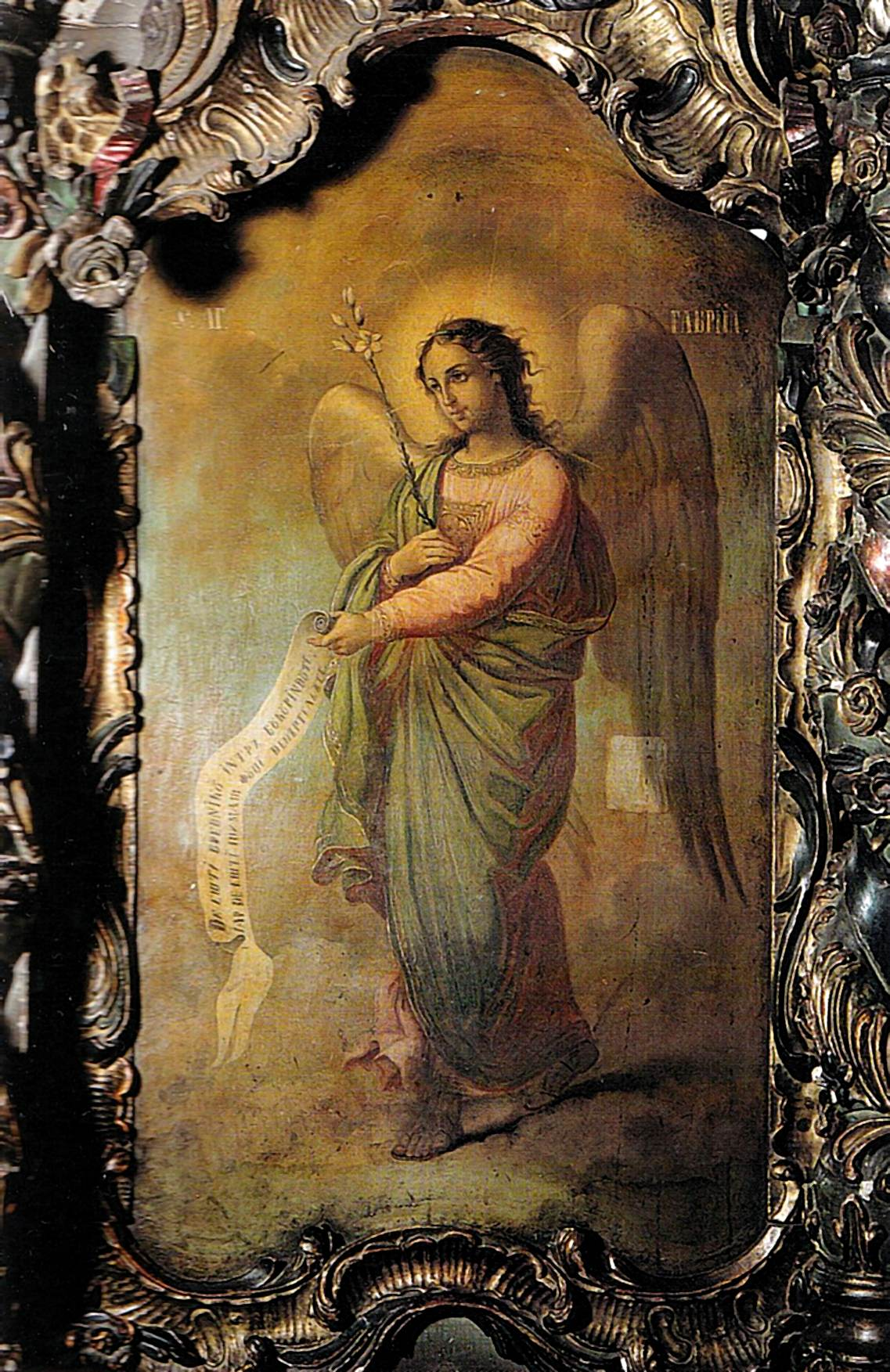
Arhanghelul Gavril
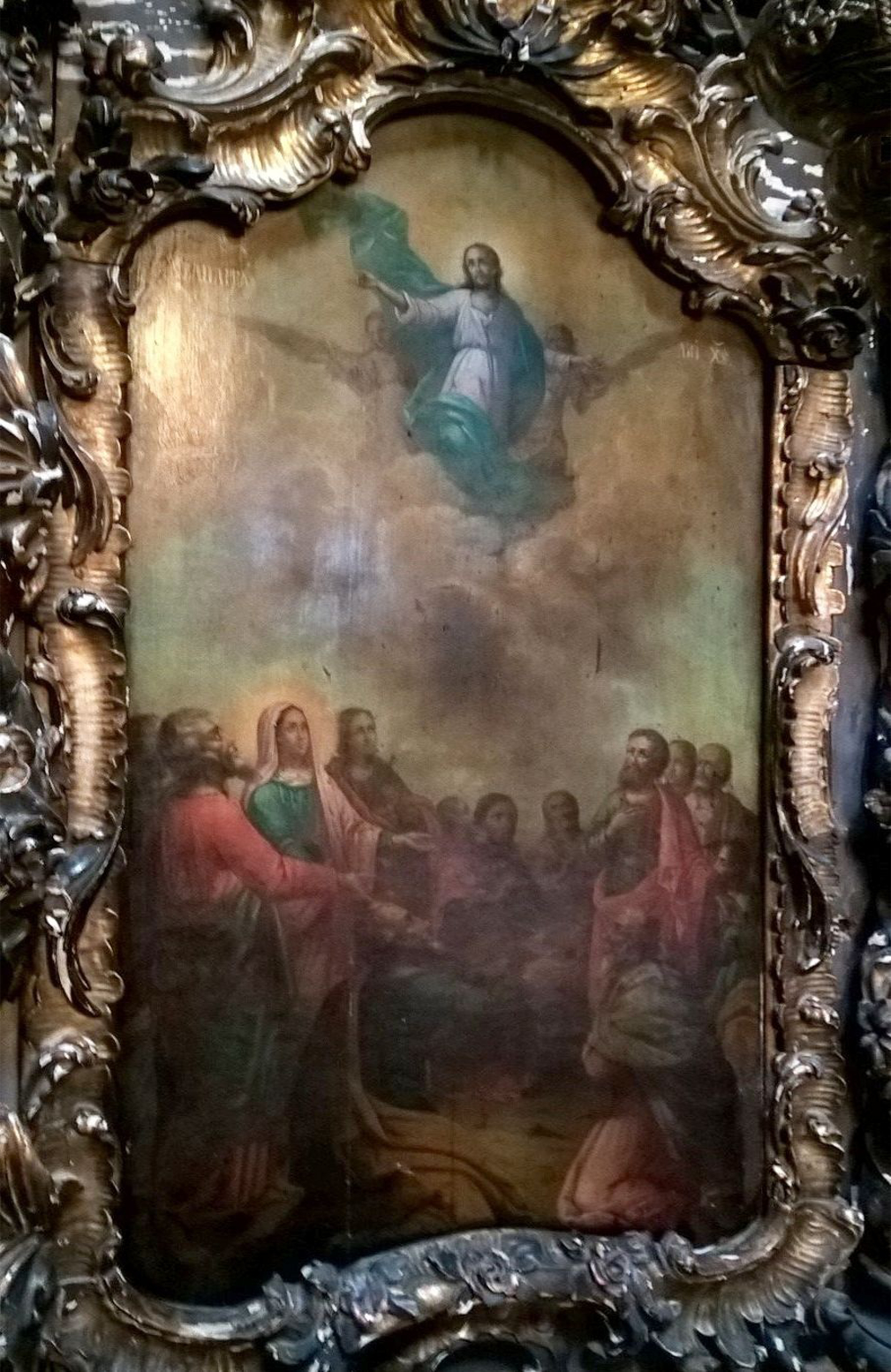
Înălțarea
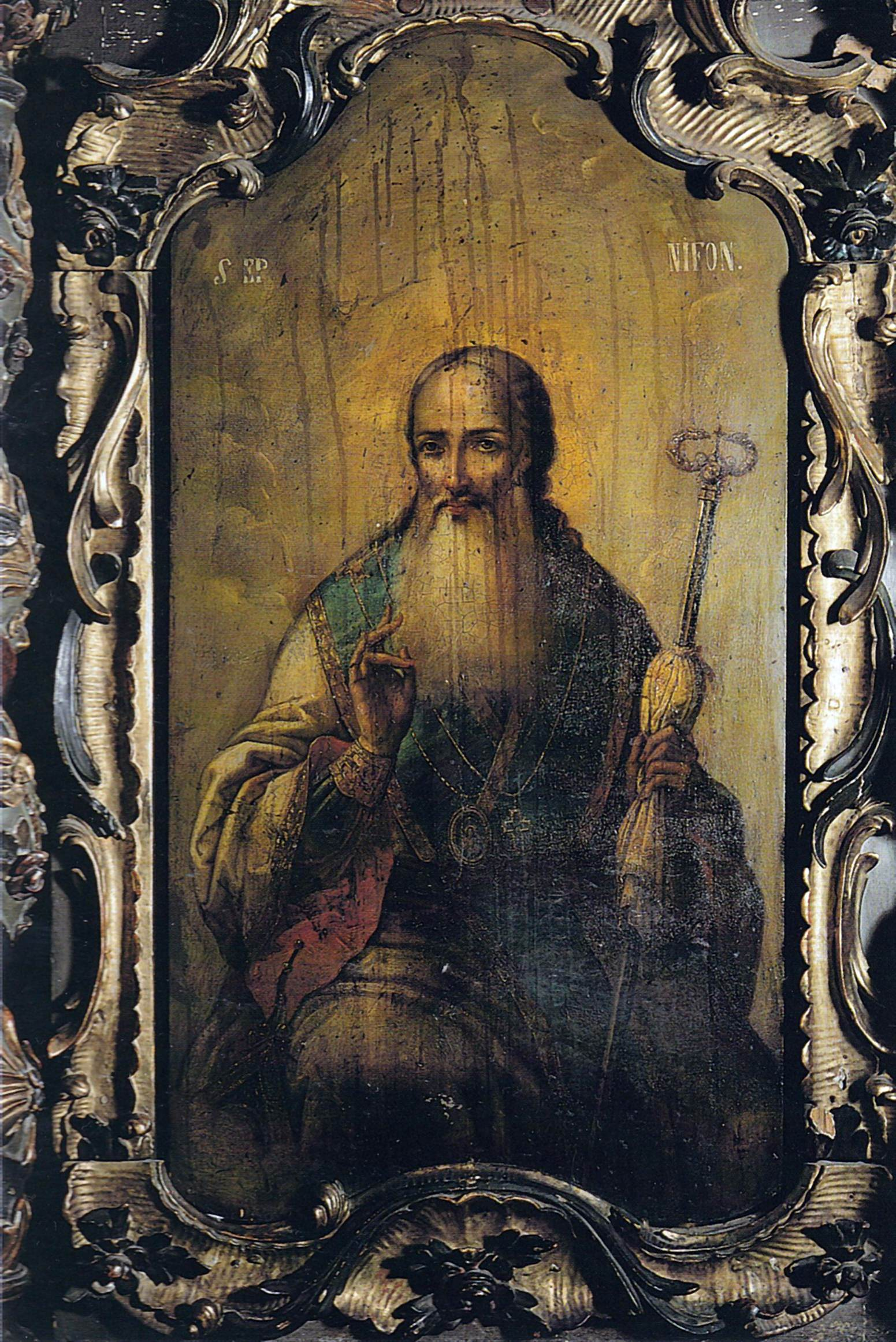
Sfântul Nifon

Icoanele aflate sub icoanele împărătești de la Mănăstirea Zamfira (1856 - 1857)
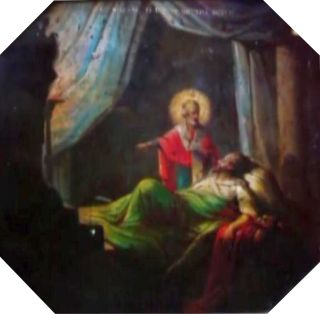
Ajutați wikipedia și găsiți numele picturilor - (?)
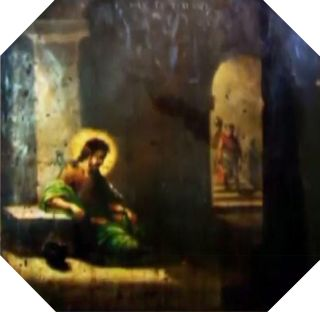
... (?)
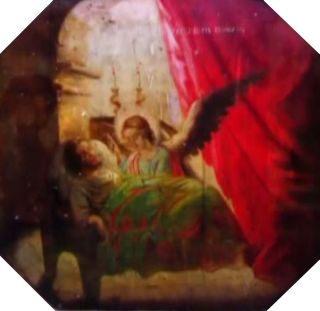
... (?)
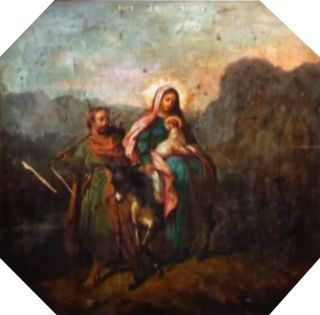
Drumul de la Betleem spre Egipt
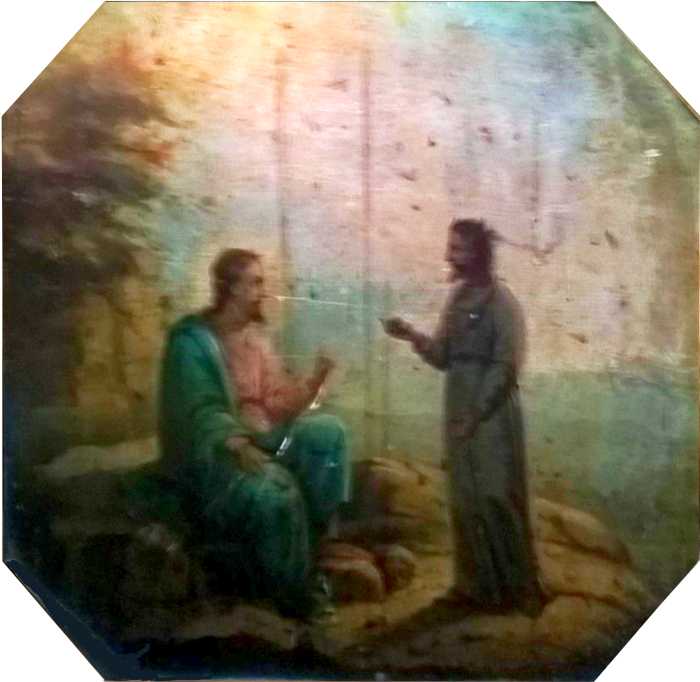
... (?)
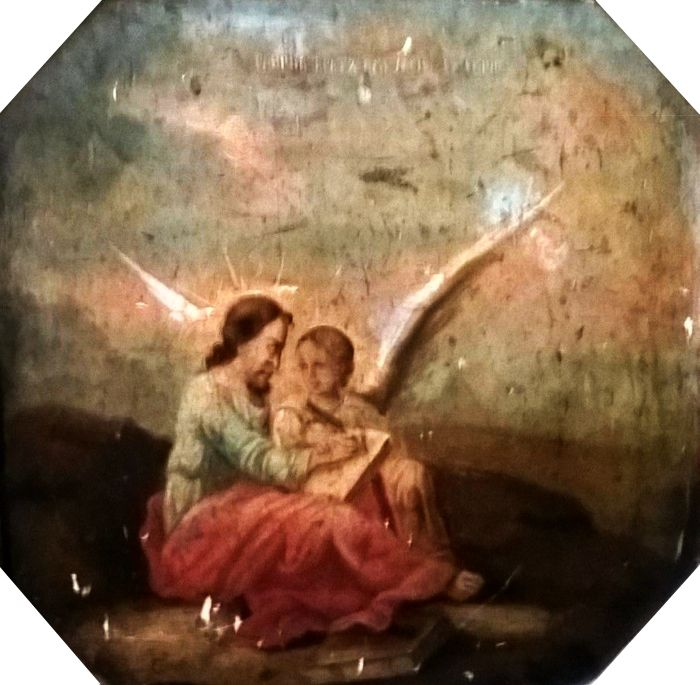
... (?)
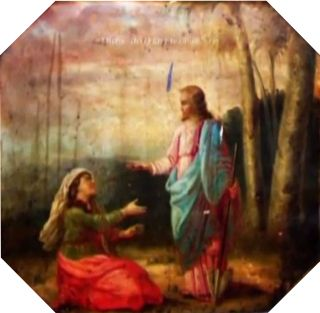
... (?)
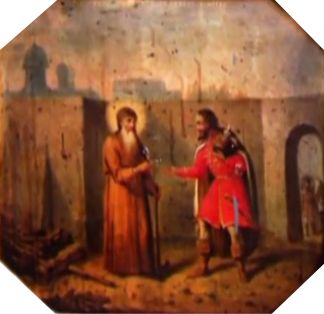
Radu cel Mare și Sfântul Nifon

Fiind ocupat cu lucrările de la Căldărușani și mai apoi cu cele de la Zamfira, se pare că Grigorescu nu ar fi beneficiat de cursurile de la Sfântul Sava. În data de 7 septembrie 1856 a înmânat caimacanului Alexandru Dimitrie Ghica, aflat în trecere prin Ploiești, aproape de Zamfira unde artistul zugrăvea biserica mănăstirii, o nouă petiție mult mai clară:
„Dorința d-a merge în Academia de pictură din Roma spre perfecțiunea artei ce eserses mă făcu să îndrăznesc a mă prezenta înaintea măriei sale fostului domn Barbu Dimitrie Știrbei, cu o mică compoziție intitulată Scăparea stindardului de Mihai Viteazul, arătând totodată și dorința-mi d-a mă perfecționa în arta picturii: însă în loc d-a mă trimite la Roma, m-a încurajat cu o gratificație în bani, lucru ce nu doream, având de scop a lucra nu pentru bani, ci spre a fi trimes pentru perfecționare, ca să poci și eu o dată a lucra cu cele mai vii coloare vreuna din faptile strălucite ale bravilor noștri prinți”.

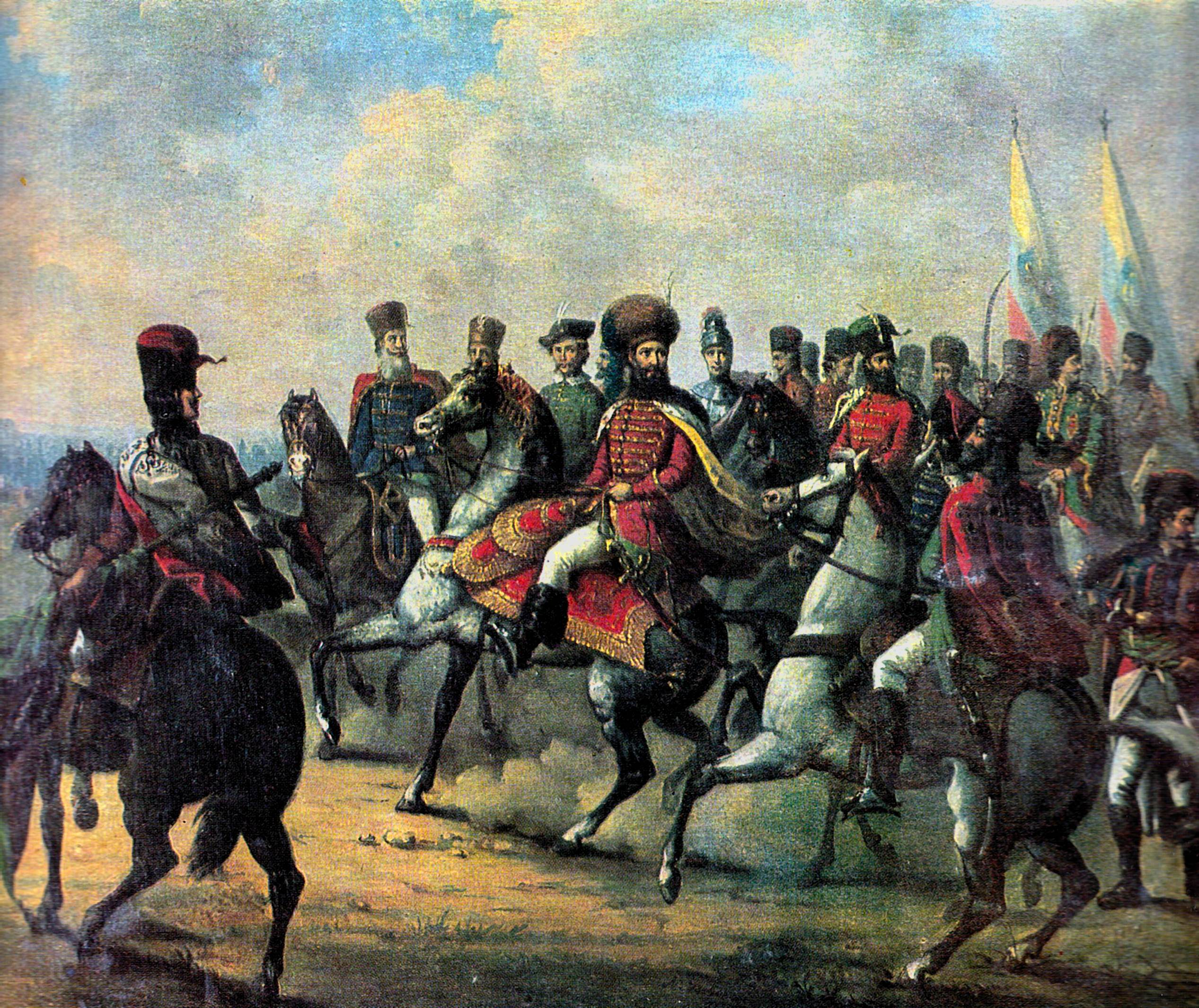
Mihai Viteazul la Călugăreni - de Nicolae Grigorescu ~ 1857

În continuare, Nicolae Grigorescu și-a exprimat speranța că poate acum, autoritățile îi vor ... „mijloci trimiterea în Academia Romei pe care de atât timp o visează”. Rezultatul a fost același, o apostilă adresată Eforiei Școalelor. Astfel, Grigorescu a continuat să picteze la Zamfira, de unde primea 500 de galbeni, cam dublu față de bursa anuală a unui bursier. În iulie 1857, pe la sfârșitul lucrărilor de la Zamfira, Eforia Școalelor a organizat un concurs pentru alegerea unui bursier care să urmeze un stagiu de pregătire de trei ani în Italia, la o secție de grafică. Acesta, la terminarea studiilor urma să revină la București pentru a deveni profesor de desen la gimnaziul capitalei. Concursul a devenit public în ziua de 7 septembrie 1857 și urma să se desfășoare în perioada 25 - 30 septembrie. Nicolae Grigorescu s-a înscris și a participat la concurs contra lui Constantin I. Stăncescu, care era absolvent al cursurilor secundare și era elevul particular al lui Gheorghe Tattarescu. Așa cum se întâmpla în uzanțele vremii, postul fusese creat special pentru Stăncescu care ceruse încă din 15 ianuarie 1857 să i se atribuie bursa rămasă liberă la revenirea lui Petre Alexandrescu în țară.
Condițiile concursului erau special create pentru ca Stăncescu să câștige concursul. Astfel, se cereau certificate la studiile pe care fiecare candidat le făcuse până în acel moment, precum și o scrisoare de recomandare de la profesorul cu care candidații au studiat pictura. Cum una din condiții era ca persoanele candidate să prezinte copii realizate de ei după alți autori, Stăncescu a prezentat în acest sens copii după Constantin Rosenthal[J] și Tattarescu. Despre Grigorescu nu se știe cu ce anume s-a prezentat, poate cu Mihai Viteazul după bătălia de la Călugăreni prin simplul fapt că acestă lucrare era de factură patriotică ca și Mihai scăpând stindardul care fusese expusă în aceeași galerie cu opere similare create de Theodor Aman (Ultima noapte a lui Mihai Viteazul) și de Carol Wallenstein de Vella (Bătălia de la Călugăreni) sau marele portret ecvestru al lui Mihai Viteazul creat de Lapary. Constantin I. Stăncescu a câștigat bursa pentru Italia și din cauza faptului că Grigorescu nu era încă pictor de șevalet, tocmai acest lucru cerându-i-se viitorului bursier. Ca urmare protectorii lui Stăncescu, nu numai că i-au acordat bursa, dar au schimbat și destinația. Au schimbat Florența - Italia, cu Paris - Franța.

Picturile de la Mănăstirea Agapia (1858 - 1861)
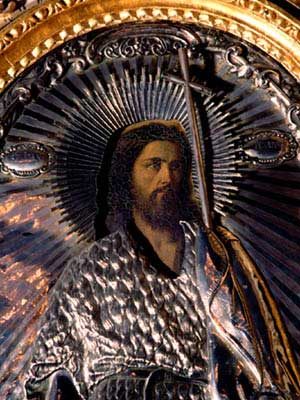
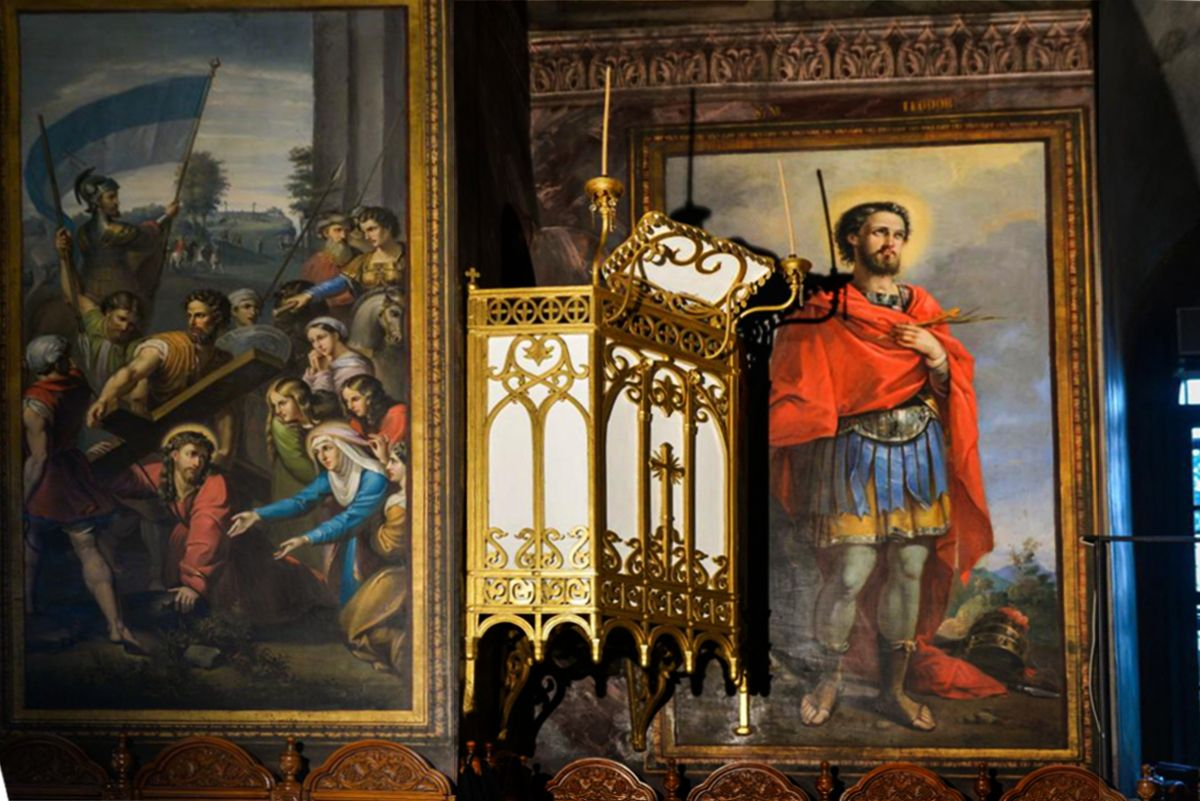
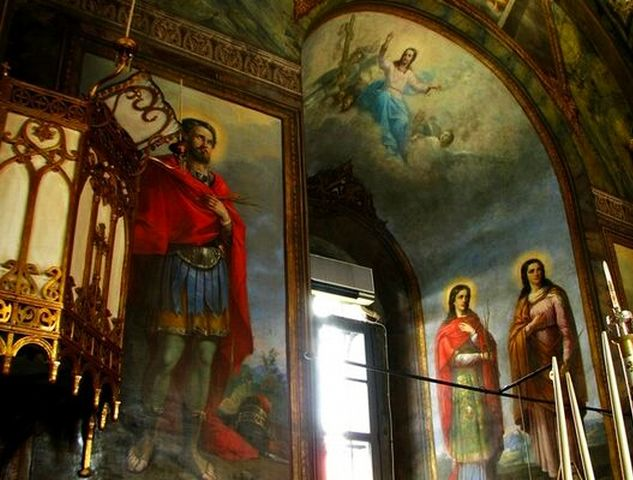
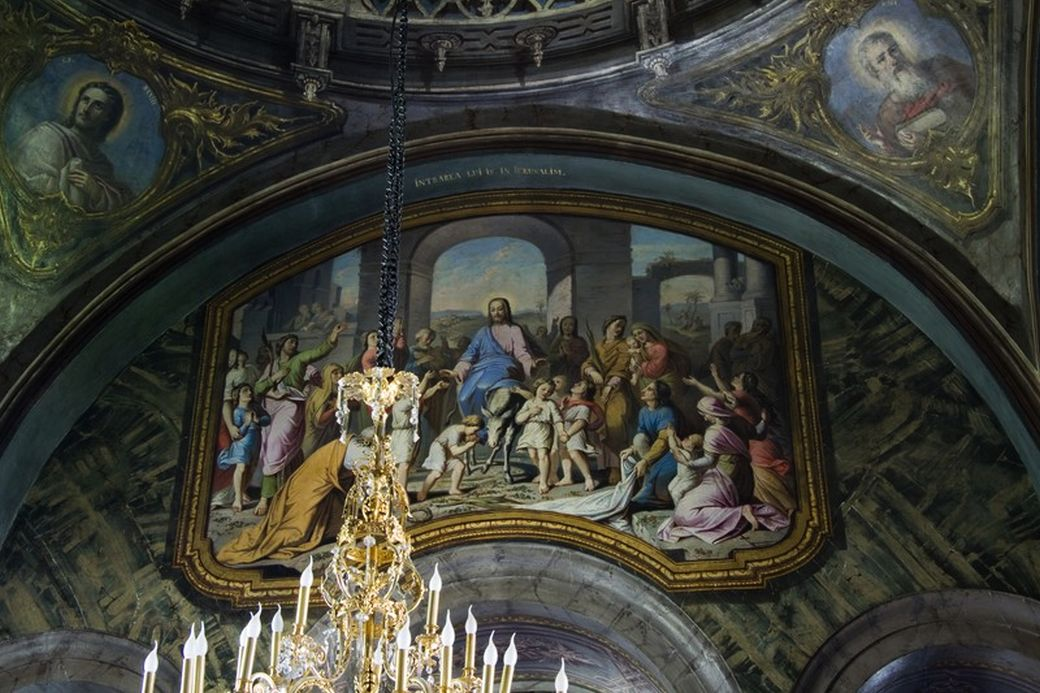
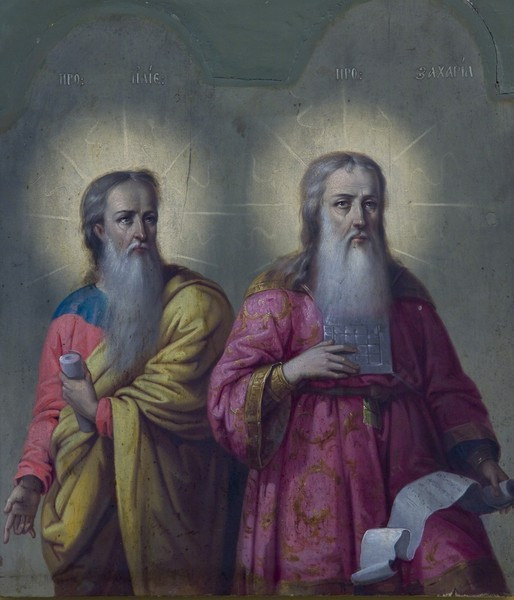
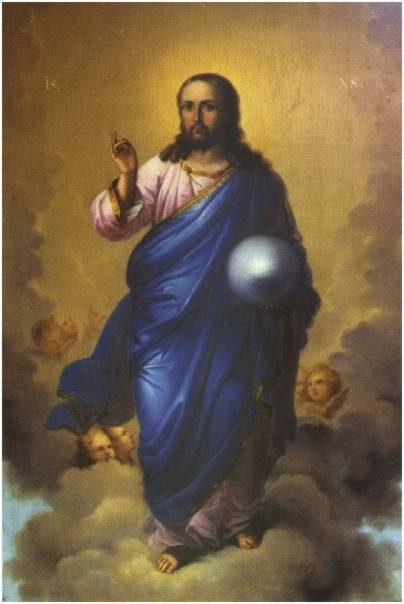
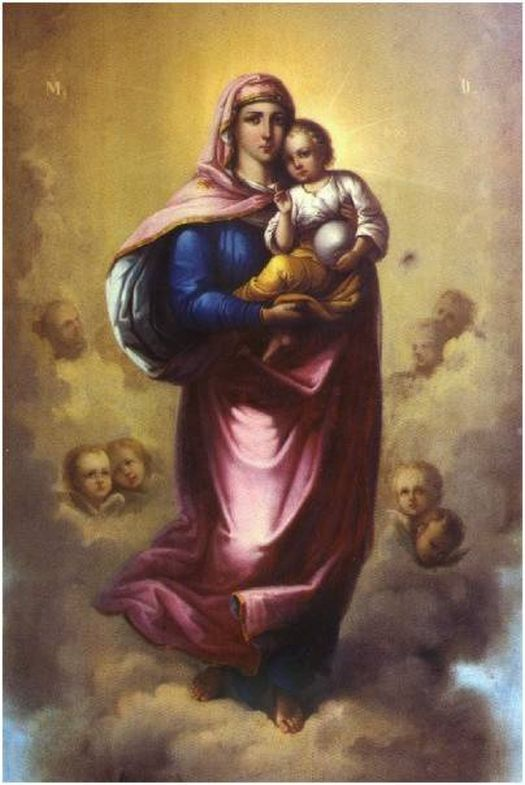
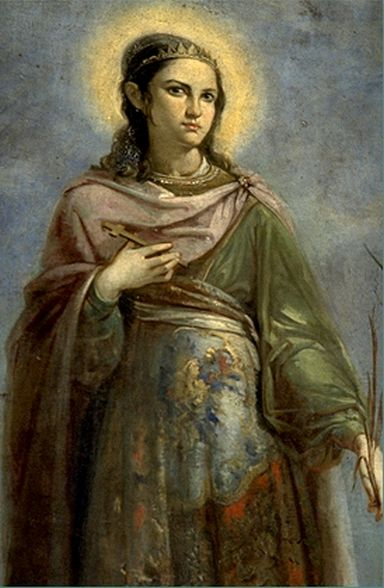
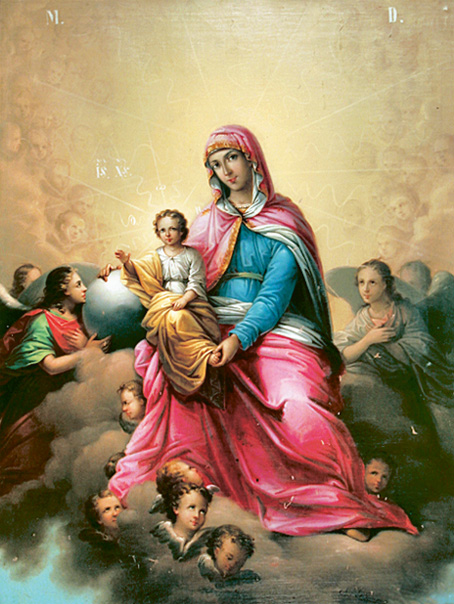
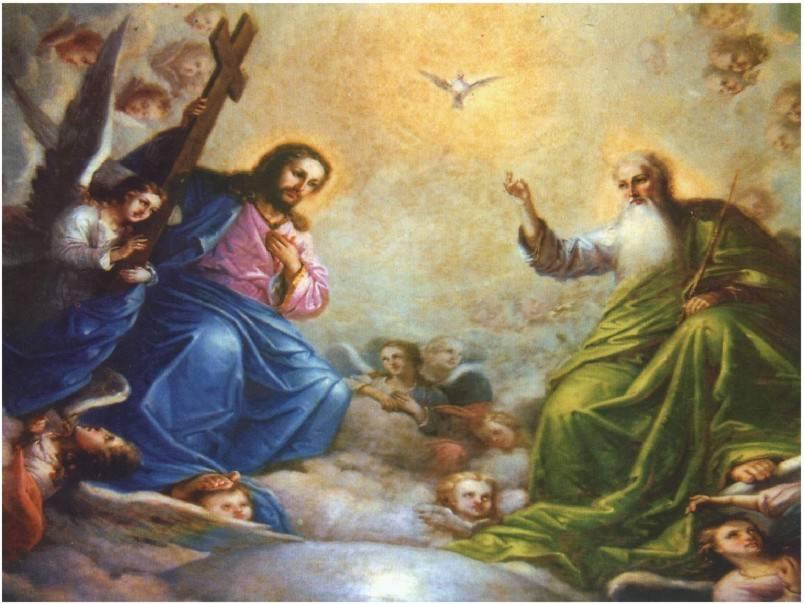
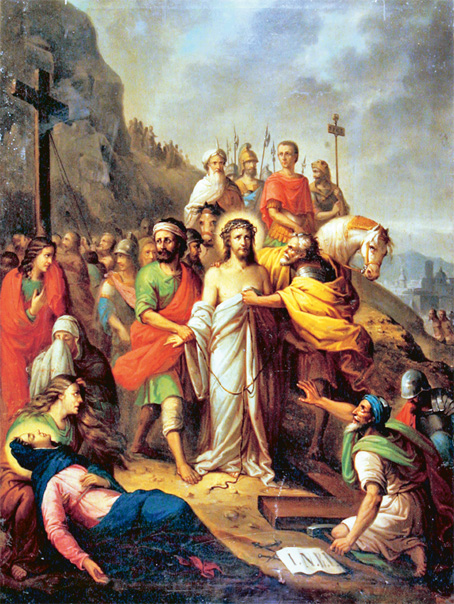

Nicolae Grigorescu și-a dat seama cu ocazia concursului de moravurile acelor vremuri și a înțeles că nu va ajunge niciodată la studii în străinătate ca bursier al statului. Întâmplarea a fost să-l întâlnească pe călugărul Isaia Piersiceanu și stăreția Mănăstirii Agapia i-a făcut propunerea de a zugrăvi biserica. Pe când Nicolae Grigorescu picta la Agapia, unul dintre vizitatorii mănăstirii a fost Mihail Kogălniceanu, ministrul lui Alexandru Ioan Cuza în acea vreme. Văzând calitatea picturilor care se realizau sub ochii săi, Kogălniceanu a hotărât ca Grigorescu să primească o bursă pentru studii în străinătate, fără să se mai organizeze vreun concurs sau să pretindă vreo diplomă de studii secundare. Ca urmare a referatului întocmit de specialistul delegat să examineze realizările de la Agapia din anul 1860, semnat de G. Schiller, prin care se menționa că „... D. Grigorescu a lucrat pentru înalte arte, lăsând în Moldova un monument unic în arta picturii”, pictorul  a primit o adresă publicată în Monitorul Oficial, prin care i se aduceau elogii pentru opera de la Agapia precum și felicitări pentru școala de pictură destinată călugărițelor mănăstirii pe care a înființat-o acolo.
Începând din data de 20 septembrie 1861, Nicolae Grigorescu putea cere o subvenție anuală pentru a urma cursuri de pictură la Paris. La intervenția lui Mihail Kogălniceanu, cuantumul bursei era de 260 de galbeni și era prevăzut în bugetul Moldovei pentru anul 1862.

### Studii în capitala Franței

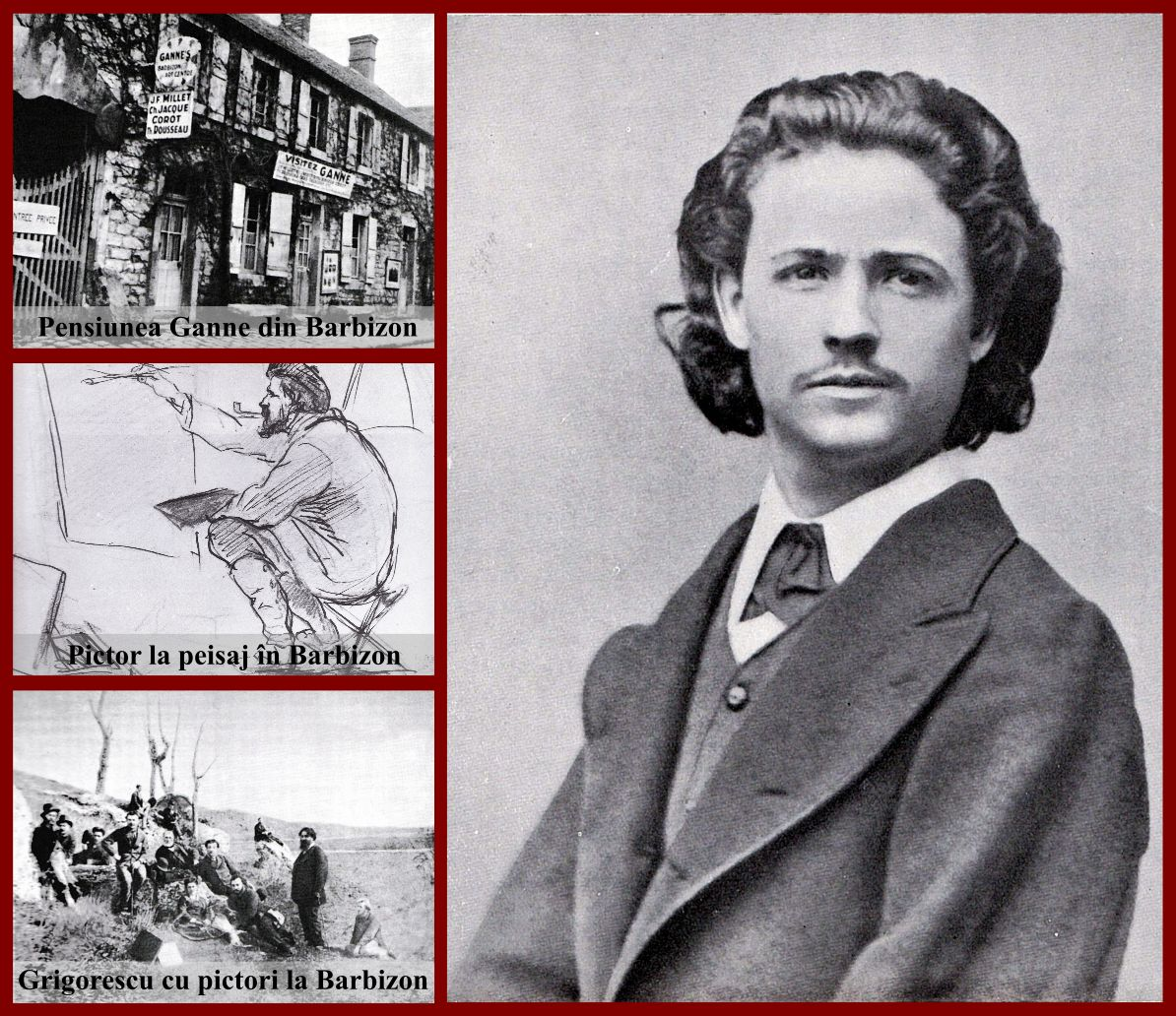
Nicolae Grigorescu la Paris

În toamna anului 1861, Nicolae Grigorescu a plecat la Paris. S-a îmbarcat pe un vapor în portul Galați și urmând cursul Dunării a ajuns la Viena. În acea toamnă nu a ridicat nicio sumă aferentă bursei acordată de către stat prin influența lui Mihail Kogălniceanu, dar i s-a dat totuși un avans din fondul economiilor și un pașaport gratuit. Din ce a câștigat la Mănăstirea Agapia[A] nu mai rămăsese o sumă importantă deoarece fratele său, Gheorghe Grigorescu, își însușise o parte din bani.  Istoricii de artă au considerat că Grigorescu ar fi avut o sumă confortabilă, ținând cont că după Agapia a mai pictat și la biserica din Puchenii Mari. De la Viena a plecat spre Paris, dar nu se știe cu certitudine dacă prin Berlin sau prin München. La Paris, Grigorescu a tras la hotelul Corneille din Piața Corneille, clădire care și astăzi are aceeași destinație. Spre sfârșitul anului 1862, el a locuit în Cartierul Latin, în rue du Cherche-Midi, nr. 102. Există dovada pentru această afirmație, deoarece în registrul Cabinetului de Stampe al Bibliotecii Naționale din București se găsește o adresă semnată de el la această dată.

#### La Paris
Informațiile despre studiile pe care Nicolae Grigorescu le-a făcut la Paris sunt lapidare și pline de incertitudini. După unii biografi ai artistului, Grigorescu a lucrat câteva luni de zile în atelierul lui Sébastien Cornu, după a alții și în atelierul lui Charles Gleyre. Părerile au fost împărțite și vis-a-vis de studiile pe care pictorul român le-ar fi făcut la École Nationale Supérieure des Beaux-Arts din Paris. Astfel, biograful Virgil Cioflec a opinat în anul 1925, că Nicolae Grigorescu nu ar fi urmat niciodată cursurile Academiei pariziene, deoarece din cercetările pe care le-a făcut, acesta nu apare înscris în registrele școlii franceze. Alexandru Vlahuță a pomenit doar de un concurs la care acesta ar fi participat, fără să precizeze și anul în care acesta s-a organizat. Începând din anul 1959, odată cu apariția biografiei scrisă de către Barbu Brezianu în care acesta a adus o serie de informații privind activitatea lui Grigorescu la Paris, s-a propagat în toată literatura de specialitate certitudinea că artistul ar fi urmat cursurile Academiei din Paris pe o perioadă de circa un an și jumătate, adică din toamna anului 1861, sau primăvara lui 1862, până la jumătatea anului 1863. Brezianu a adus ca surse o bogată bibliografie de autori (vezi Sursele lui Barbu Brezianu). George Oprescu în anul 1961 a menționat în monografia lui Nicolae Grigorescu aceleași informații care apar în lucrarea lui Barbu Brezianu, fără a specifica vreo sursă de documentare. (Vezi capitolul Incertitudini și controverse)

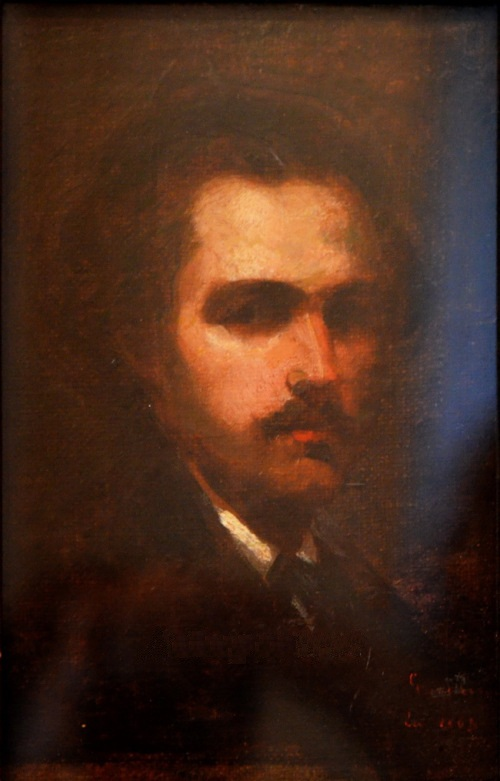
Autoportret (1) - (1863)

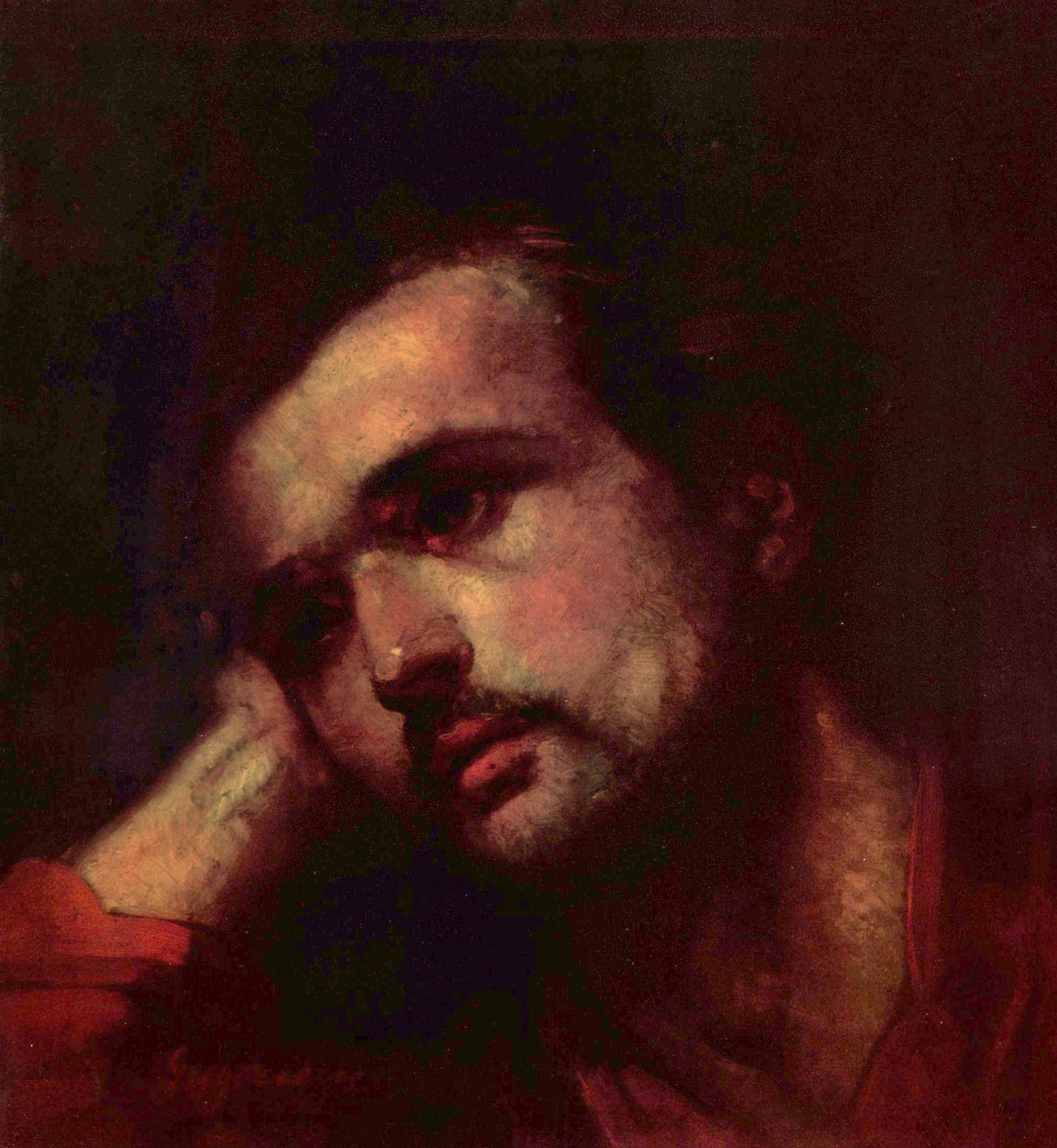
Autoportret (2) - (1863 - 1864)

Cu certitudine, Grigorescu a ținut însă, la ascendența pe care Academia de Arte de la Paris era capabilă să i-o dea și ca urmare, în catalogul expoziției Salonului Oficial din anul 1868 de la Paris, apărea ca fiind elev al lui Sébastien Cornu. În luna noiembrie 1862, artistul a frecventat Cabinetul de stampe al Bibliotecii Naționale de la Paris, unde a făcut cercetări cu privire la stampe și reconstituiri istorice, așa cum au făcut tot în acel secol și Nicolae Bălcescu sau Theodor Aman.
În toată perioada cât a stat la Paris, Grigorescu a executat o serie de copii după vechii maeștrii ai picturii, fapt ce indică numeroasele sale vizite la Muzeul Luvru, atât în timpul școlii cât și după aceea. Urmându-și vocația de peisagist, el a fost mai atras decât de orice altceva, de Barbizon, satul care era în acele timpuri celebru prin arta înnoitoare a lui Jean-François Millet și a lui Théodore Rousseau, care s-au stabilit chiar aici. Emblematici pentru această perioadă efervescentă a Barbizonului au mai fost și pictorii Jean-Baptiste Camille Corot și Gustave Courbet ca și mulți alții care au făcut celebră Școala de la Barbizon.
Pictorii romantici din prima jumătate a secolului al XIX-lea, așa cum a fost Delacroix, s-au inspirat cu precădere din sursele literare a unor contemporani de mare prestigiu. Artiștii nu au urmat calea clasicilor care au avut ca model antichitatea. Opera lui Delacroix caracterizată de lucrări de mari proporții, a făcut trimitere la Byron, Shakespeare sau Goethe, fie că este vorba de pictura în ulei, litografie sau gravură. 
Desigur că erau destul de puțini pictorii care să aibă o cultură generală și o cultură literară atât de vastă ca acest exponent al stilului romantic. Prin comparație, Grigorescu nu era un om cult iar lecturile sale erau sporadice și alese la întâmplare. Ca urmare, motivele pe care ar fi trebuit să le aleagă din literatură nu l-au atras. Ținând cont de genul picturii pe care a abordat-o până la acest moment al vieții lui, nu se poate spune că aceasta a necesitat o documentare prea aprofundată care să-l apropie de literatură. Nici ritmul necesar unei compoziții istorice nu i se potrivea. Totuși, în această perioadă a formării ca artist, el s-a apropiat de motivul literar, dar nu din cărți, ci din legende. Ca orice român a auzit și el de legenda lui Dragoș Vodă, întemeietorul Moldovei, care a urmărit un zimbru trecând munții și astfel s-a instalat ca domnitor într-o țară nouă. Ca urmare, Nicolae Grigorescu a realizat două lucrări intitulate Dragoș și zimbrul între anii 1863 și 1864, aflate astăzi la Muzeul de Artă al României.

Lucrări realizate în perioada 1863 - 1864
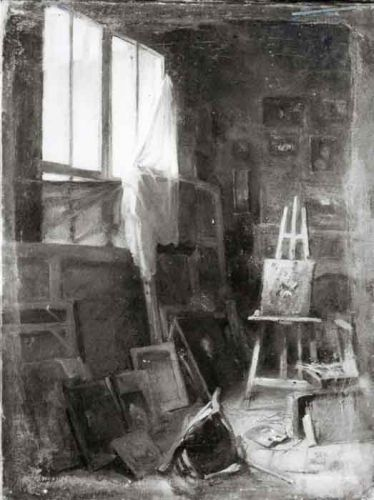
Primul atelier de la Paris
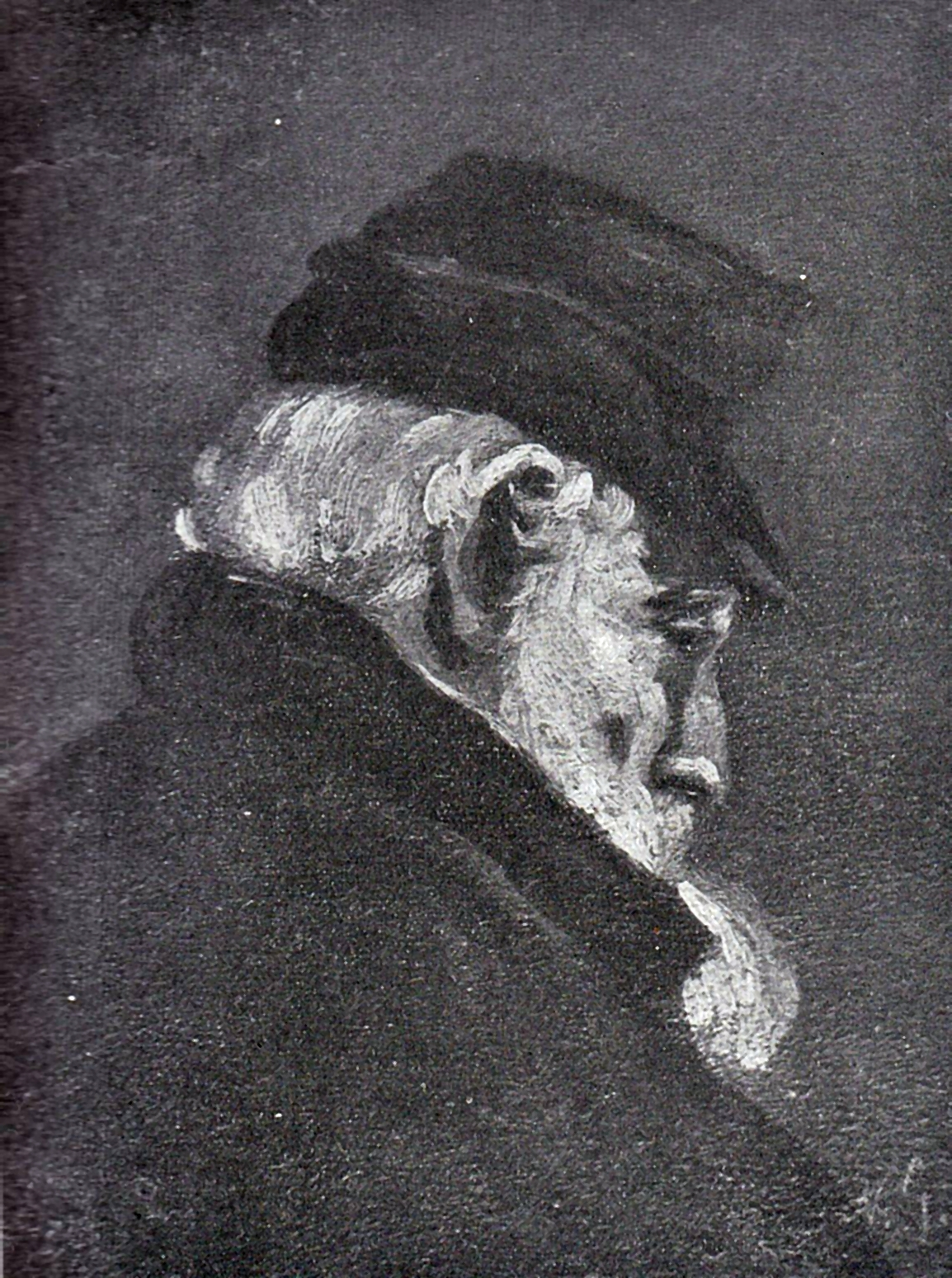
Cap de bătrân
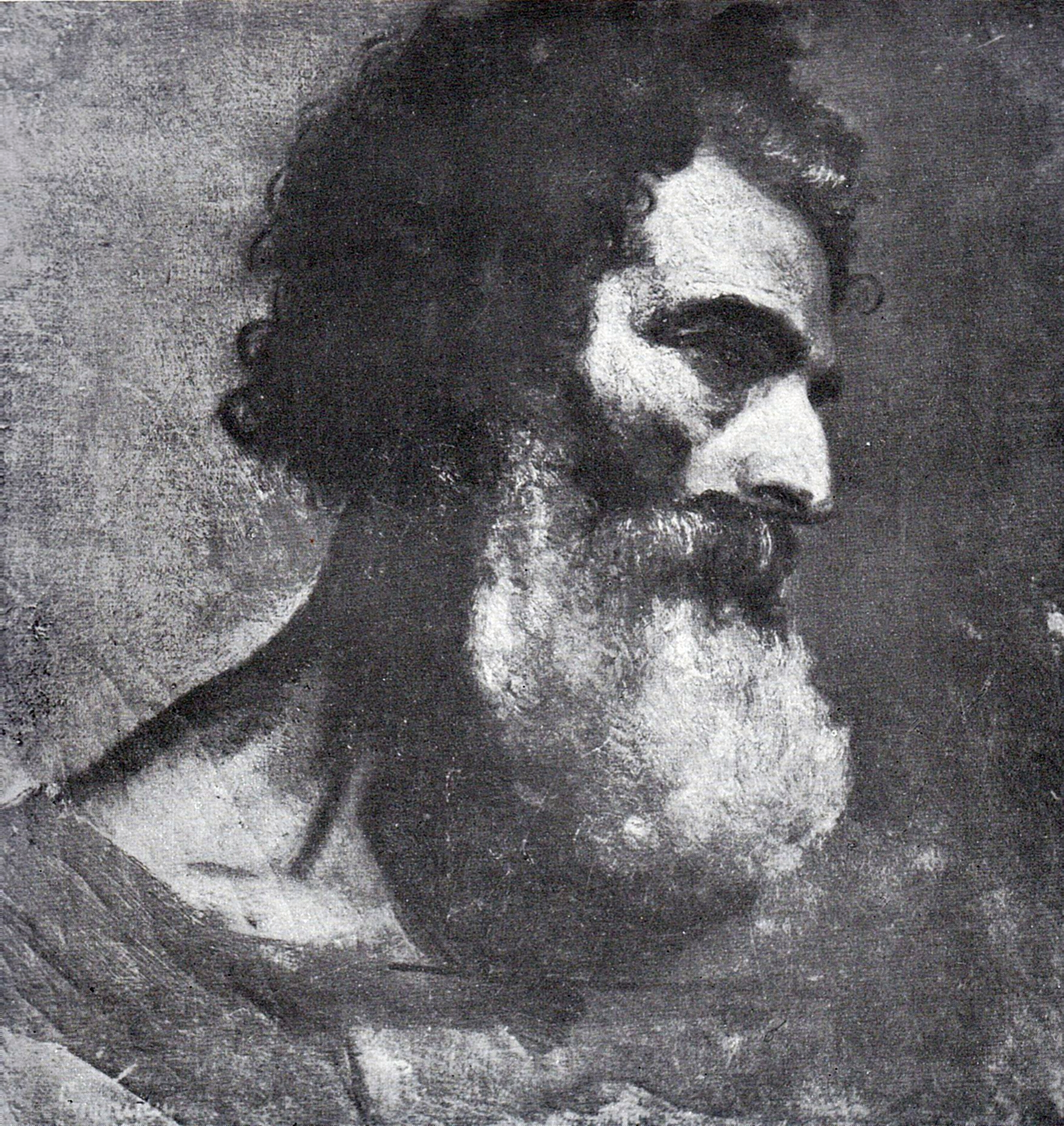
Cap de bătrân
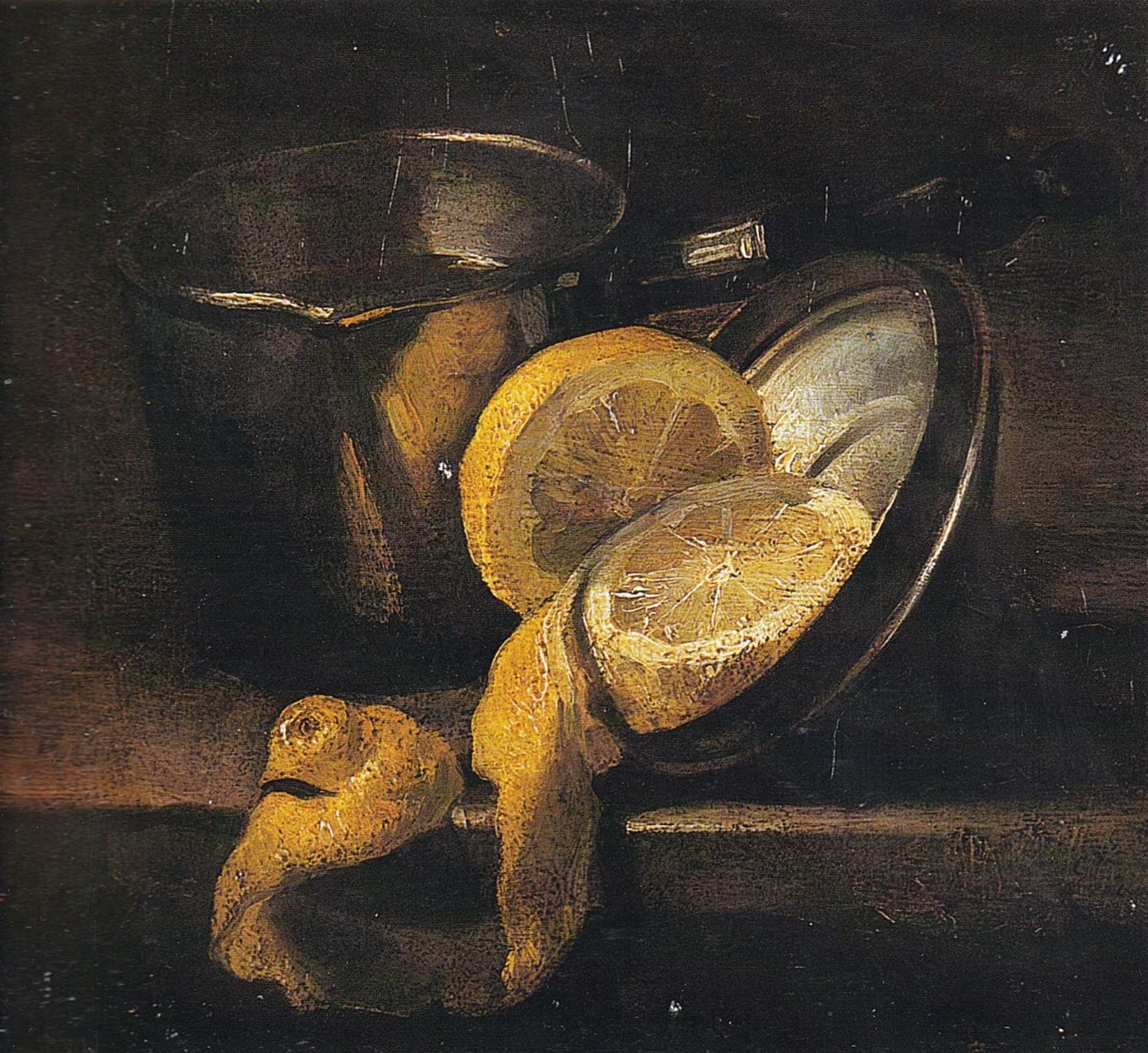
Natură moartă cu lămâi
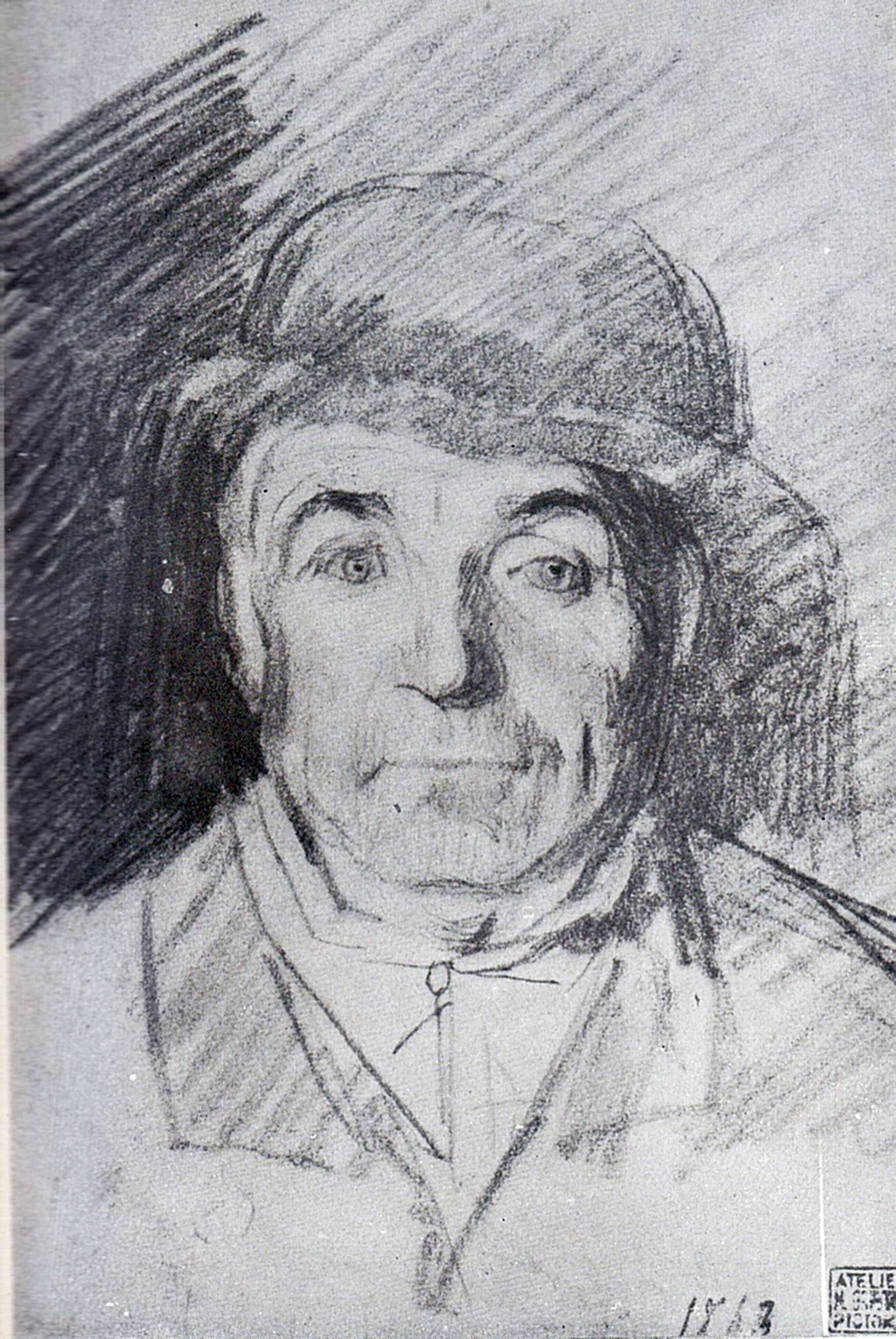
Portret de bărbat
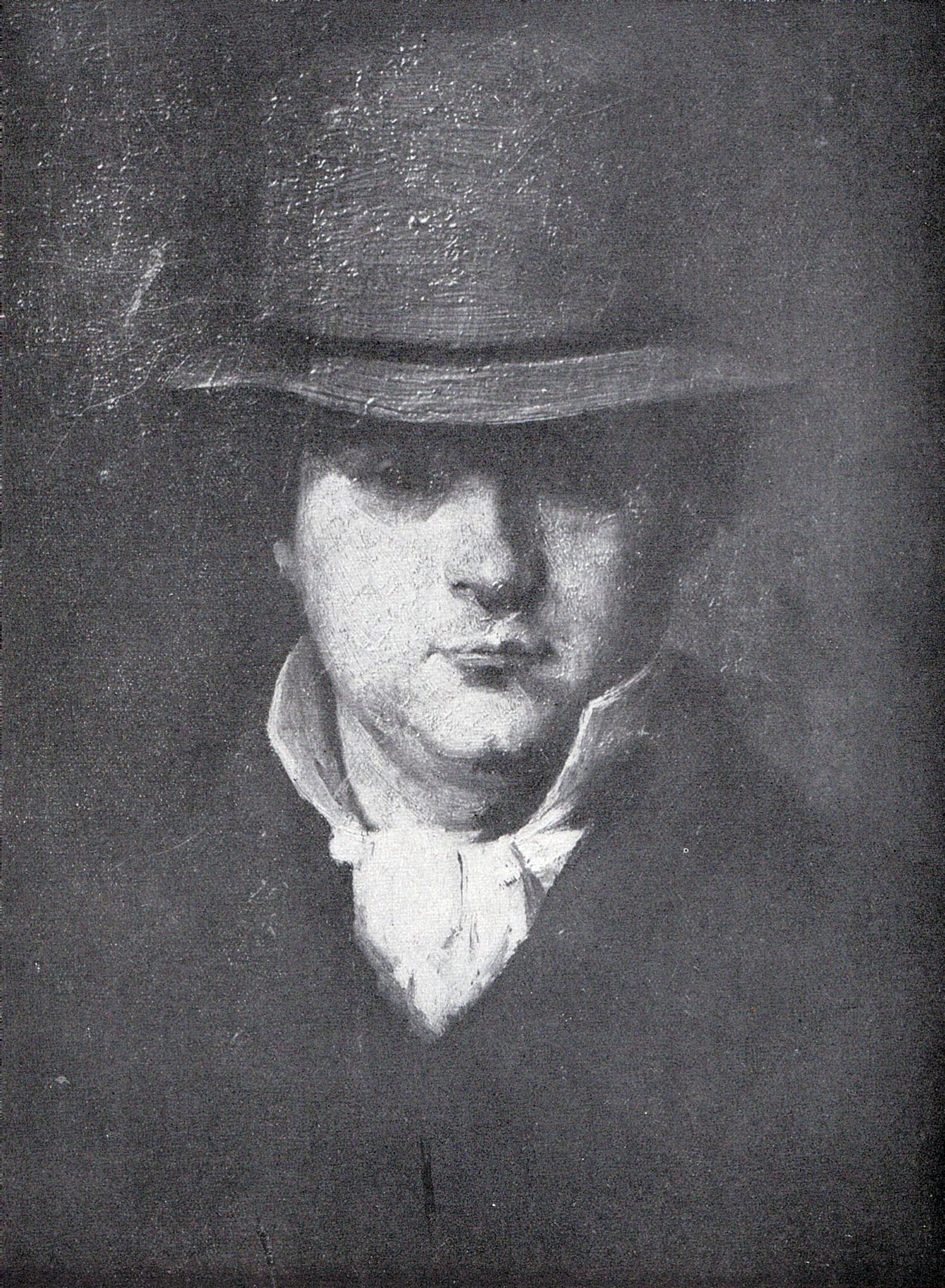
Dimitrie Grecescu

La Paris fiind, Nicolae Grigorescu a fost preocupat nu numai de motivul legendei lui Dragoș Vodă, ci și de reprezentarea sentimentului național. Ca atare, a rămas posterității o schiță dedicată Unirea Principatelor Române din anul 1859. Alexandru Vlahuță a fost cel căruia Grigorescu i-a povestit despre impresia pe care a avut-o împreună cu locuitorii de la Agapia, din mănăstire și din sat, cu privire la emoția pe care a simțit-o la auzirea veștii că Alexandru Ioan Cuza a devenit domnitorul ambelor țări. 
Ca urmare a dragostei de țară, la Paris a simțit imboldul de a duce mai departe pornirea romantică dezvăluită cu destulă măestrie în compozițiile cu Dragoș Vodă. Astfel, și-a imaginat o compoziție pe care a intitulat-o Unirea Principatelor. Istoricii de artă au consemnat faptul că încă de pe vremea când picta la Mănăstirea Agapia, artistul ar fi realizat schițe ale unor compoziții care să înfățișeze marele eveniment istoric al unirii celor două principate.  Nici una din ele nu a ajuns până în contemporaneitate. Singurul tablou care a rămas este cel realizat la Paris și care se află astăzi la Muzeul Național de Artă al României.
Din prima perioadă a șederii artistului la Paris datează o operă inspirată din viața țăranilor din România. Prin modul de execuție, ea duce la opinia că Grigorescu a plănuit să realizeze o compoziție care să înfățișeze o horă. Prin acest studiu el a dorit să zugrăvească o imagine vie a vieții din satele de la noi. Datată în anul 1863, ea denotă o stăpânire magistrală a formulei academice ce duce implicit la un simț acut al monumentalității în desen. O astfel de abordare nu a mai fost întâlnită în arta românească până la studiile pe care Camil Ressu le-a făcut pentru cortina Teatrului Național din București.

Lucrări realizate de Nicolae Grigorescu în perioada 1863-1867
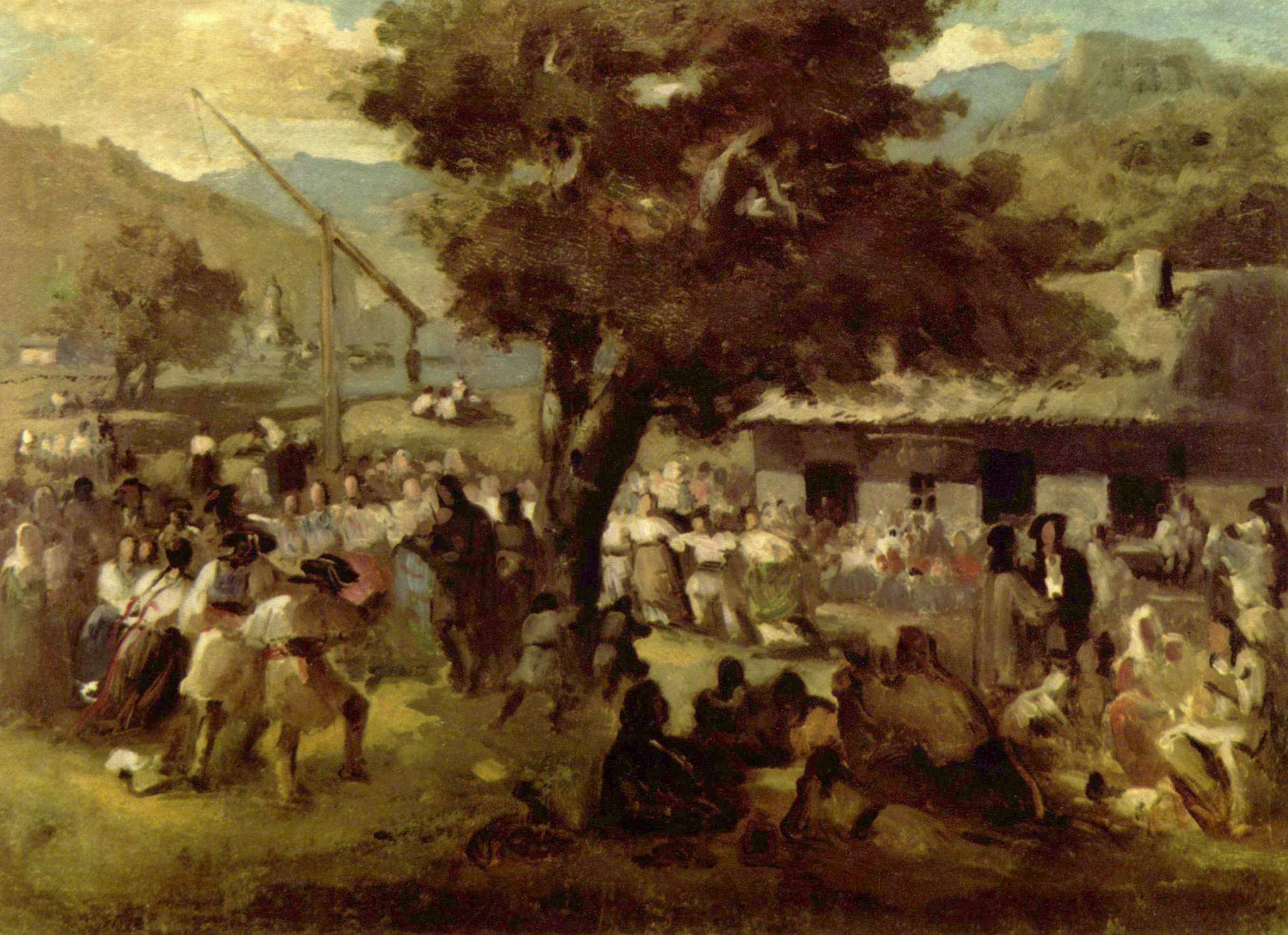
Horă - studiu în ulei
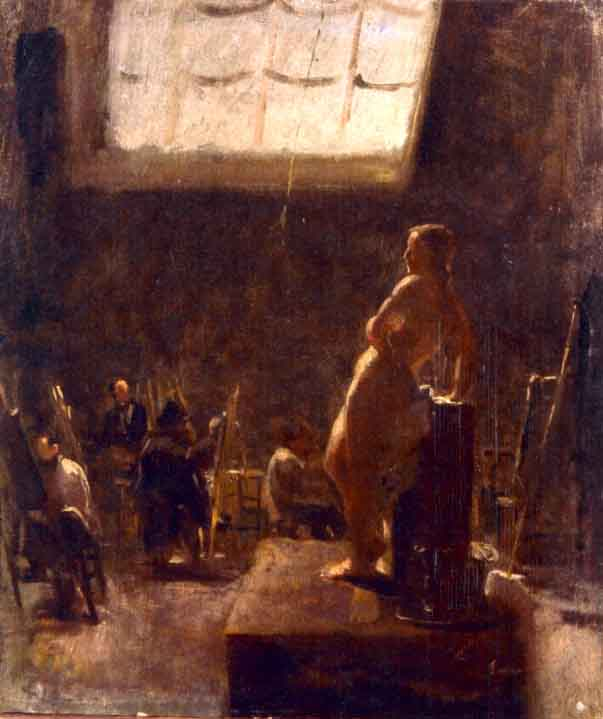
În atelier
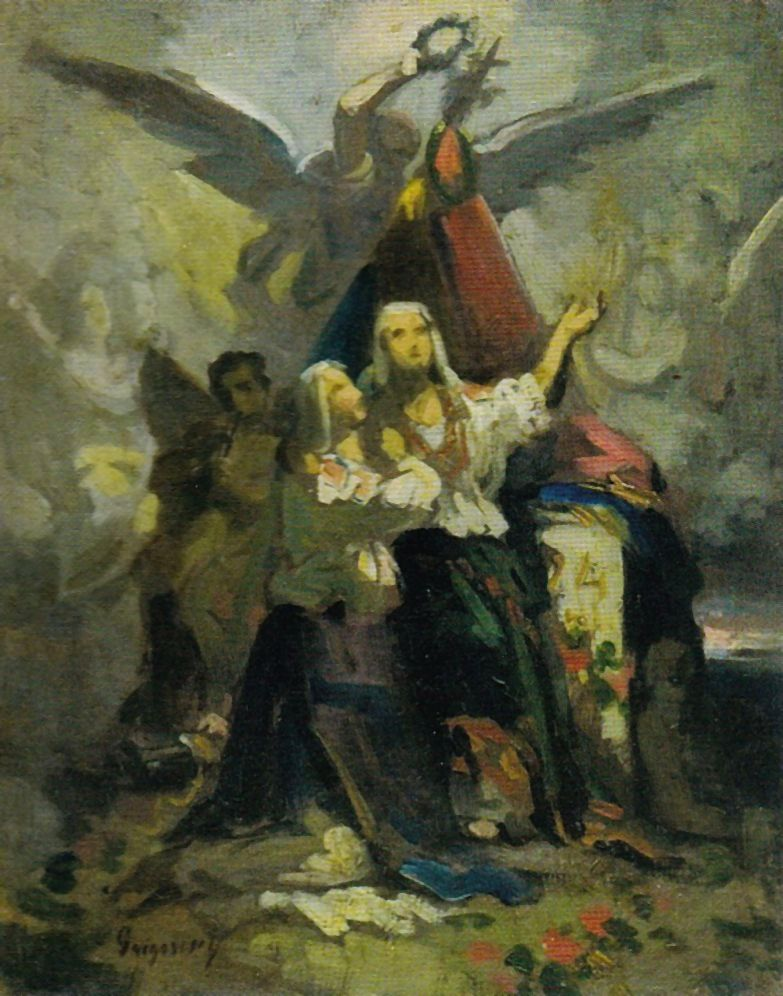
Unirea Principatelor
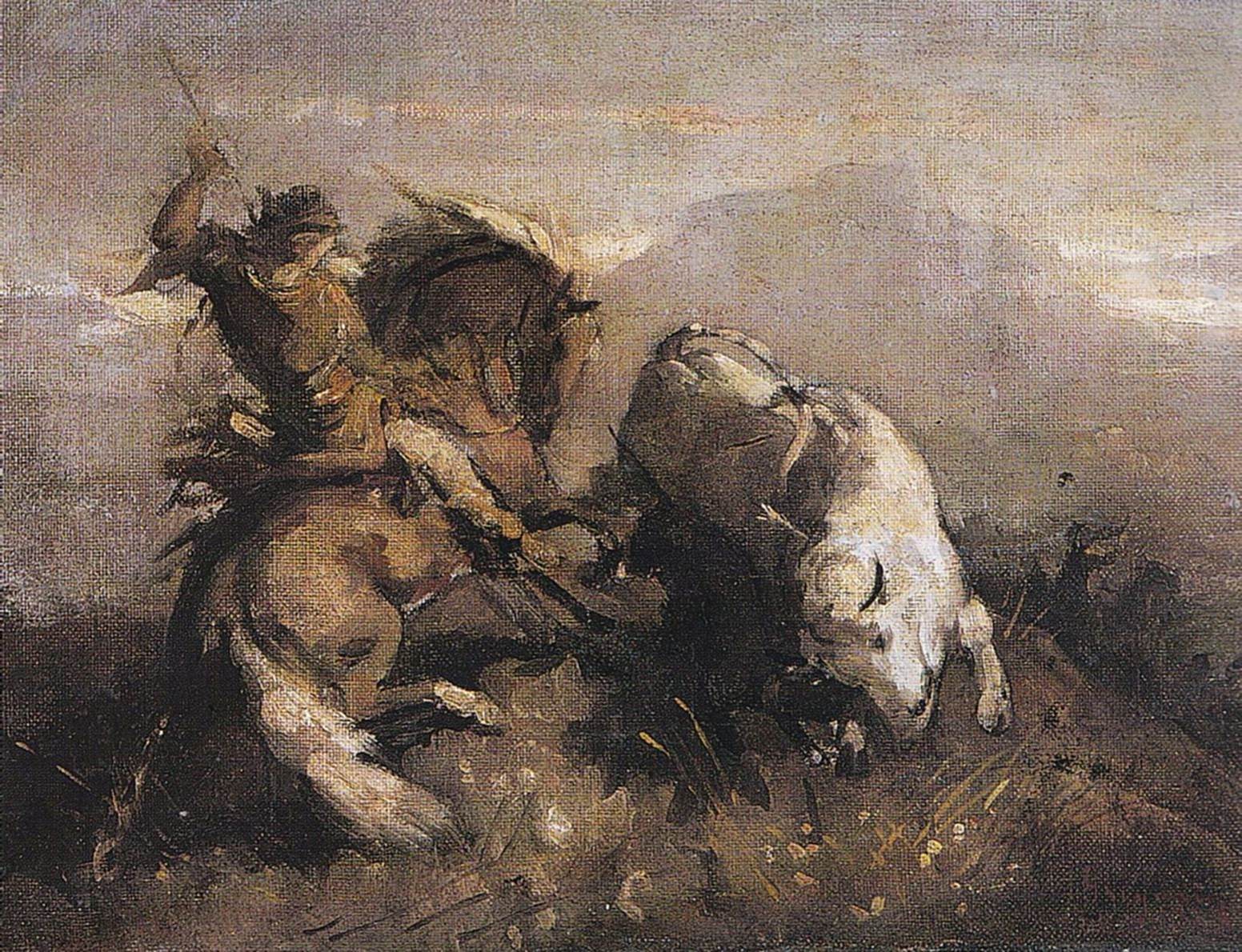
Dragoș și zimbrul

Similar studiului din anul 1863, a rămas posterității un studiu în ulei realizat în aceeași perioadă. Intitulat Horă, această lucrare a fost considerată de către unii analiști că ar fi fost realizată în perioada 1856 - 1857. Comparând studiul în ulei cu lucrări datate înainte de anul 1861, respectiv cu picturile de factură religioasă pe care le-a înfăptuit, cu pictura cu tematică istorică Mihai Viteazul la Călugăreni sau cu picturile lui Constantin Lecca, se constată în mod categoric eroarea datării ei.[I] Prin vigoarea execuției aceste considerații denotă imposibilitatea acestor datări, mai ales ținând cont de cercetările istoricilor care au studiat perioada în care artistul a luat contact cu romantismul francez din anul 1864. Acest argument coroborat cu călătoria sa din același an în România, coagulează în mod evident eroarea datării făcute de precedenții cercetători. În plus de toate aceste analize se poate observa cu certitudine faptul că grupul de țărani din lucrarea din 1863 apare în partea stângă a studiului în ulei. Acesta din urmă este o schiță, deoarece nu a fost dusă până la căpăt. Analizând modul de aplicare a pastei, abundența sa și reprezentarea efectelor de lumină, George Oprescu a opinat că pictura are interpretări ale influențelor pe care Géricault le-a avut asupra lui. Un lucru evident care transpare din această Horă, este faptul că țăranii, prin straiele lor, sunt categoric de origine moldovenească. Cel din urmă argument certifică urmele puternice din amintirile pictorului pe care răstimpul petrecut la Agapia le-a lăsat în memoria sa.

#### La Barbizon
Satul Barbizon, era în acel secol o mică localitate care aparținea administrativ de Chailly. El era o mică aglomerare de case denumită Le Chemin des vaches, aliniate de-a lungul unei ulițe. Comunitatea sătească era una de pădurari, agricultori sau braconieri. Primul han din Barbizon a fost construit în anul 1822 și era denumit Hanul Ganne. Acest han a devenit după câțiva ani de la deschidere centrul de interes al pictorilor peisagiști. Félix Pigeory a făcut o descriere a acestuia:

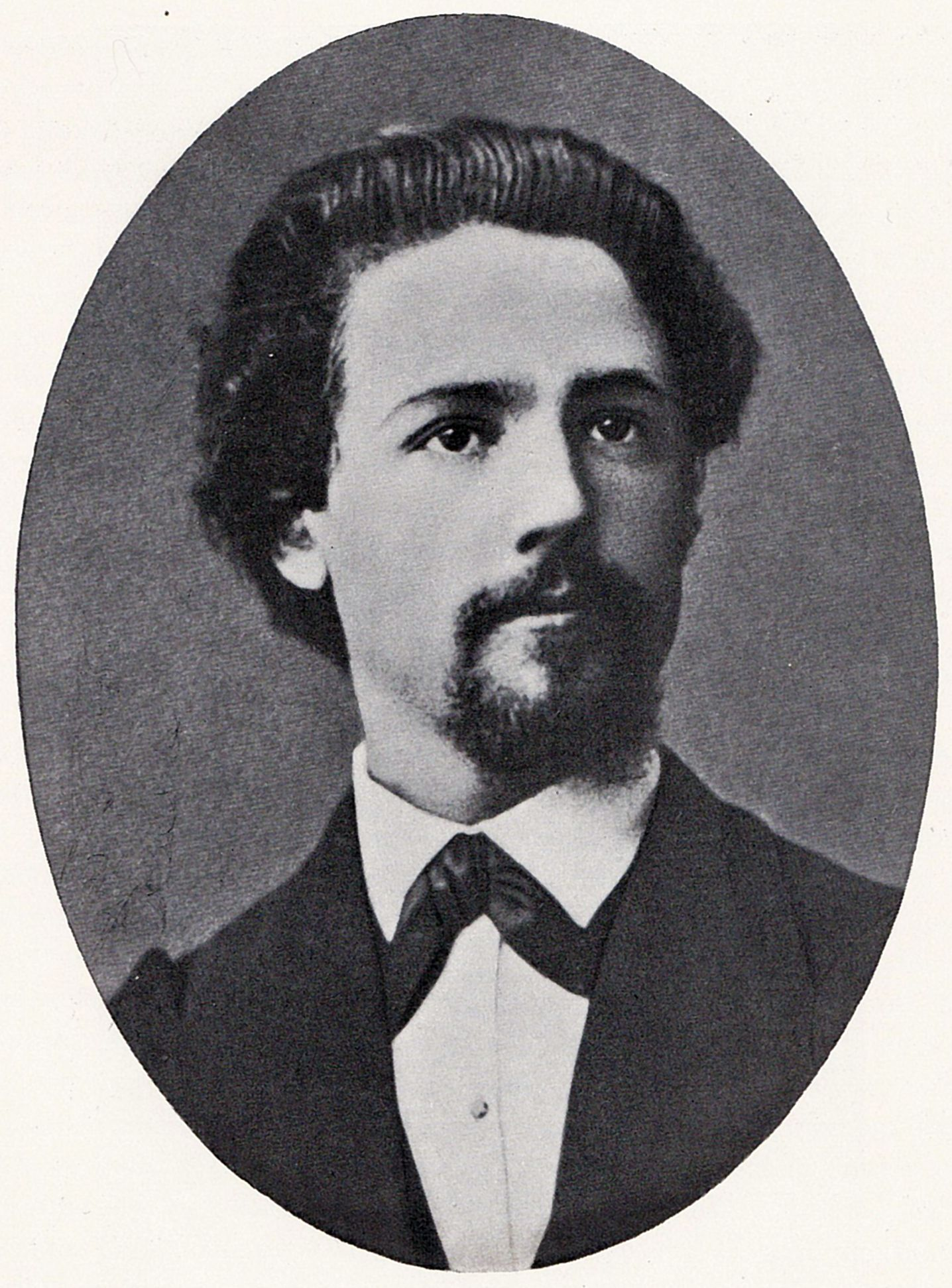
Nicolae Grigorescu
(1863 - 1864)

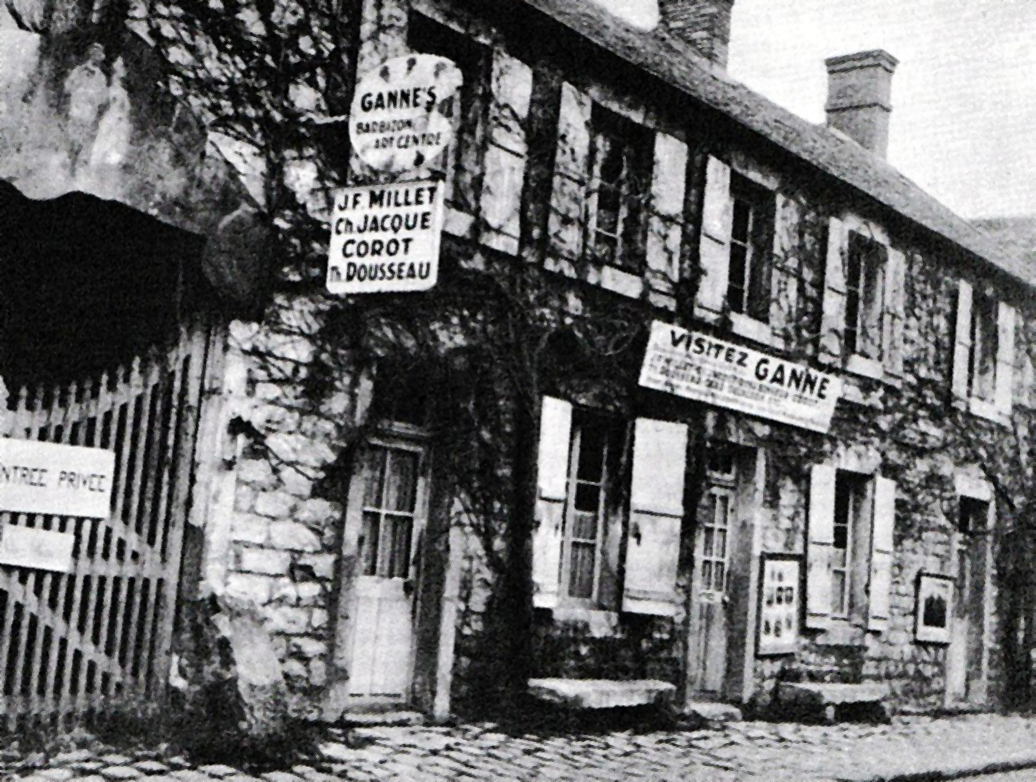
Pensiunea Ganne de la Barbizon - (foto.)

„Un singur etaj deasupra parterului, fațada simplă, cu o poartă pentru căruțe, ce lăsa loc privirii spre o curte plină de bălți și de mormane de bălegar, pe care cântă din răsputeri bătrânii cocoși galici[...]. Sala de mese este totodată prăvălie, dormitor, vestibul, bucătărie [...]. O frigare respectabilă încărcată de gâște grase și pui apetisanți se învârtește pe axul său [...]. Lumea pleacă, vine, face provizii, așteaptă, râde și pălăvrăgește în acest atrium unde oricine vine obosit și îi este foame este binevenit.”
-- Félix Pigeory în revista Revue des Beaux Arts din data de 1 august 1855
Hangiul oferea găzduire peste noapte și îmbia cu supă, rasol, pâine și vin la discreție. Dejunul era întotdeauna pus într-un sac numit pochon, pe care Mére Ganne îl făcea pentru fiecare pictor care pleca la ședințele de plein-air. Hanul Ganne avea câteva camere la primul etaj, care aveau pereții plini de desenele artiștilor.
Stabilimentul avea și o organizare strictă privind ora de trezire de dimineață, astfel încât toată lumea se trezea în zori, deoarece văcarul satului suna din corn pentru a aduna vacile sătenilor pentru a le duce la pășunat. Artiștii plecau imediat încărcați cu uneltele lor de peisagiști: scăunelul pliant, șevaletul, umbrela, cutia cu culori și două pânze: una pentru compoziții cu efecte matinale și una pentru efecte de seară.
„ Pe vremea aceea de curată și profundă adorare a Frumosului, se vedeau închinătorii artei pornind de mânecate, din satul Barbizon, cu sarcina la spinare, răznindu-se, fiecare pe cărăruia lui, pe subt uriașele bolți de umbră, spre locul lui de întâlnire cu natura, în căutarea clipei eterne. Și drumeții aceia simpli, în bluză albastră de lucrător, se numeau: Troyon, Diaz, Rousseau, Corot, Millet, Daubigny, Courbet... Seara numai se întâlneau la o pipă și la un pahar de bere, își aveau colțul lor, masa lor știută, acolo schimbau impresii, discutau arta, aruncând uneori în tunete de glas, cu gesturi largi, gânduri proaspete, repezi, aprinse — adevărate revelații -scăpărări de acelea ce nu se găsesc prin cărți. Tânărul cu ochii scânteietori, necunoscutul ce se așeza cu respect, aproape cu teamă, într-un colțișor, la măsuța cea mai dosită, era Grigorescu. După admirația cu care se uita la înțelepții aceia, după evlavia cu care asculta fiecare vorbă, lesne s-ar fi putut vedea în străinul acela tăcut, pururea dus pe gânduri, cel mai harnic, cel mai însetat de a învăța ucenic al lor. Iată care a fost școala, și iată cine au fost — fără știrea lor — cei mai buni dascăli de la care și-a învățat Grigorescu secretele artei lui. Ziua îi vorbea natura, seara îi vorbeau tălmacii ei. Și în sufletul lui pururea în friguri, noaptea, dospeau vedenii și vorbe, și tot alte înțelesuri, și tot alte puteri izvorau în el, împinse din adâncimile necunoscute ale unei vieți ce parcă nu mai era a lui, ce de bună seamă că nu era numai a lui.”
---- Alexandru Vlahuță: Pictorul Nicolae Grigorescu, capitolul IV, Editura Casa Școalelor, București, 1910

Lucrări de gen din perioada 1863 - 1868
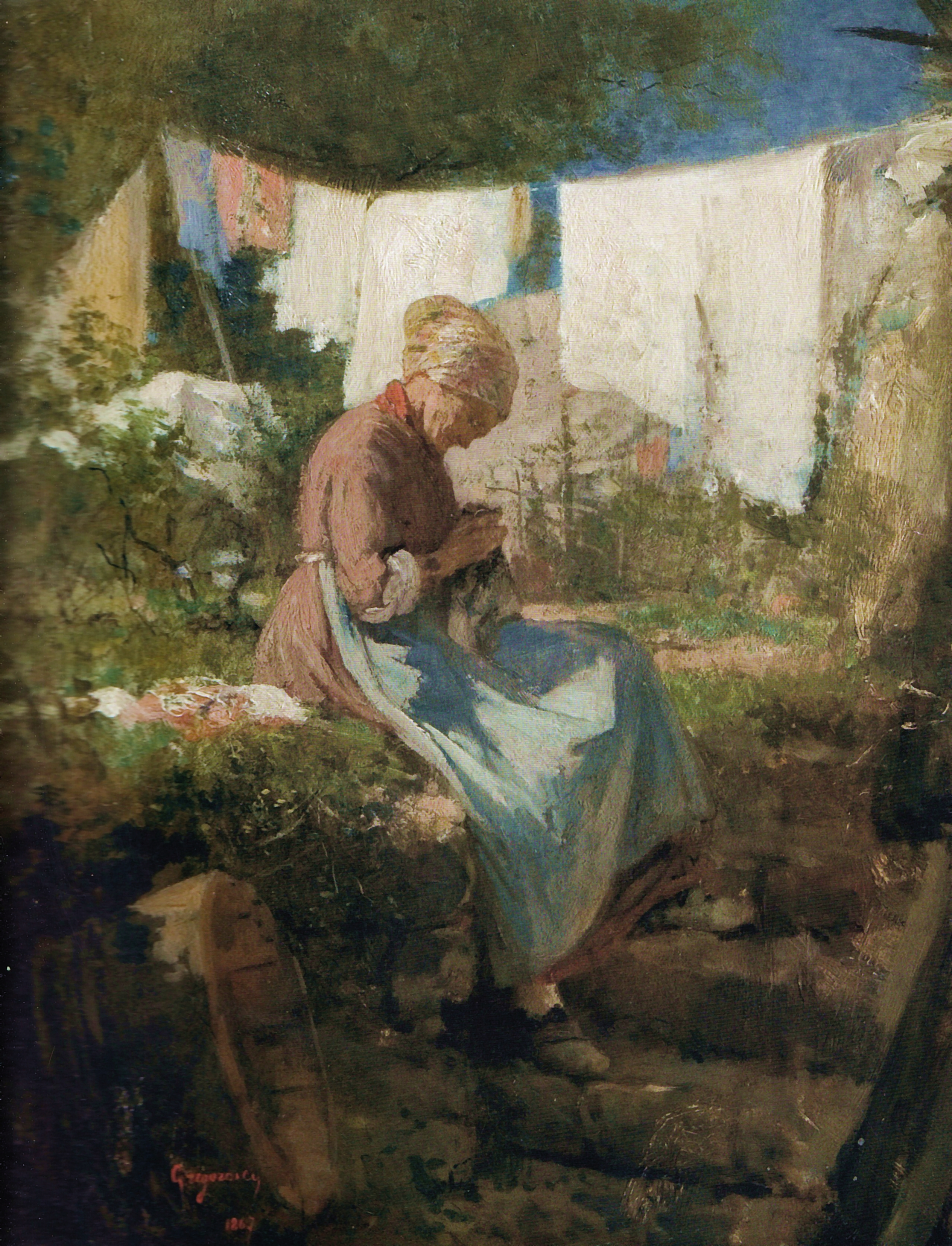
Bătrână cârpind
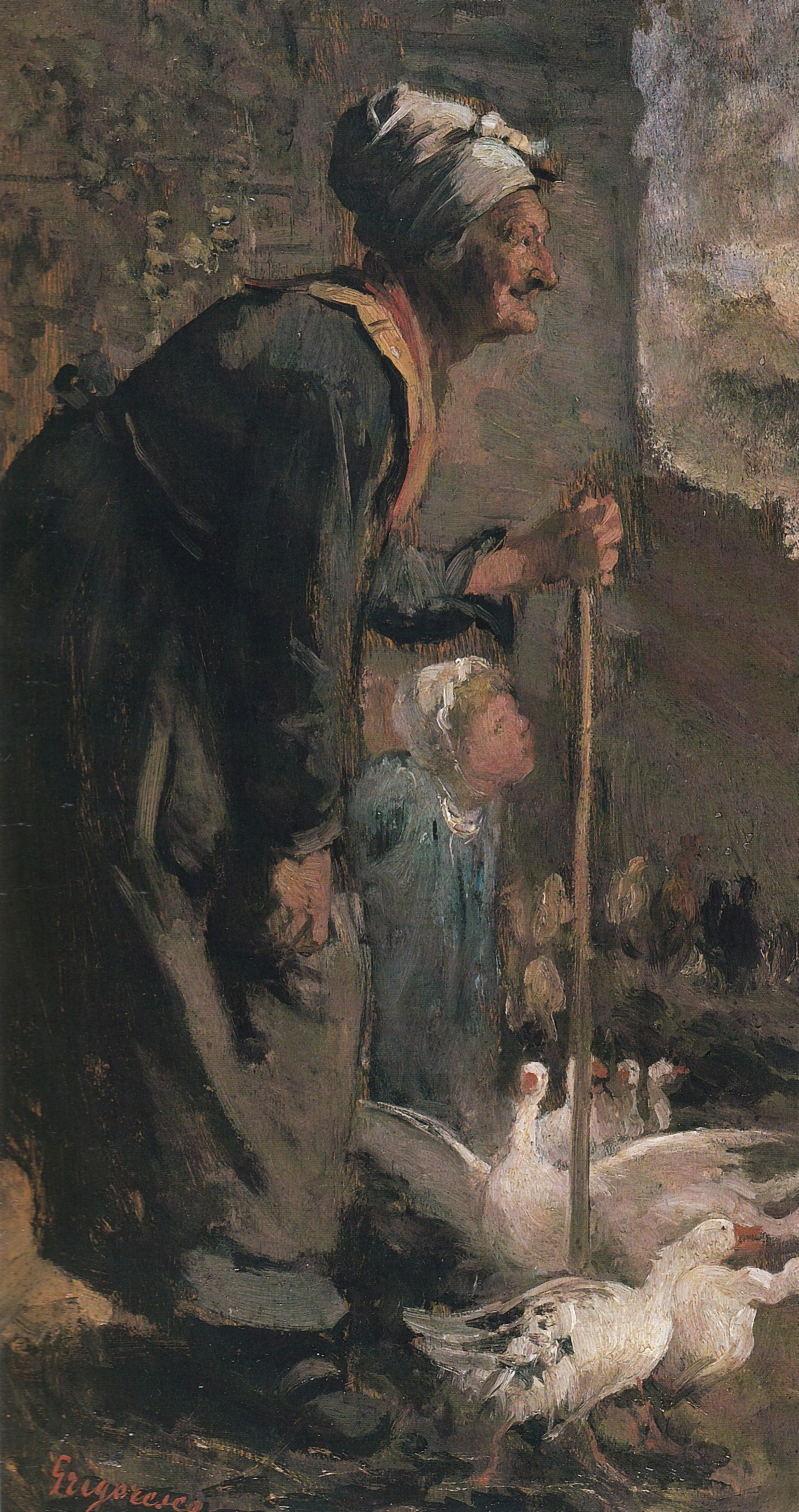
Bătrână cu gâștele
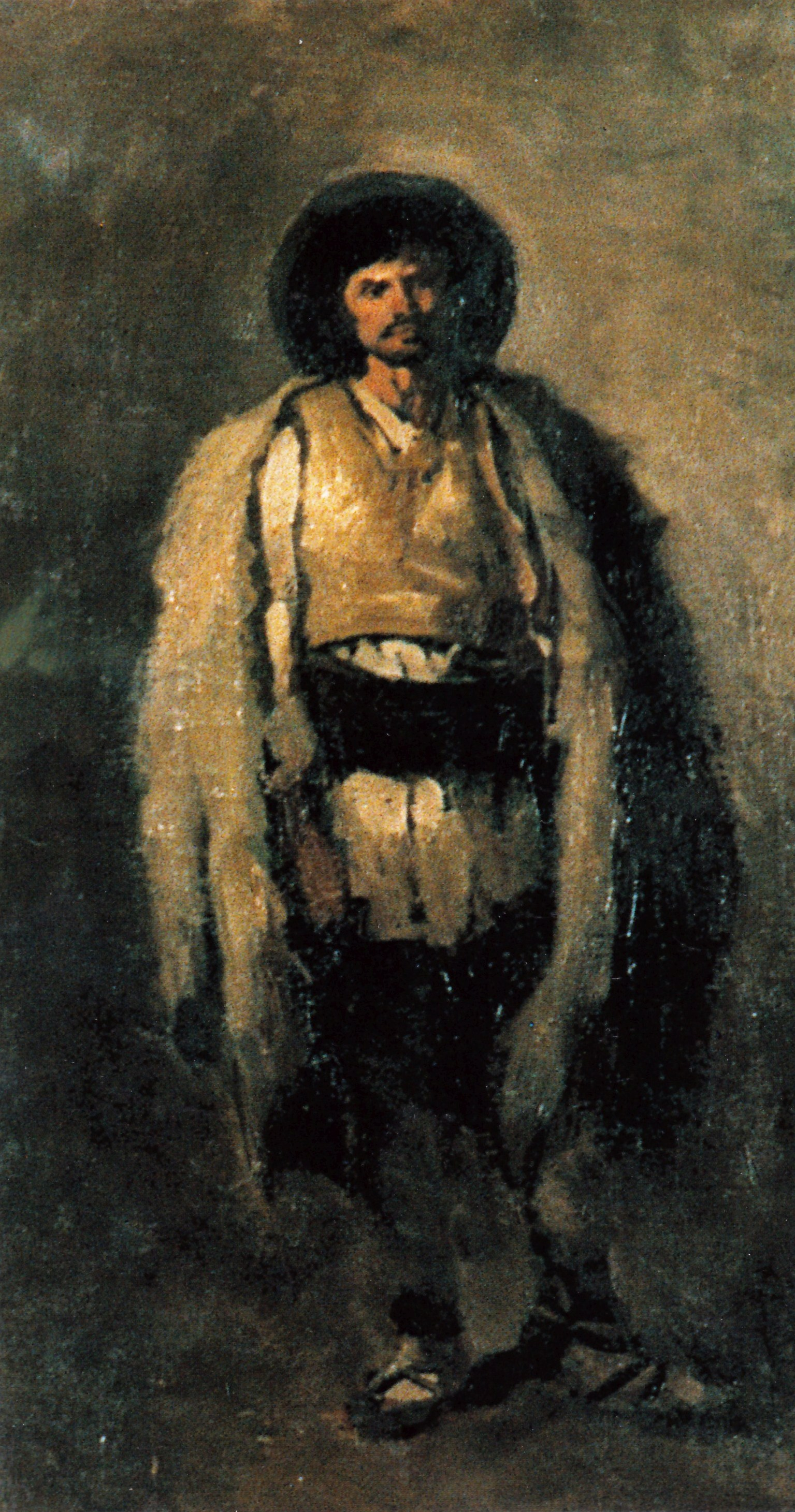
Mocanul
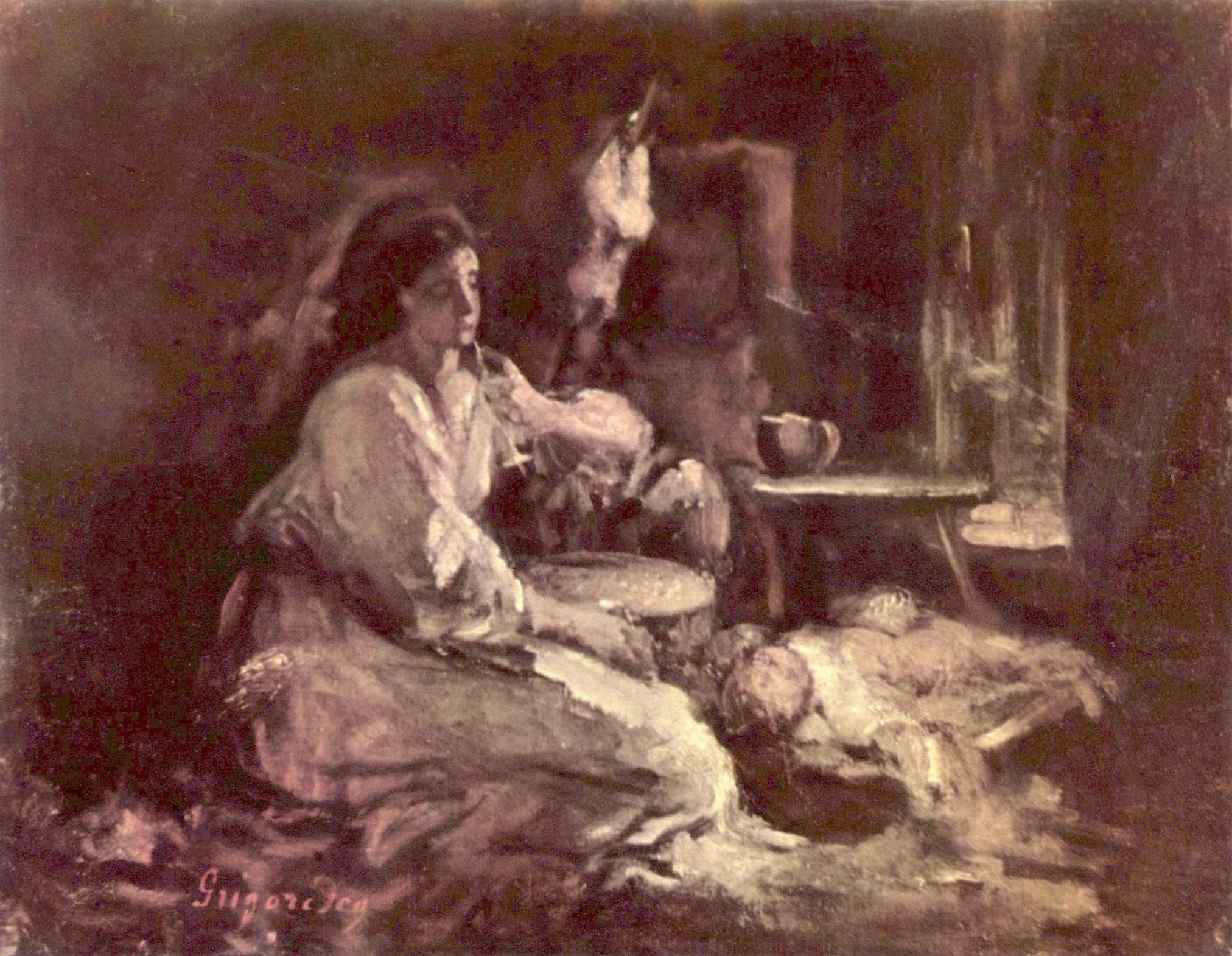
Maternitate
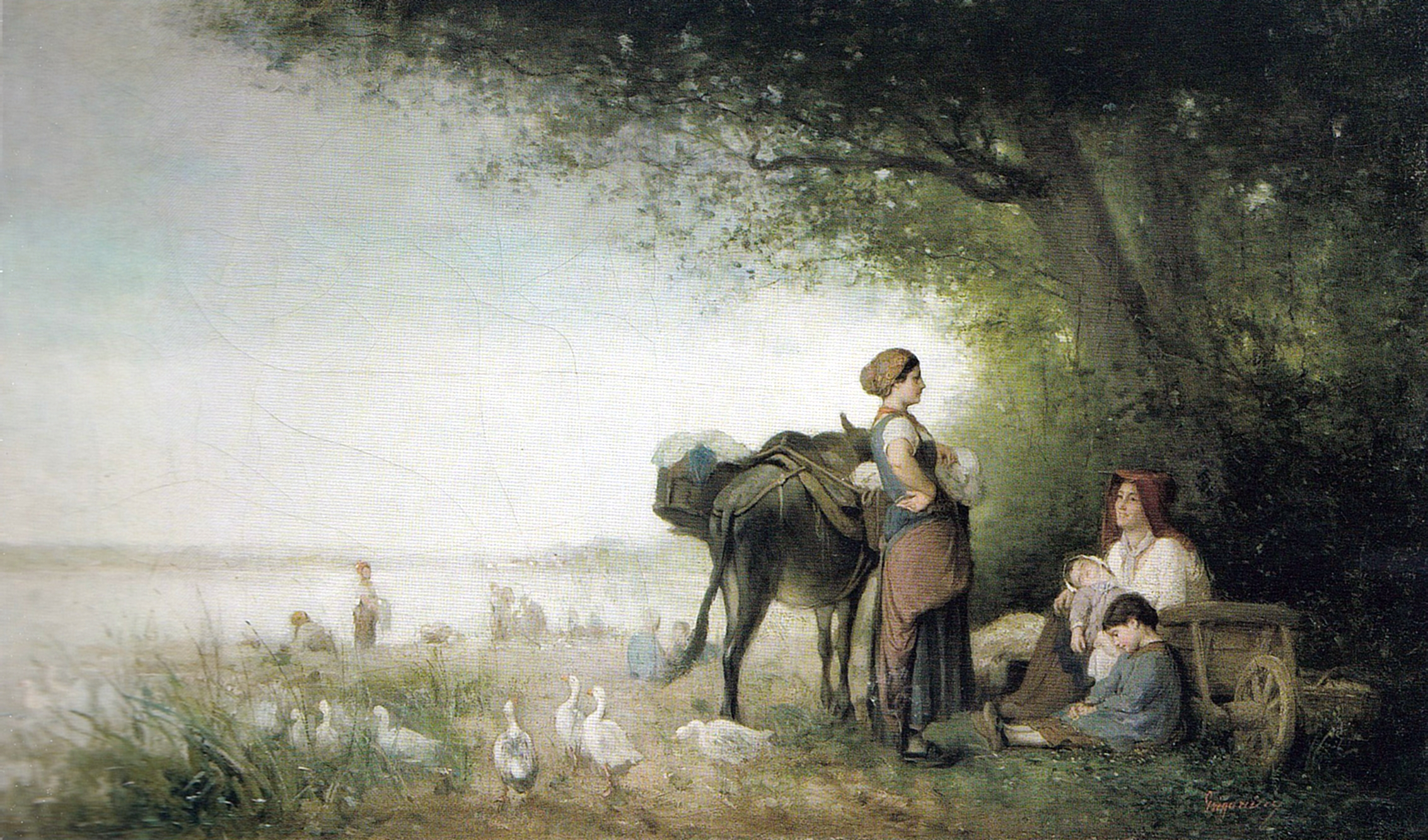
Spălătorese la râu
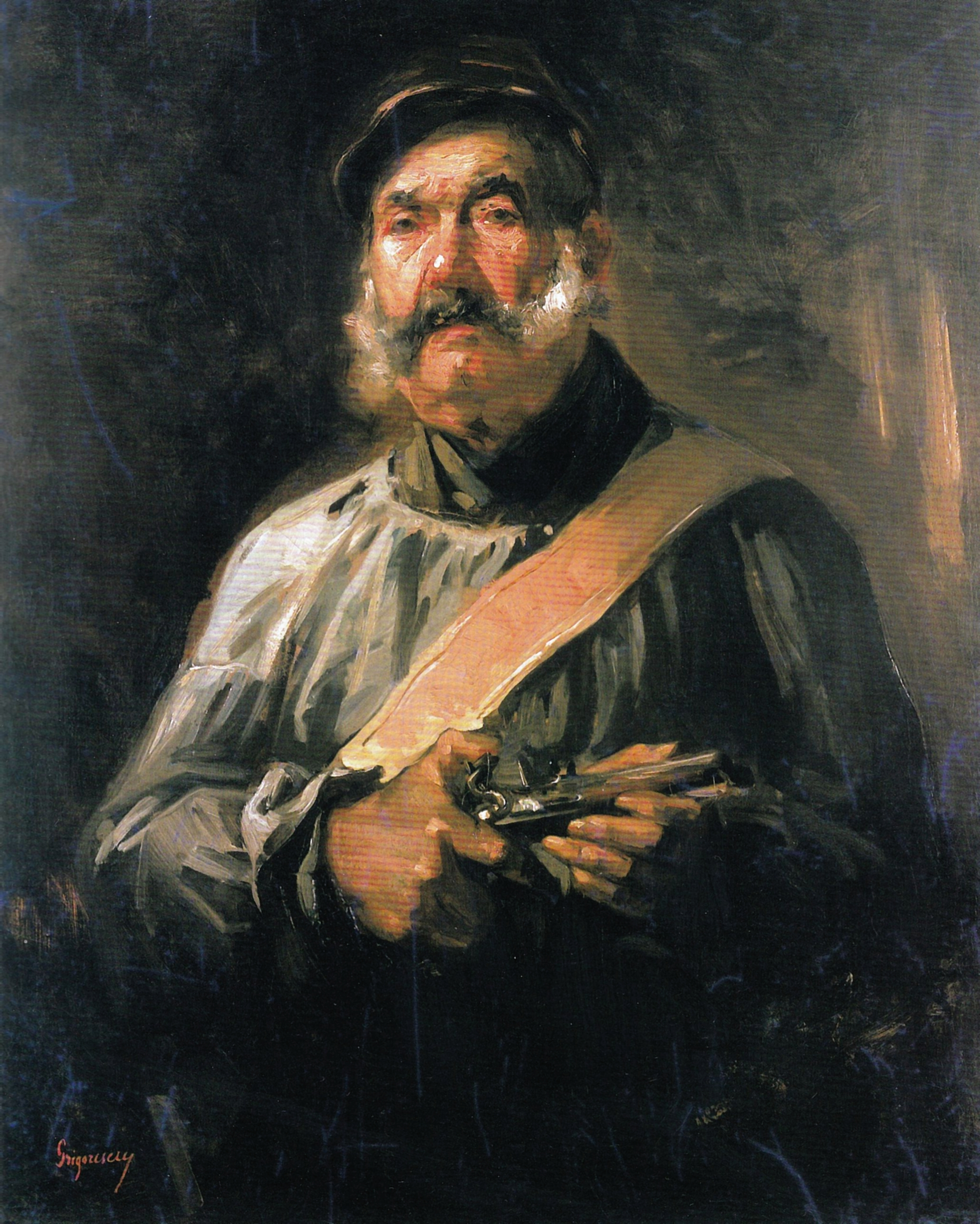
Paznicul de la Chailly

Cătunul Barbizon mai avea o atracție, La Grande ferme (ferma cea mare) proprietatea lui Pére Bellor. La aceasta, artiștii puteau face picturi după țarcurile de oi care erau păzite de câini, după grajdurile pentru vaci sau după hambarele unde se depozita grâul. Astăzi, se poate vedea în Hanul Ganne care a devenit muzeu, semnele întânirilor și al discuțiilor ce au avut loc acolo. Există desene pe pereții interiori ai camerelor, pe mese sau pe dulapuri. Semnificativ pentru Grigorescu, este faptul că numele lui este olografiat între cele ale fraților Goncourt și Delacroix.
Primii pictori cunoscuți care s-au pripășit la Barbizon, au fost frații Ledieu și din 1831 pictorul animalier și peisagist Jacques Raymond Brascassat, precum și Jean-François Millet, Jean-Baptiste Camille Corot, Rousseau și Charles Jacque, pictori care s-au și stabilit definitiv în acest cătun. Au mai existat, desigur, și alți pictori care frecventau cu intermitențe pădurea Fontainebleau și satul. Cei mai importanți sunt Alexandre-Gabriel Decamps, Paul Huet, Narcisse Díaz de la Peña și Charles-François Daubigny. Sub aspect stilistic toți artiștii care au frecventat Școala de la Barbizon în perioada 1820 - 1860, s-au situat între neoclasicism și realism. Pentru prima oară, denumirea de Școala de la Barbizon a fost folosită de David Croal Thomson în cartea The Barbizon School of Painters din anul 1890.
Pornind de la ideea că nu ar fi existat cu adevărat o școală de pictură în această așezare rurală, ci un grup eterogen de artiști foarte diferiți, care abordau stiluri felurite și mai ales erau din generații complet distincte, așa zisa școală a fost adeseori contestată. Cu toate acestea, prin fundamentarea unei concepții unitare în ce o privește, ea a rămas istoriei artelor, ca un capitol fără de care evoluția picturii de la neoclasicism, trecând prin romantism spre realism, având ca punct terminus impresionismul, nu ar fi fost posibilă. Astfel, contribuția cea mai semnificativă pe care a adus-o Școala de la Barbizon în arta plastică a fost în domeniul peisagisticii. Prin influențele picturii engleze și flamande, peisajul a ajuns să-și declare autonomia și să devină el însuși personajul principal al tablourilor. Peisajul a părăsit statutul de fundal al unui portret sau cel de pretext de efuziuni lirice. Oamenii înfățișați în peisaj, din acest moment nu mai aparțin basmelor sau baladelor, nu mai sunt personaje istorice sau divinități păgâne. Omul și-a luat locul în operele de artă ca element principal ce aparține realității cotidiene și nu a unor fantasmagorii.
Detaliile despre viața lui Grigorescu la Barbizon este plină de necunoscut și nu poate fi dedusă decât prin comparație și în legătură cu a celorlalți membri ai Școlii de la Barbizon. Viața la Barbizon era una boemă în mijlocul unor artiști care, financiar, puteau fi catalogați ca muritori de foame, ei fiind disprețuiți de către public. În realitate, în perioada în care Nicolae Grigorescu a stat acolo, operele celor mai cunoscuți dintre ei se vindeau destul de bine la Salonul de la Paris și unii chiar aveau comenzi din partea clientelei.

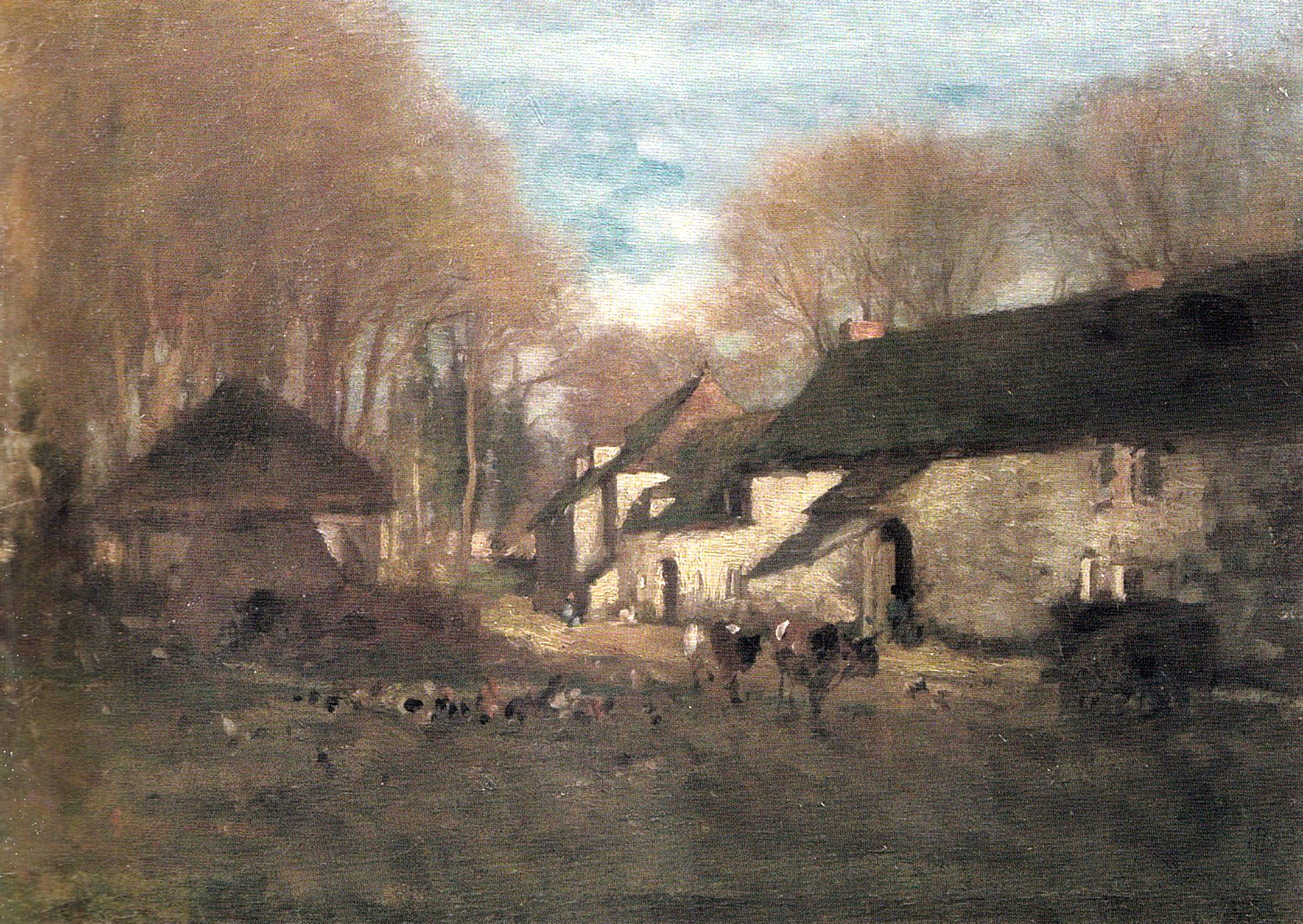
Satul Barbizon (1864-1867) - la Muzeul Zambaccian din București

Nicolae Grigorescu a făcut trei drumuri spre România, întorcându-se acasă, în anul 1864, 1867 și 1869. În anul 1864 a trecut prin Galiția. Pe drumul spre București, prin Moldova, a făcut și o serie de studii și portrete de evrei galițieni, țigani și studii de țărani. Situația lui financiară nu se ameliorase cu toate că i se aprobase o suplimentare a bursei. În 11 august 1866, pictorul nu-și primise cei 550 de franci, așa cum rezultă dintr-o scrisoare pe care acesta o trimisese ministerului. Cum perioada de studii se apropia de final în anul 1866, tot într-o scrisoare adresată ministerului, Grigorescu a menționat dorința sa pentru prelungirea studiilor în Franța. Răspunsul autorităților a fost unul negativ, ele precizând că „... se va regula trimiterea speselor extraordinare și a banilor de drum, făcându-i-se cunoscut că nu i se mai poate acorda nici o prelungire peste termenul de 1 octombrie.” George Oprescu a precizat că spesele nu au mai fost plătite nici la sfârșitul toamnei și că numele artistului a dispărut din acel moment de pe lista bursierilor statului român.
Ajuns la București, Grigorescu a făcut noi demersuri pentru prelungirea bursei și ca urmare, ministerul i-a prelungit-o dar nu pentru studii la Paris, ci în Italia. Prelungirea a fost însă condiționată de trimiterea în România de copii după mari maeștri, dar nu ale unor opere pe care el le-ar fi ales, ci unele pe care ministerul le-a comandat ca urmare a organizării Muzeului de Artă care începuse în acea perioadă.
Nicolae Grigorescu nu a plecat din Franța și ca urmare, s-a mutat de la Barbizon la Paris, așa cum obișnuia să facă la sfârșitul fiecărei toamne. Locuia în rue de Seine nr. 59. Această adresă este cel de al treilea loc cunoscut în care a s-a cazat pictorul la Paris înainte de anul 1870, după Hotel Corneille și rue du Cherche-Midi. În luna septembrie 1867 era încă în România, deoarece nu primise încă banii pentru deplasare în Italia. În scurt timp, Nicolae Grigorescu a plecat din țară, dar nu în Italia, ci în Franța la Marlotte, nu departe de Barbizon. În primăvara anului 1869 a expirat perioada de prelungire a bursei de studii și formarea sa profesională, practic, se încheiase.

### Carieră
În cadrul Expoziției Universale de la Paris (1867), participă cu șapte lucrări, expune la Salonul parizian din 1868 tabloul Tânără țigancă, revine de câteva ori în țară și, începând din 1870, participă la Expozițiile artiștilor în viață și la cele organizate de „Societatea Amicilor Bellelor-Arte”. În anii 1873-1874 face călătorii de studii în Italia (Roma, Napoli, Pompei), Grecia și la Viena.
În 1877 este convocat să însoțească armata română în calitate de „pictor de front”, realizând la fața locului în luptele de la Grivița și Rahova desene și schițe, ce vor sta la baza unor compoziții.
Din 1879 până în 1890, lucrează îndeosebi în Franța, fie în Bretania la Vitré, fie în atelierul său din Paris. Revenit în țară, deschide mai multe expoziții personale la Ateneul Român între anii 1891 și 1904.
Din 1890 se stabilește la Câmpina și se dedică preponderent subiectelor rustice, într-o nesfârșită variație a motivului, pictează portrete de țărănci, care cu boi pe drumuri prăfuite de țară și numeroase peisaje cu specific românesc. În 1899 este numit membru de onoare al Academiei Române. 
Nicolae Grigorescu se stinge din viață la 21 iulie 1907 la Câmpina. În atelier, pe șevalet, se afla ultima sa lucrare, neterminată, Întoarcerea de la bâlci.
Într-un moment decisiv pentru constituirea culturii României moderne — în poezie se afirma geniul lui Eminescu — Nicolae Grigorescu întreprinde o spectaculoasă înnoire a limbajului plastic.
Cu o formație în care se recunoaște filonul tradițiilor picturii murale, de care se apropie în anii tinereții și deopotrivă, experiențele impresioniștilor, Grigorescu se manifestă în diverse genuri cu o autoritate mare. Influența covârșitoare pe care a avut-o asupra contemporanilor lui a marcat și evoluția generației ce i-a urmat. Creația sa a inaugurat astfel o tradiție picturală de amplă rezonanță.

### Călătoria spre Vitré
Dovedind o afinitate specială pentru peisaj, Grigorescu abordează o largă diversitate de teme ale genului, codificând în compozițiile sale nota specifică a colțului de lume surprins pe pânză. Un astfel de loc specific al creației sale este Vitré, un mic orășel din Bretania în care artistul poposește în timpul călătoriilor sale de documentare și studiu. Vitré-ul apare în tablourile lui Grigorescu ca o gingașă jucărie de porțelan. Grigorescu va închina multe pânze acestui minunat orășel, în care sufletul său întristat de dezamăgirile din țară își va găsi alinarea, iar ochiul lui de pictor, o bogată sursă de inspirație. Atmosfera medievală, oamenii civilizați și generoși, precum și măreția naturii îl îndeamnă la lucru și începe astfel pentru artist o perioadă importantă, în care pictează cu o repeziciune uimitoare, fară reveniri, în dorința de a nu pierde nimic din ceea ce natura îi revelează în momentele sale privilegiate.
Pictează la Vitré nu doar vaste priveliști, ci și interioare încăperi modeste și umbroase, mobilate cu rafturi pe care sunt așezate frumos farfurii de faianță, în care țărănci cu bonete albe brodează sau curăță legume în fața geamurilor sau a ușilor larg deschise spre însorita grădiniță cu flori.
Totul transmite liniște, simplitate, puritate sufletească, valori pe care Grigorescu le va prețui de-a lungul întregii sale vieți și pe care va dori să le ocrotească de vitregiile timpului.
Tabloul „Case la Vitré” surprinde o zi de vară într-un orășel care încă păstrează note medievale în casele masive din piatră, în zidurile vechi și în străzile înguste, umbrite de acoperișurile ascuțite.

## Opera

### Tematica religioasă
Începând de la vârsta de paisprezece ani, în perioada 1852 - 1861, Nicolae Grigorescu a pictat o mulțime de icoane, icoane mari și prăznicare, așa cum sunt cele care au rezistat timpului la biserica din Băicoi. A pictat icoane în cadrul atelierului Școlii de pictură de la Mănăstirea Căldărușani după care a executat zugrăvirea în întregime a bisericii Mănăstirii Zamfira în tehnica frescei și a uleiului. Tot la Zamfira a pictat toate scenele iconostasului, cele opt icoane mari împărătești, cele opt scene biblice de sub acestea, Epitaful și praporul mănăstirii, ultimele două aflându-se astăzi la Galeria Muzeului Național de Artă al României. Începând din anul 1858 a pictat în întregime biserica Mănăstirii Agapia, biserica din Puchenii Mari și altele. El a folosit în toate acestea stilul retoric și primitiv al primilor pictori de șevalet, încadrându-se în acest fel în stilul picturii neoclasice care era promovat de noile școli de pictură bisericească care apăruseră în Țara Românească. Tot în această perioadă, a realizat și câteva portrete și câteva compoziții cu tematică istorică, așa cum au fost Mihai scăpând stindardul și Mihai Viteazul la Călugăreni.

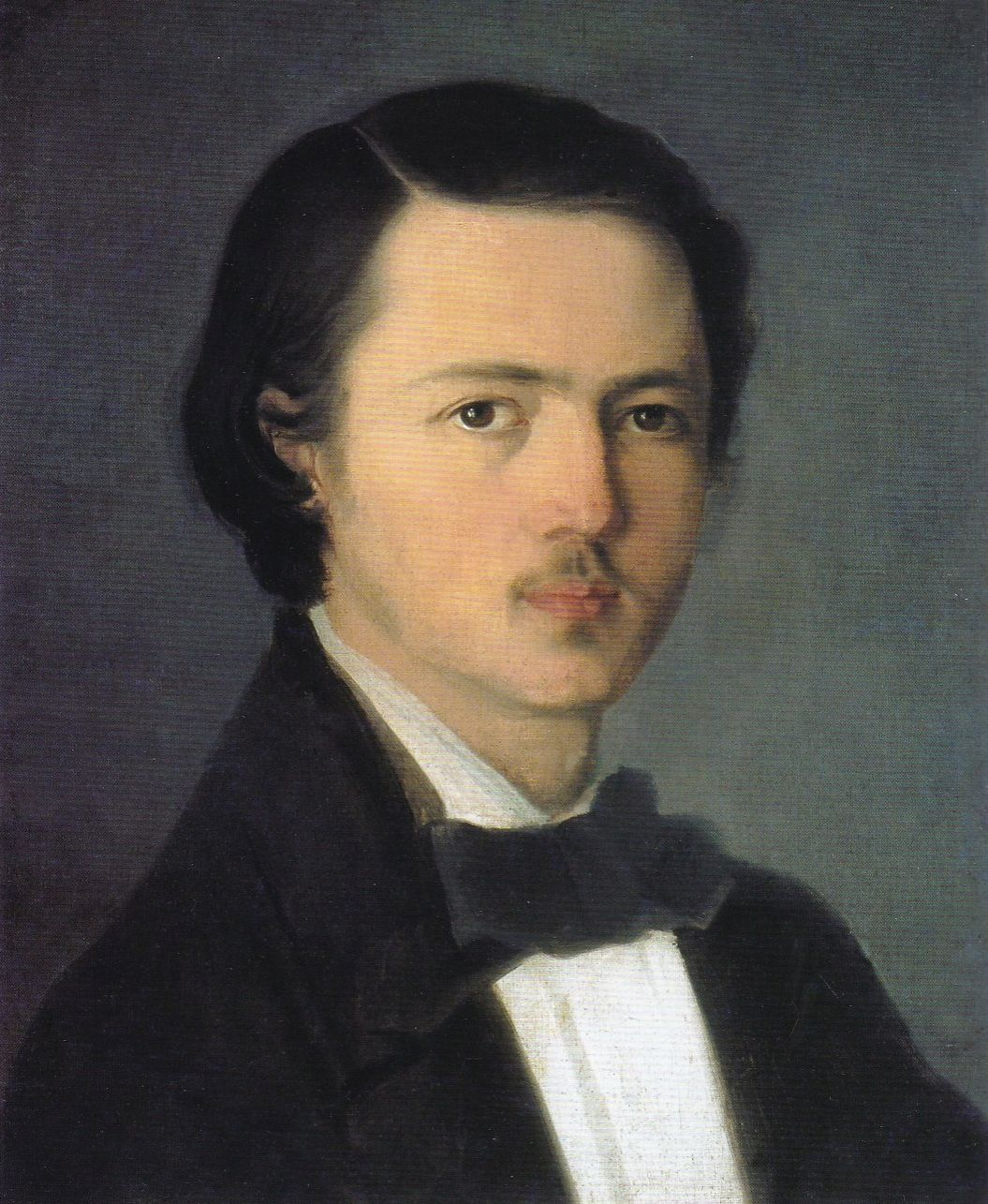
Autoportret ~ 1857

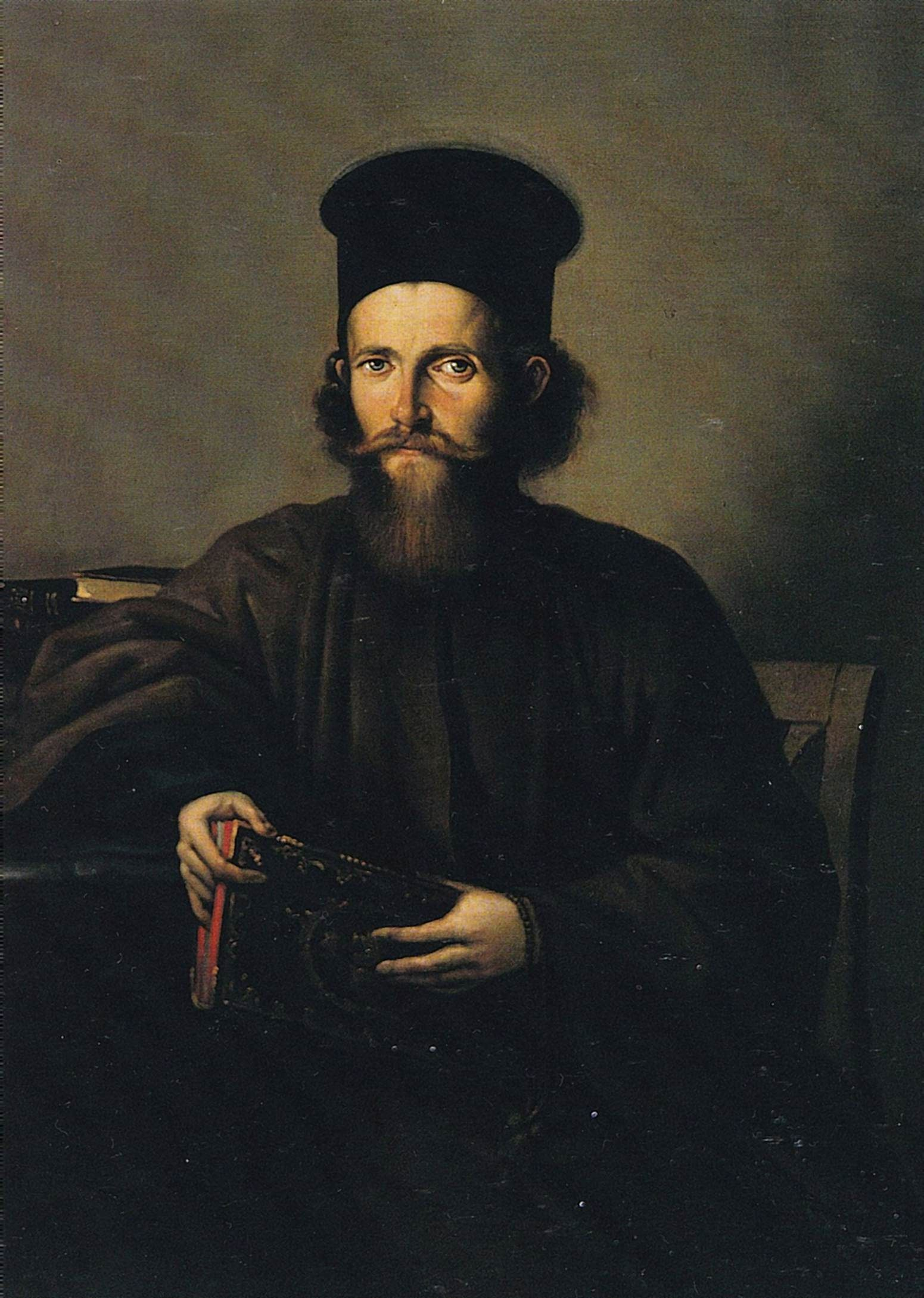
Portretul lui Isaiia Piersiceanu ~ 1857

Picturile murale de la Zamfira și mai apoi picturile de la Agapia au fost cele mai importante realizări din viața artistului de până la douăzeci de ani, ele fiind considerate de către critica de artă o culme în pictura religioasă a secolului al XIX-lea din România. Trecând totul prin propriul său filtru și dându-le o interpretare personală în majoritatea cazurilor, el a mers, totuși, pe drumul înaintașilor săi, chiar dacă a acceptat și indicații asupra manierei de realizare sau a modului de organizare a scenelor religioase, astfel încât rezultatul să corespundă canoanelor bisericii ortodoxe române.
Picturile murale și iconostasul de la Zamfira reliefează temperamentul artistului care a ocolit tiparele vechilor iconari, reușind să obțină o pictură expresivă și umană, nemaiîntâlnită până atunci în pictura bisericească românească. Lucrările de la Zamfira sunt surprinzătoare pentru un artist de numai cincisprezece ani, opozante acestora stând celebrul Epitaf de la Zamfira care denotă influența marilor maeștri apuseni. Probabil, Nicolae Grigorescu s-a inspirat din gravurile de epocă care pătrunseseră deja în spațiul artistic românesc. Se poate constata în aceste lucrări și preocuparea pictorului pentru realizarea compoziției, urmarea stilului și pentru armonia cromaticii, acestea fiind elemente pe care critica de artă le-a considerat a fi prevestitoarele talentului excepțional pe care Grigorescu avea să-l etaleze în perioada de maturitate artistică.
În picturile pe care Grigorescu le-a realizat la Zamfira și la Agapia s-a inspirat din maeștrii vechii arte europene, introducând în același timp și elemente realiste la care a adăugat chiar chipuri văzute în realitate, în pofida canoanelor ortodoxe. Pictura pe care a făcut-o în această perioadă este pătrunsă de un caracter uman, laic, fapt care o detașează de tot ce realizaseră iconarii până atunci. Reușitele sale slujesc scopurilor religioase și prin cromatica pe care a cultivat-o cu mare ușurință a ajuns să realizeze opera sa cea mai importantă - picturile de la Mănăstirea Agapia.
Realizarea celor două mari proiecte religioase, Zamfira și Agapia, arată posterității un artist pe deplin stăpân pe mijloacele de expresie.  Desenul, studiul fizionomiilor, tușa, distribuția luminii, coloritul amonios, problemele ale căror rezolvare le-a găsit singur, arată un artist cu adevărat autodidact.
În perioada sa de început, pictorul și-a făcut primul său autoportret și portretul călugărului Isaia Piersiceanu. Autoportretul a fost realizat prin anul 1857, el urmând stilul tradiției clasiciste, remarcându-se în el și naivitățile și inceritudinile inerente începutului. Autoportretul i-a plăcut deosebit de mult lui Grigorescu, fapt care l-a determinat să-l păstreze în atelierul său din Câmpina, până la moarte.

### Peisaje la Barbizon
Pitorescul satului Barbizon, care avea vedere spre pădurea maiestuoasă de la Fontainebleau precum și spre câmpie, putea oferi elementele picturale necesare: bălțile și copacii falnici, luminișurile și stâncile masive. Această realitate bucolică a declanșat resortul lăuntric ce vibra în armonie perfectă cu natura poetică a țării sale. Într-un asemenea mediu natural și alături de maeștrii ai expresiei directe și libere, pictorul român s-a metamorfozat într-un artist singuratic ce a fost cucerit de spectacolul mereu schimbător al naturii.
Datorită experienței pe care a avut-o în prima sa perioadă de creație ca iconar și zugrav de biserici, Nicolae Grigorescu considera peisajul ca o parte intrinsecă a unei compoziții. Aflându-se la Barbizon în mijlocul unui grup faimos de artiști peisagiști, el și-a dat seama care a fi calea de studiu pe care să o urmeze. A părăsit atelierul monoton a lui Sébastien Cornu și s-a hotărât pentru a face o artă în care natura să aibă locul  principal. Natura pe care Grigorescu a înfățișat-o este una simplă și atunci când omul lipsea din imagine, peisajul era urmărit și înțeles ca o parte din realitatea imediată. Ca urmare, artistul român, în perioadele când era la Paris, a vizitat nu numai muzeele în care erau etalate operele marilor maeștrii ai picturii, ci  toate expozițiile anuale oficiale, urmărind creațiile pictorilor care îl interesau. Grăitor în acest sens este Salonul Oficial din 1863 de la Paris, unde au expus numeroase opere Corot, Delacroix, Paul Huet, Daubigny și Rousseau.
Unul dintre criticii cei mai avizați, George Oprescu, l-a definit pe Grigorescu ca fiind pe un artist vizual, în opoziție cu cei imaginativi. Catalogarea aceasta de vizual, se constituie în opinia istoricului, ca fiind cea mai importantă trăsătură a acestui observator sensibil și atent la nuanțele infinite ale universului.

Nicolae Grigorescu - Peisaje realizate la Barbizon
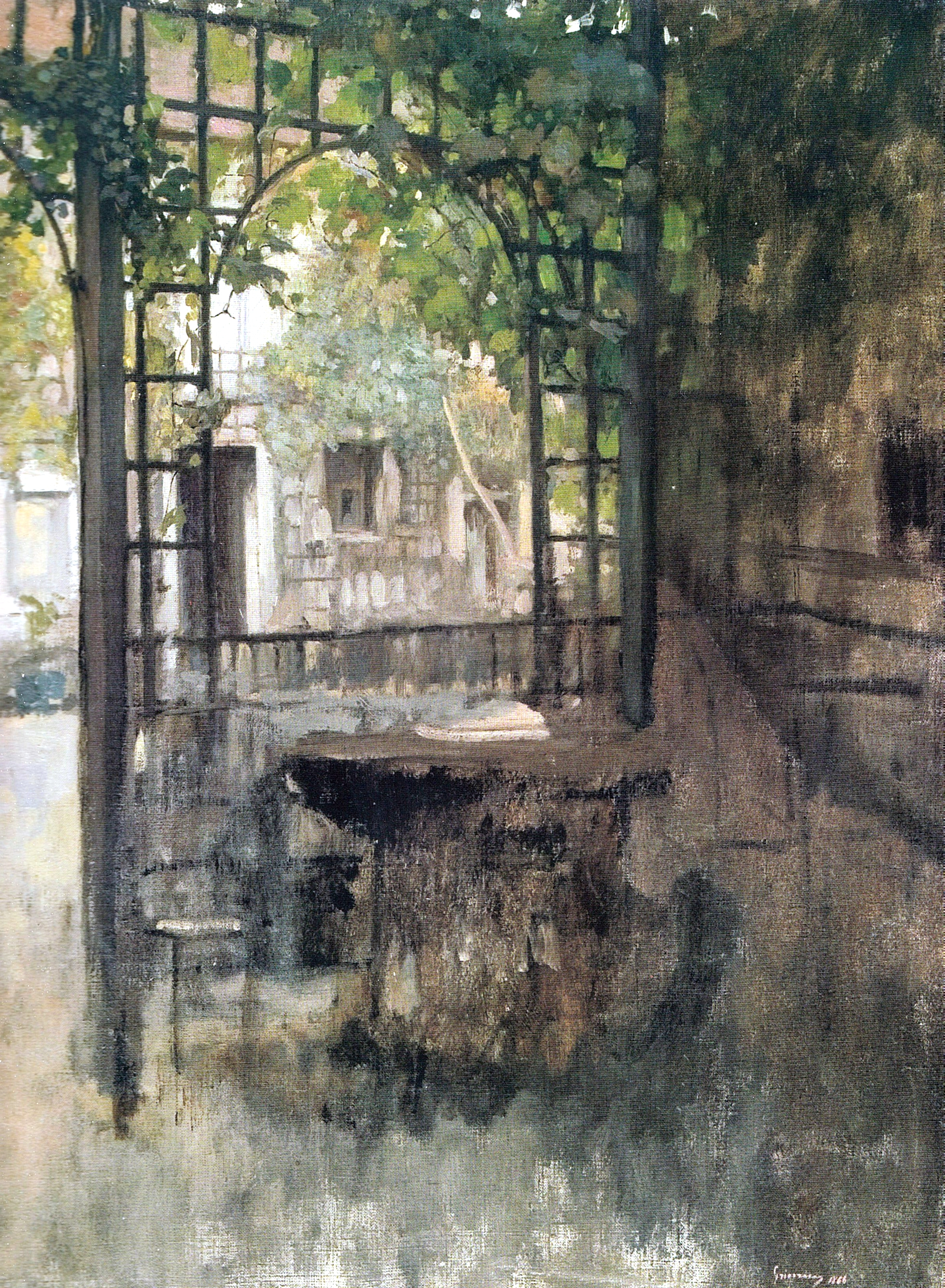
Interior de curte la Barbizon (1866)
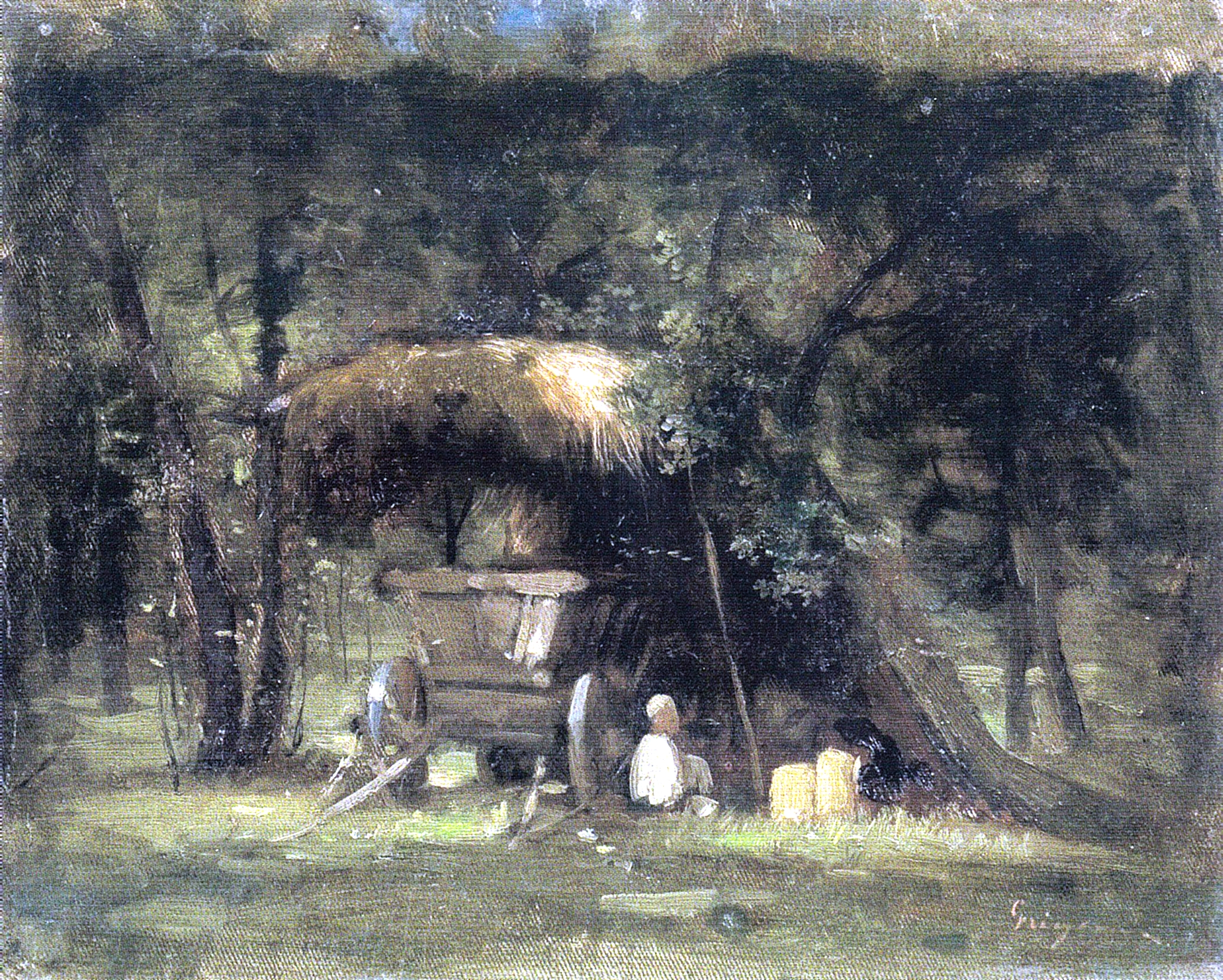
Căruță sub umbrar în pădure - (1863-1866)
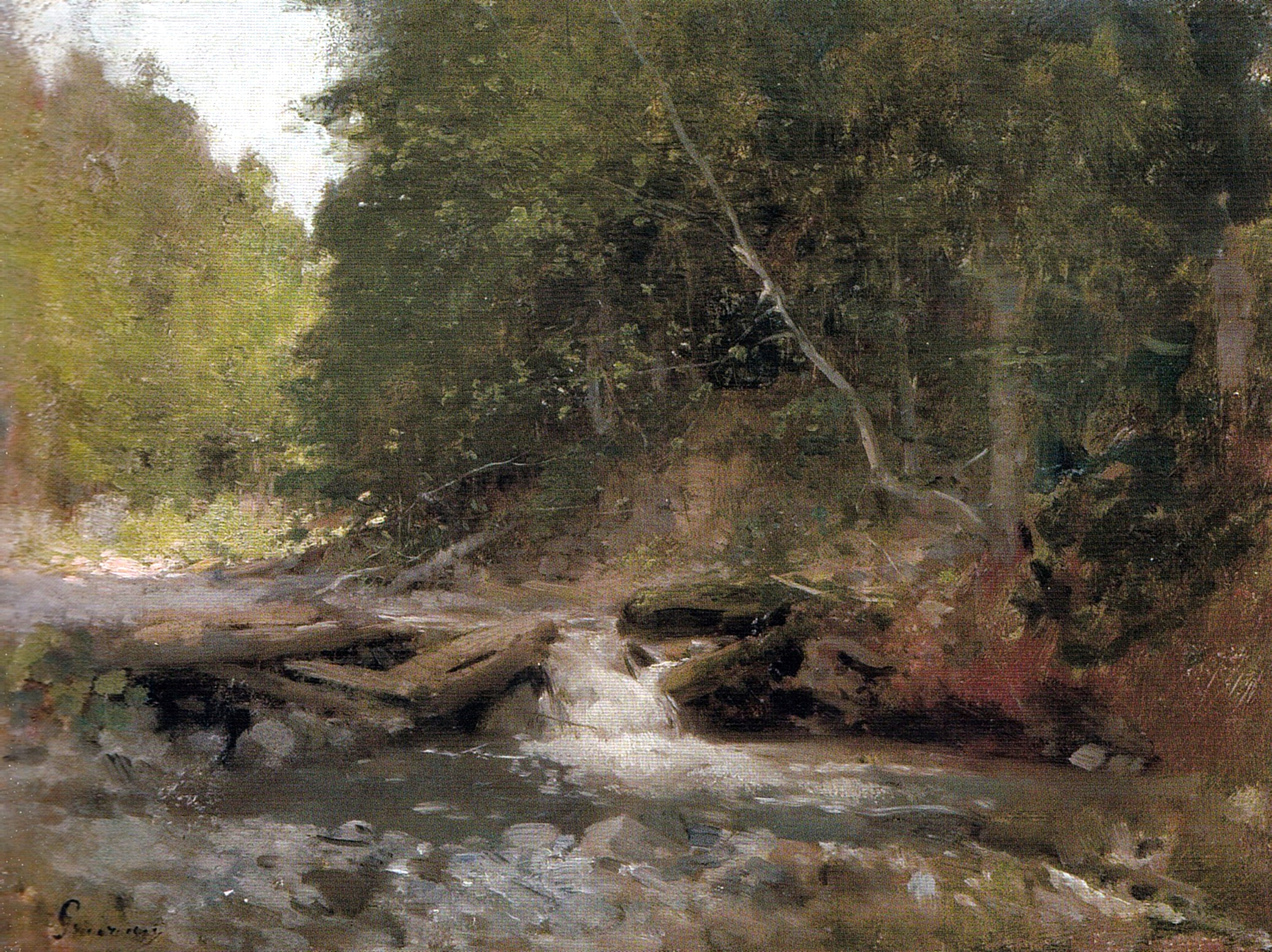
Puntea ruptă - (1866-1869)
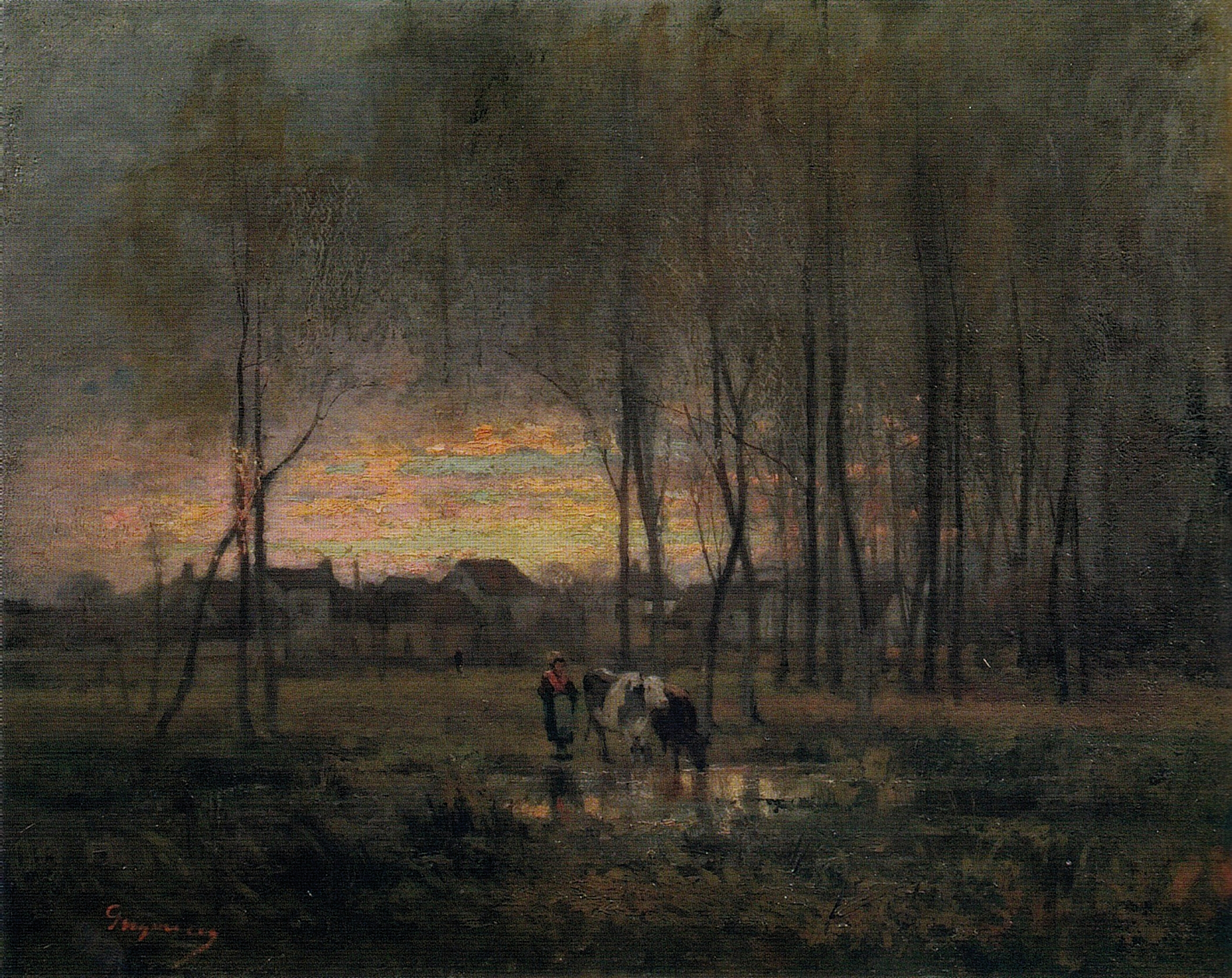
La adăpat din perioada 1866 -1869 - la Galeria de Artă Românească a Muzeului Național de Artă al României
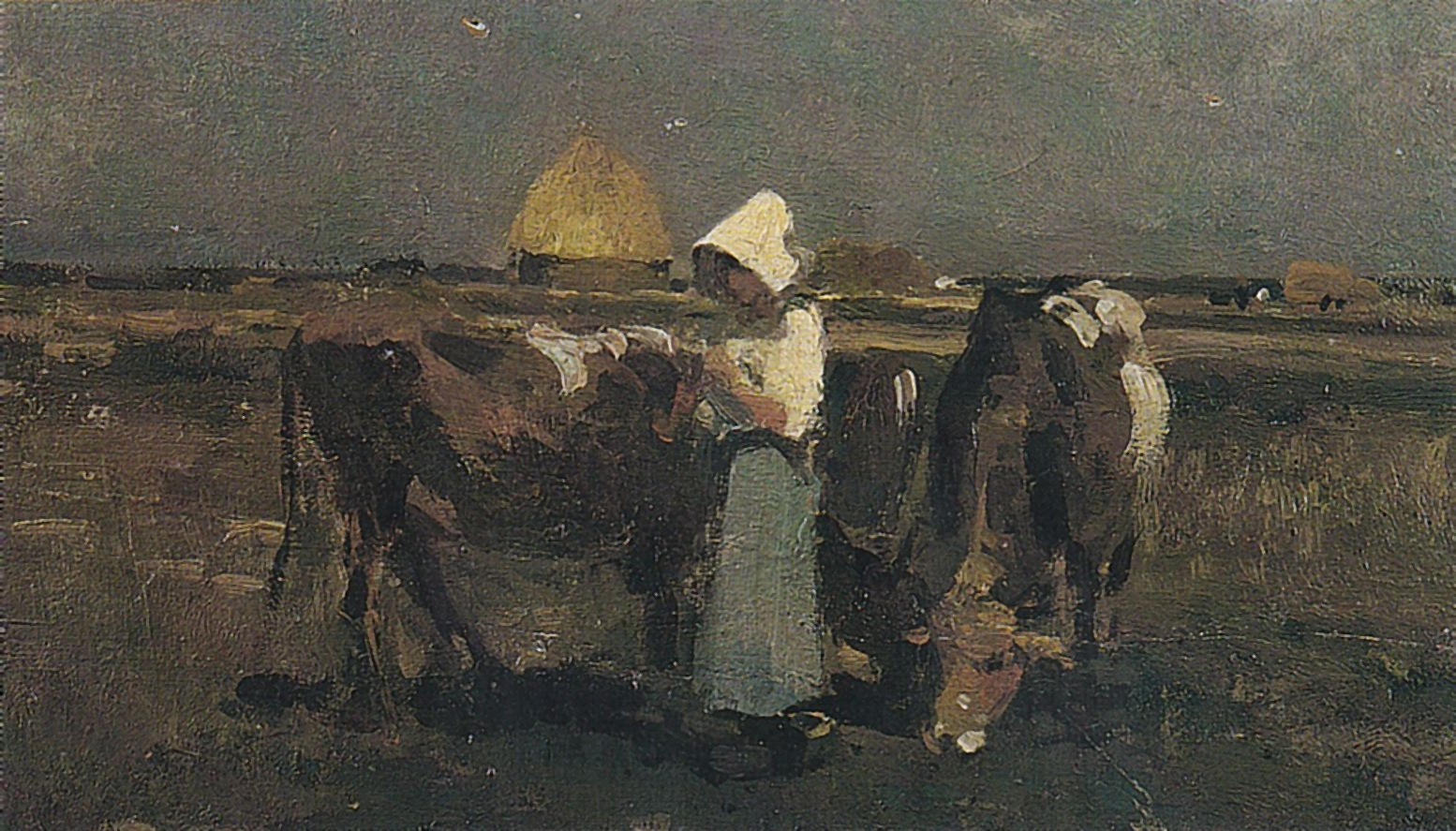
Ciobăniță la Barbizon - la Muzeul Colecțiilor de Artă din București
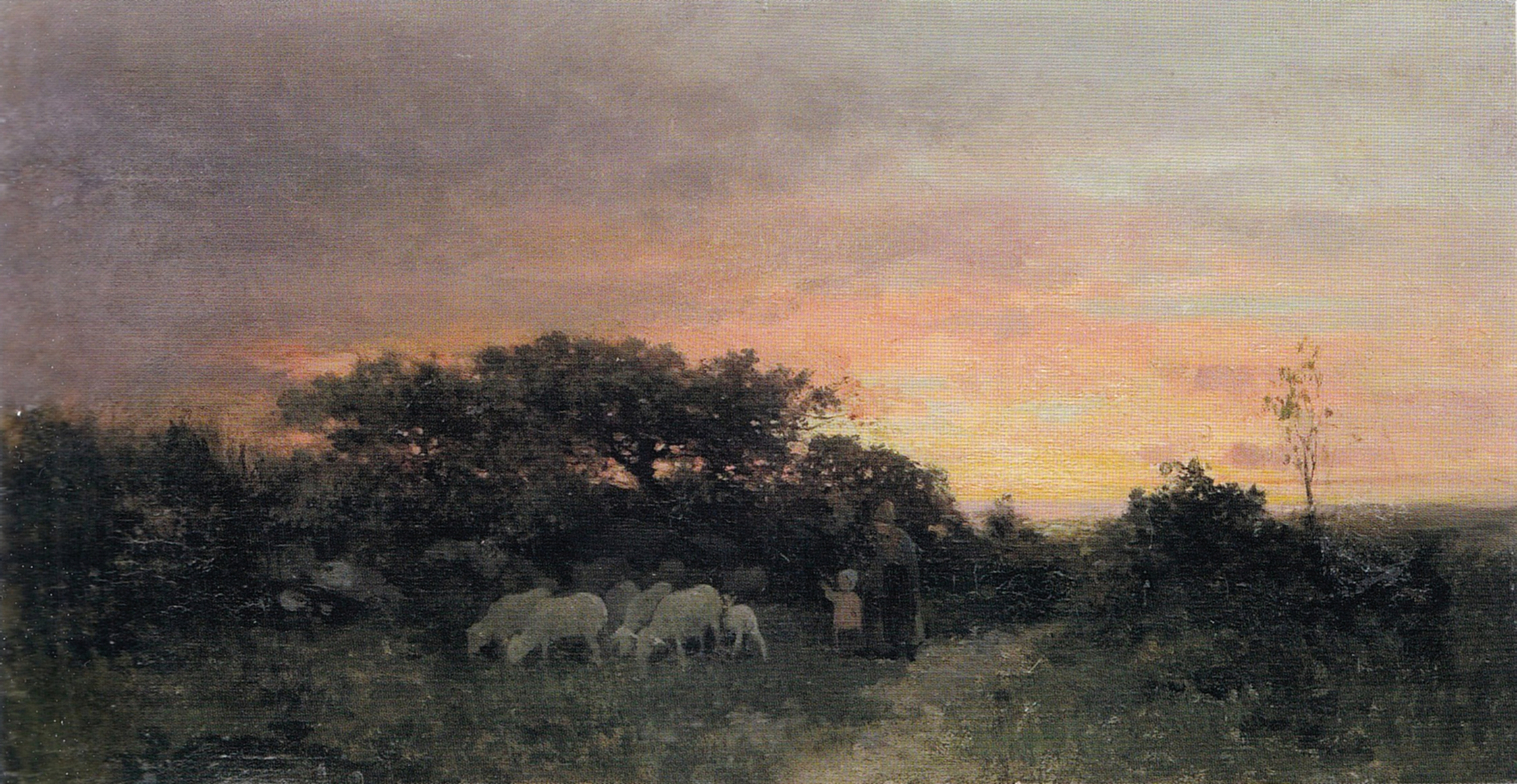
Apus de soare la Barbizon din perioada 1866 -1869 - la Galeria de Artă Românească a Muzeului Național de Artă al României.
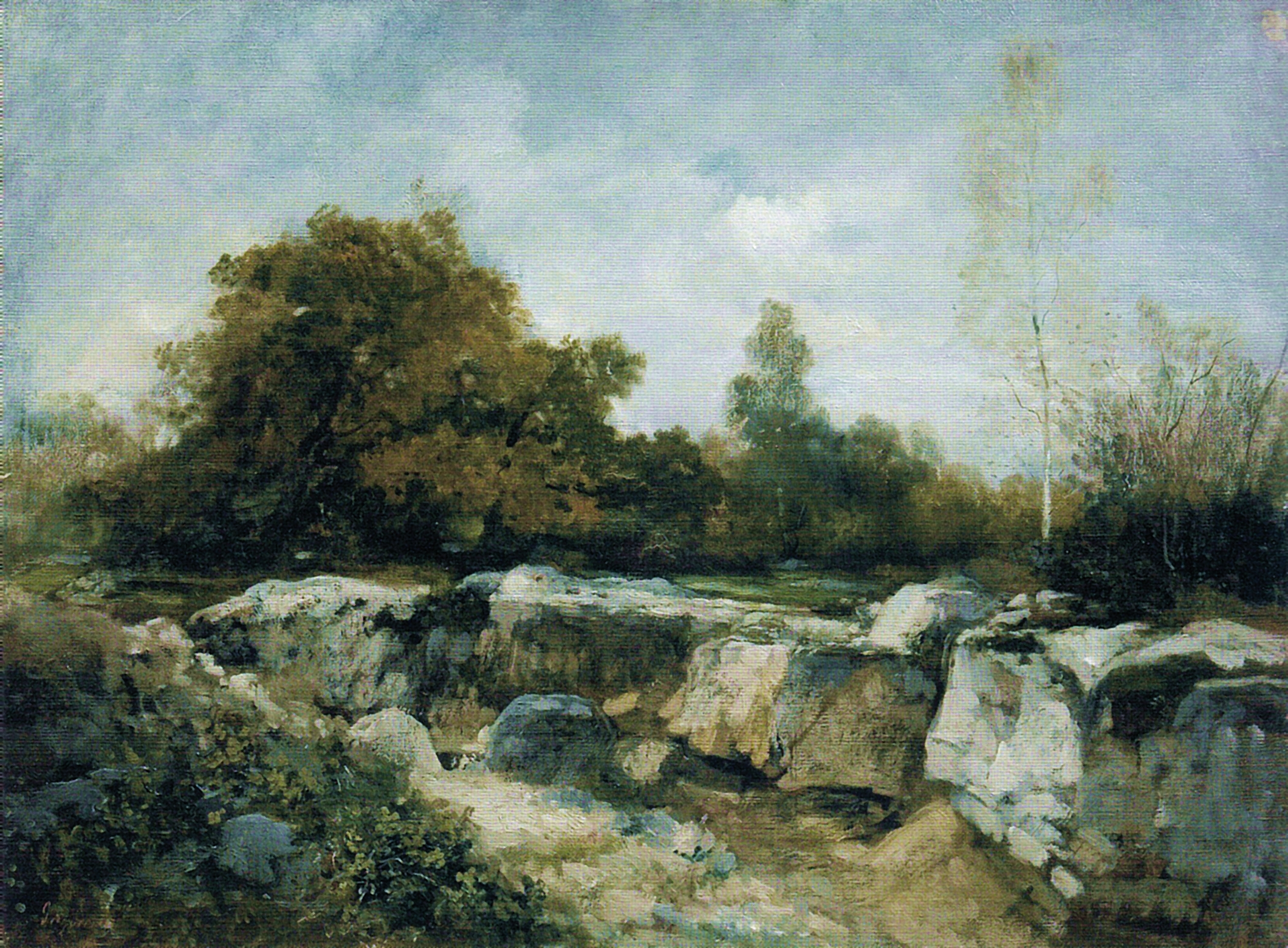
Peisaj cu stânci la Fontainebleau -1867 - la Galeria de Artă Românească a Muzeului Național de Artă al României.
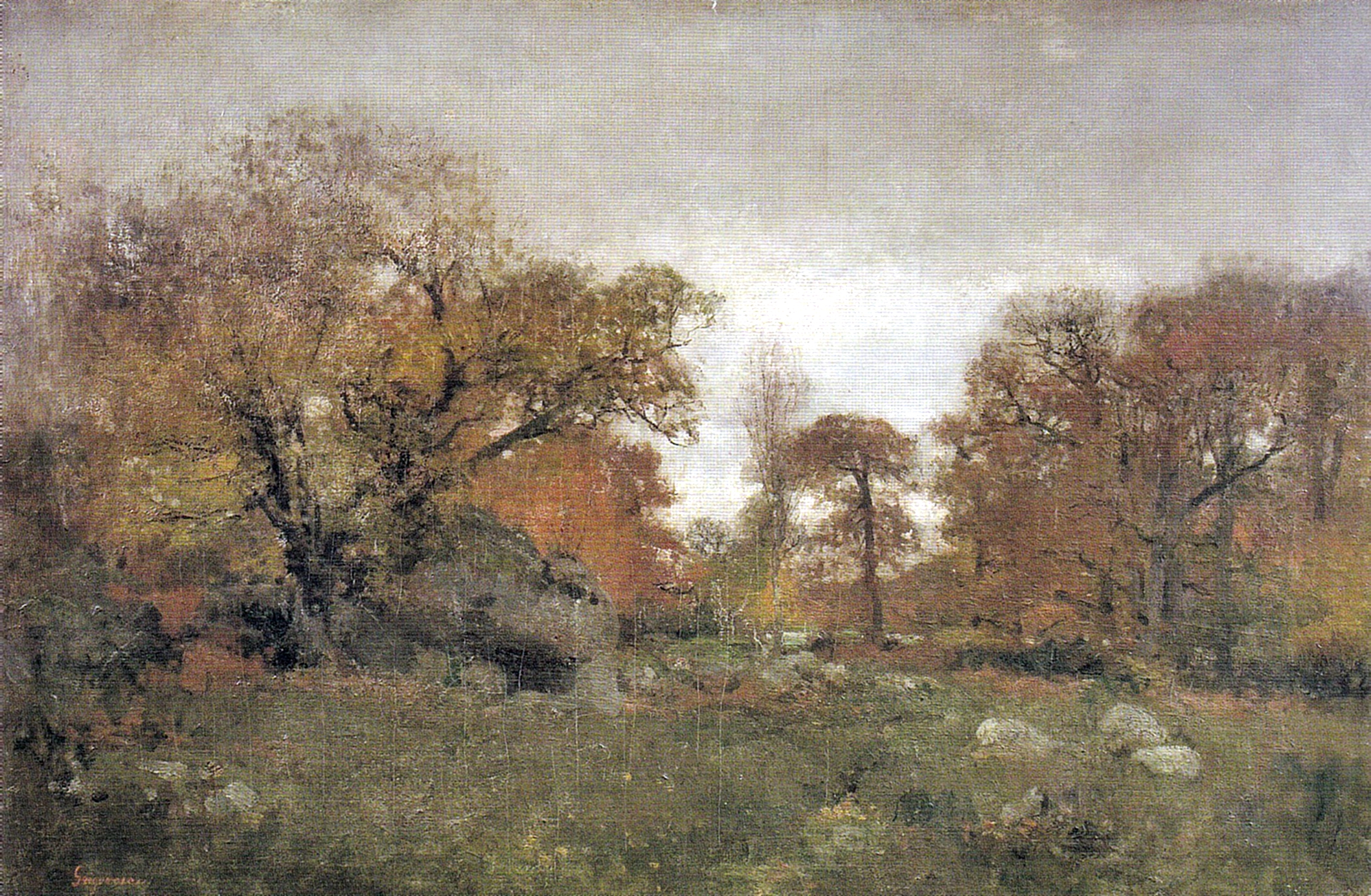
Toamna la Fontainebleau - 1867-1869 - la Galeria de Artă Românească a Muzeului Național de Artă al României.
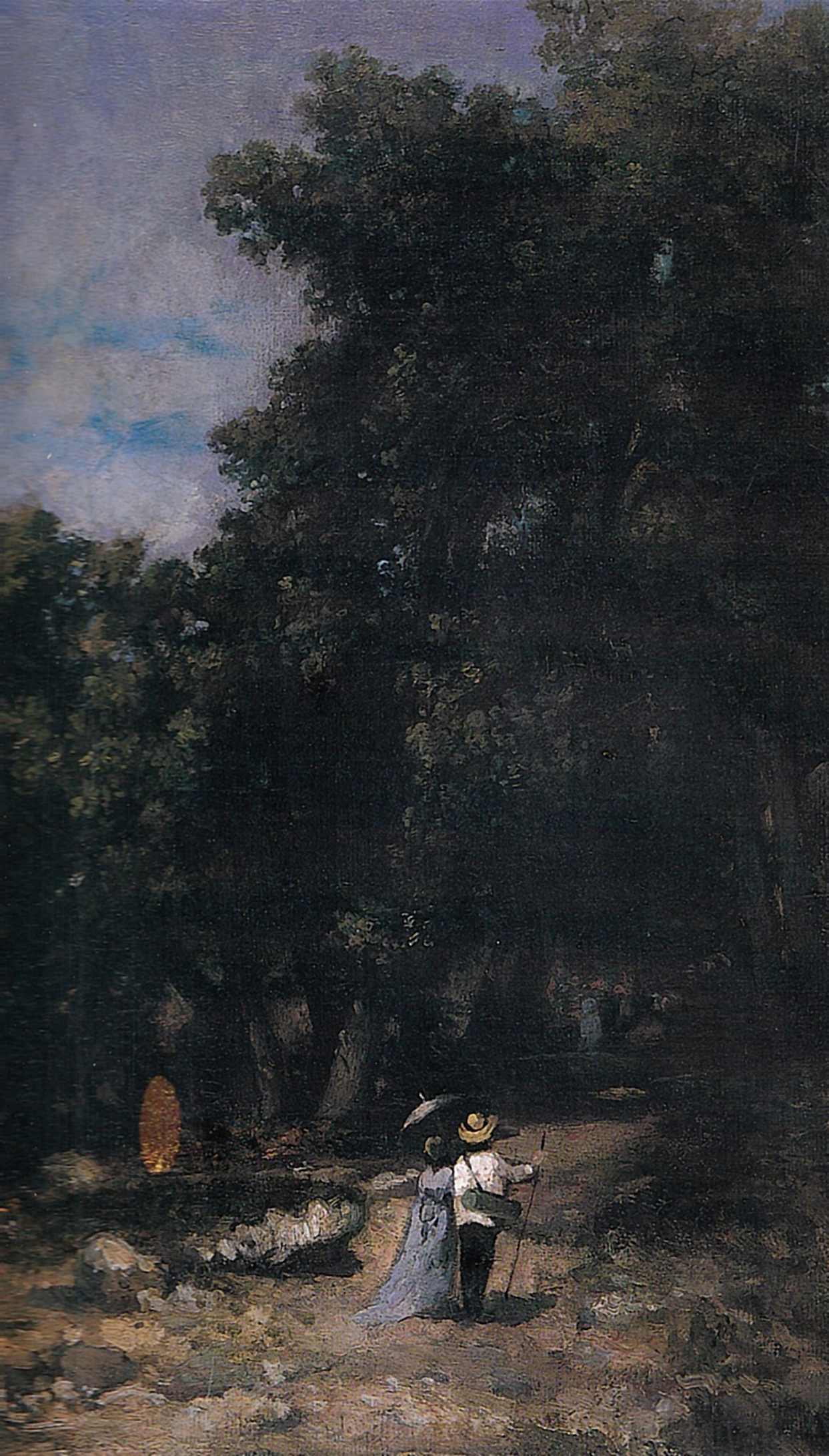
Intrarea în pădurea de la Fontainebleau (1867) - Muzeul Zambaccian

Emblematice pentru perioada de formare de la Barbizon, au rămas posterității câteva lucrări de mare valoare artistică. Unele dintre ele au făcut parte din Tezaurul României care a fost dus spre păstrare în anul 1917 în Rusia, în timpul Primului Război Mondial. În anul 1956, au fost restituite Peisaj cu turmă de oi, Puntea ruptă, Peisajul din pădure și Interior de curte. Remarcabile și reprezentative pentru artistul român sunt lucrările intitulate Toamna la Fontainebleau, Intrarea în pădurea Fontainebleau, Peisaj cu stânci la Fontainebleau, Apus de soare la Barbizon, La adăpat, Curte la Barbizon, Peisaj cu turmă de oi și Interior de curte.

### Nuduri
Modelele care-l atrăgeau cel mai mult pe Nicolae Grigorescu, erau cele delicate, încă neformate, zvelte și mlădioase, zurlii, în care totul era numai promisiune și nimic ajuns la maturitate, așa cum în mediul rural sunt codanele cu vârsta între treisprezece și cincisprezece ani. Dar nici cu această viziune asupra femeilor și a tinereții lor, artistul nu era pe deplin mulțumit. Adesea, membrele inferioare și uneori brațele, deși se preferă a fi lungi și subțiri, pentru pictor erau disproporționat de lungi și subțiri, ele neavând niciun suport în realitate. În concepția lui Nicolae Grigorescu, trupul copilăresc pe care-l înfățișa cu elemente plăpânde și delicate, chiar feciorelnic uneori, va face ca orice atitudine feminină să fie plină de grație și de gingășie.  El era convins că o astfel de reprezentare neprihănită nu o poate avea o femeie cu forme pline, tumultuoase.

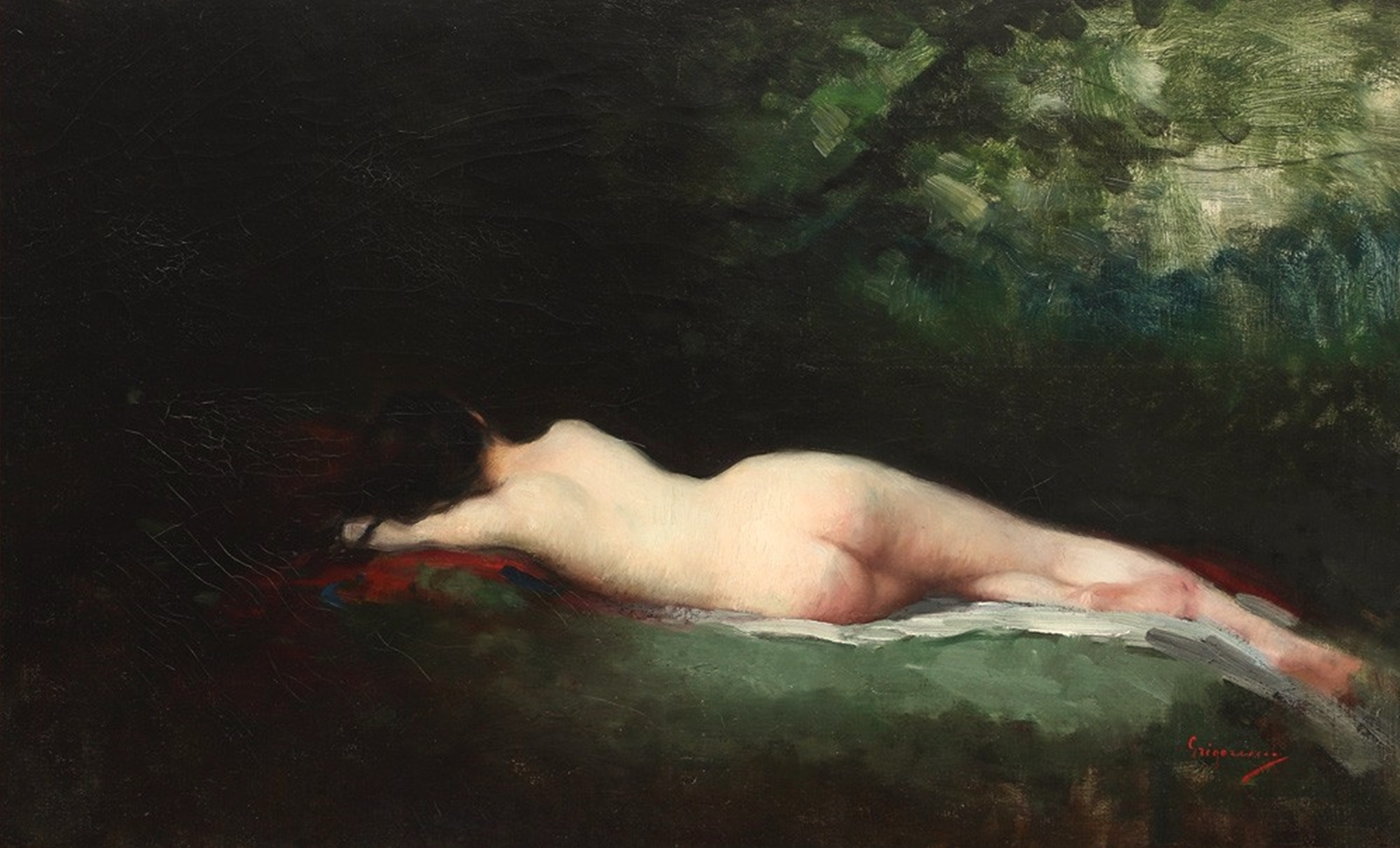
Nimfă dormind
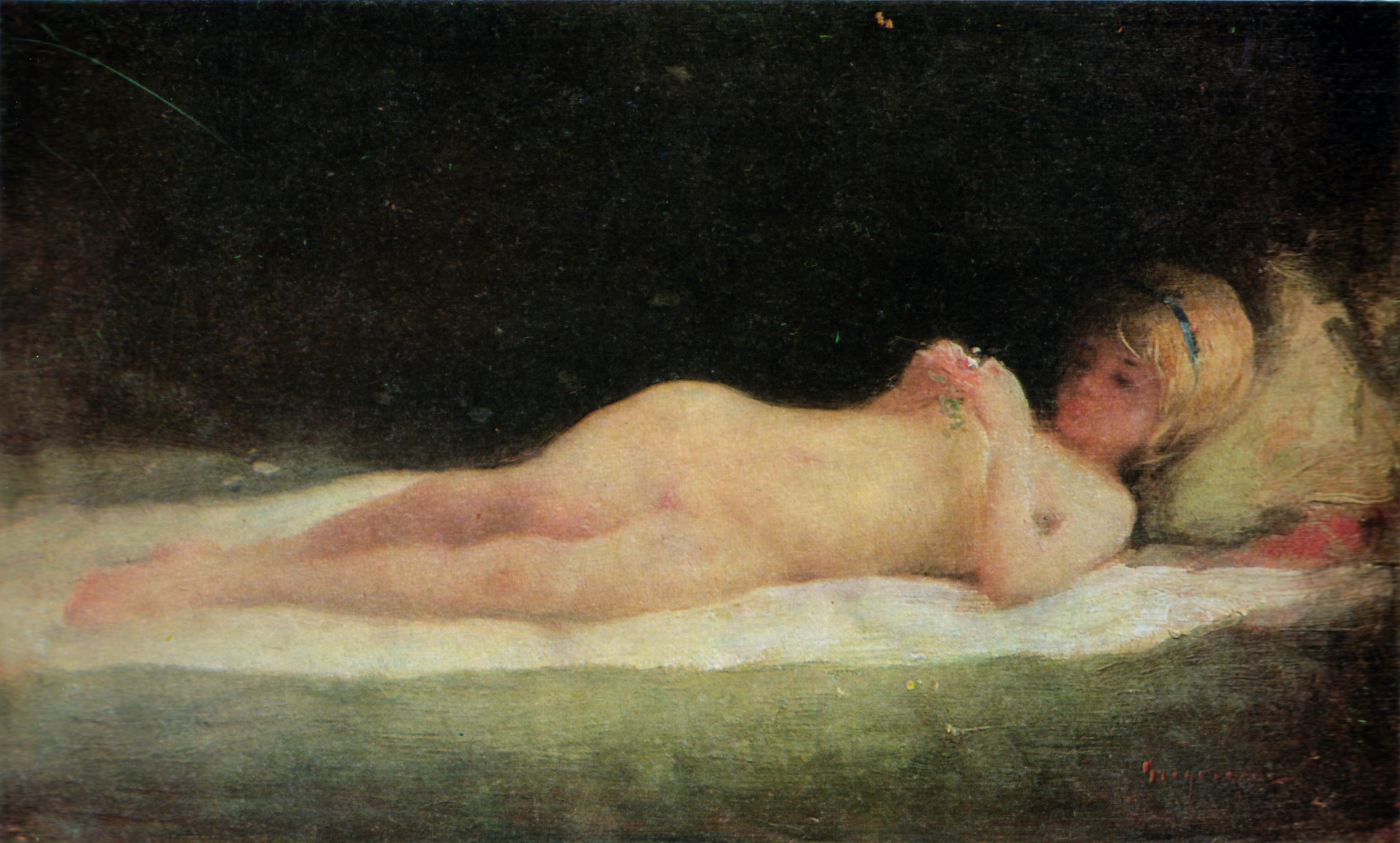
Fără grijă
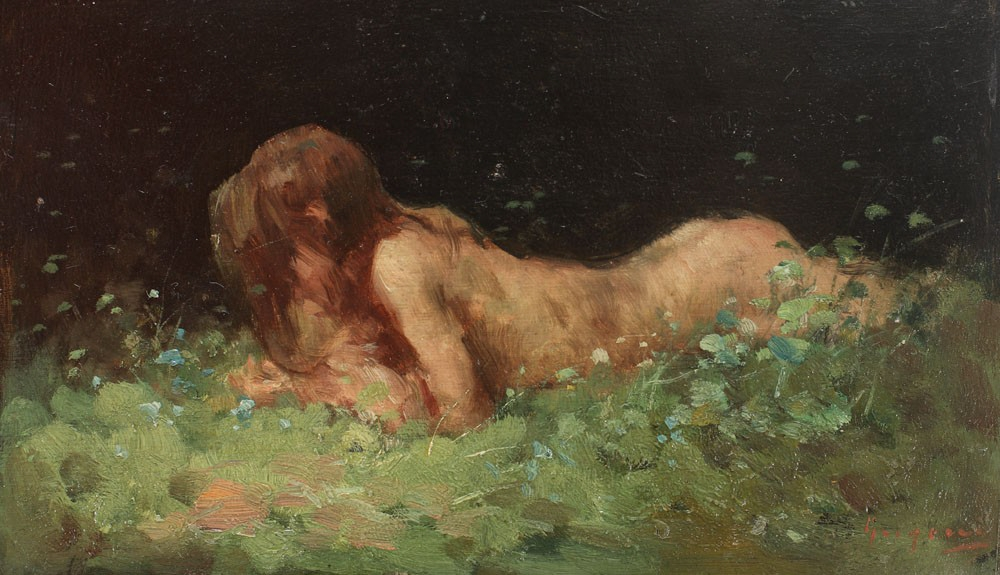
Nimfă în iarbă
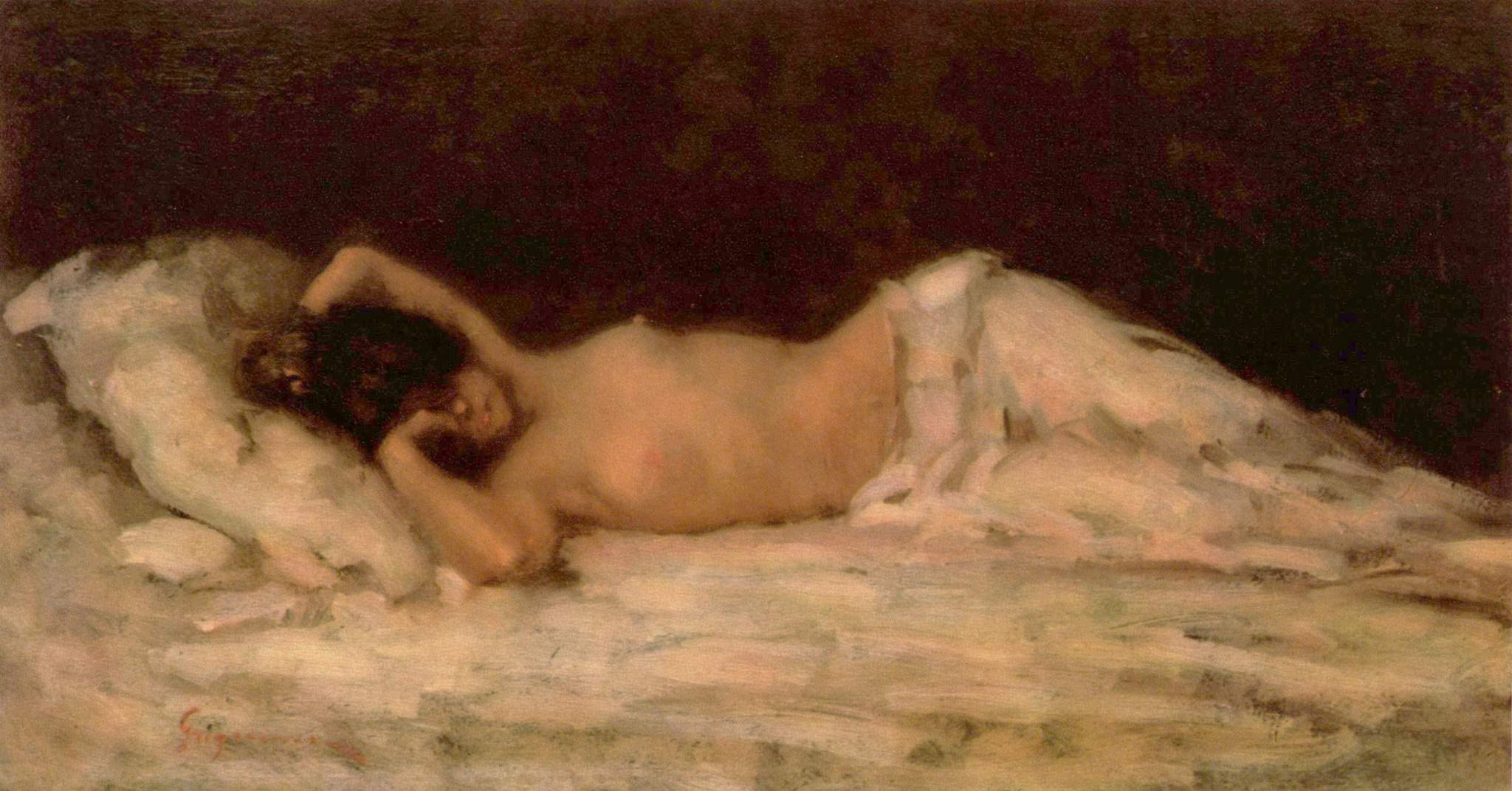
Nud

Cel mai reușit dintre toate nudurile pe care le-a pictat, este Bancanta. Este un tablou de dimensiune mijlocie și a fost pictat cu o pasiune și o căldură ce s-au transmis în întregime acestei bucăti remarcabile. Artistul a reușit să armonizeze plastic toate elementele compoziționale ale imaginii înfățișate, chiar și amănuntele surprinse pe figura surâzătoare, surprinsă într-un extaz sexual exprimat fără nicio reținere.

## Aprecieri critice

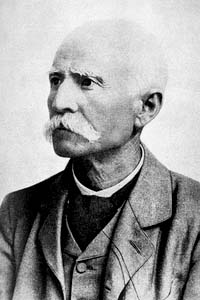
Pictorul Nicolae Grigorescu

### Alexandru Vlahuță
„Viața lui Grigorescu o povestesc operele lui. O viață simplă, tăcută, ordonată, puternică, închinată toată artei lui. În afară de artă nimic nu exista pentru el. Acolo și-a pus adânca lui iubire de natură, de podoabele și de tainele ei, minunate pretutindeni, dar mai ales în țara și în făptura neamului lui, acolo iubirea de bine, de adevăr și de frumos...”

### Henri Focillon
„Nicolae Grigorescu este român cu tot sufletul și în toată opera sa... Prietenia cu artiști francezi nu a reușit să-l smulgă meditației românești, amintirii doinelor, imaginii întinsei câmpii dunărene, argintate de pulbere, acestei dulci țări de coline, cu vii și căsuțe acoperite cu șindrilă. ...El rămâne poet, iar arta sa este un cântec de pasăre. El este român prin sentiment, prin lirismul fin, prin simpatia pe care o pune în pictură, în alegerea motivelor de-o melancolică întindere sau de-o intimitate visătoare, prin ceea ce are tandru și spiritual în maniera sa.”

### Camil Ressu
„Grigorescu picta cu plăcere vădită, surâzător, comunicativ, cum îi era chemarea. A pictat într-un stil al epocii lui, în apostrofe mișcătoare, monotone ca și în ritmul doinei, grația spiritului și fanteziei.
Opera lui ține un loc nemărginit în admirația publicului, pentru că nici un alt artist, de la dânsul, nu a reprezentat mai bine sufletul poporului nostru.”

## Filatelie

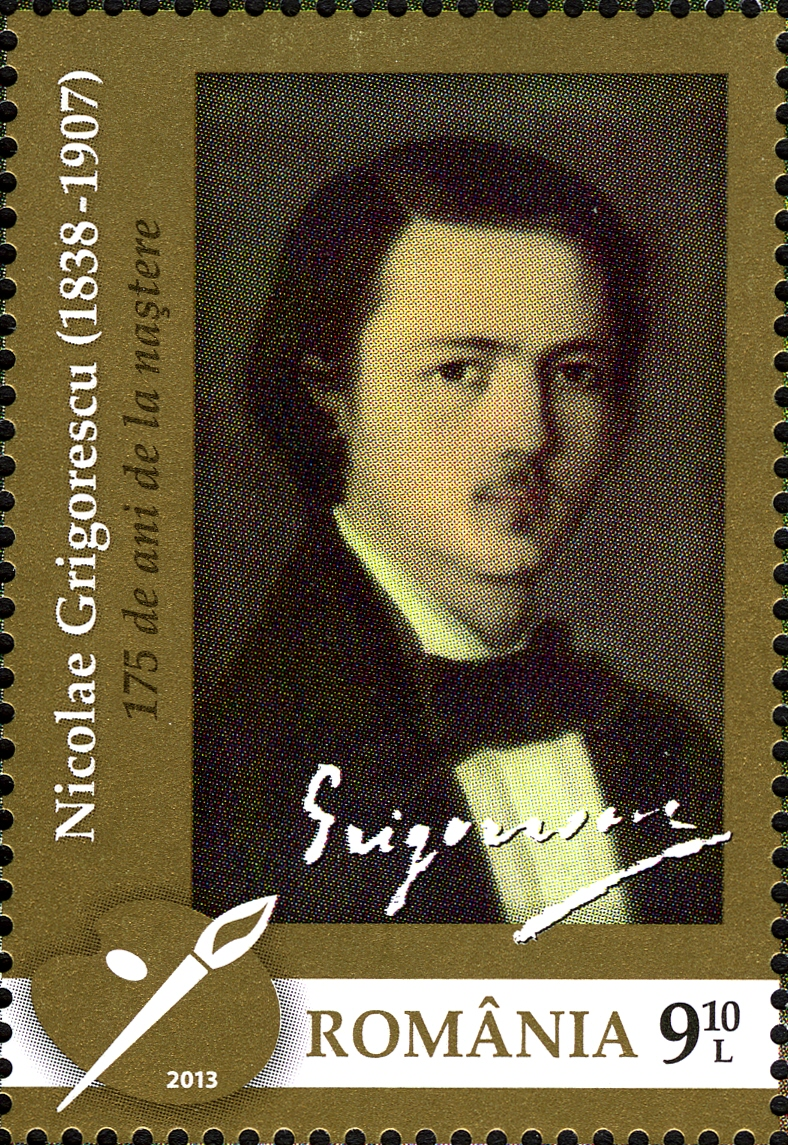
Nicolae Grigorescu - Autoportret, marcă poștală din 2013.

În 2013, la 175 de ani de la nașterea lui Nicolae Grigorescu, Poșta Română a emis o marcă poștală, cu valoarea nominală de 9,10 lei, pe care este reprodus un autoportret din tinerețe al artistului.

## Numismatică
Luni, 29 aprilie 2013, la 175 de ani de la nașterea pictorului, Banca Națională a României a pus în circulație o monedă comemorativă, cu valoarea nominală de 10 lei, în scop numismatic. Moneda este din argint, cu titlul de 999‰, este rotundă, cu diametrul de 37 mm și greutatea de 31,103 g. Întregul tiraj al monedei, de 500 de exemplare, este emis de calitate proof, iar cantul monedei este zimțat.Fiecare monedă, ambalată într-o capsulă de metacrilat transparent, este însoțită de un certificat de autenticitate și de o prezentare succintă în limbile română, engleză și franceză a vieții și activității artistului.

## Moștenirea artistică
În anul 1939, Gheorghe Grigorescu, singurul moștenitor al lui Nicolae Grigorescu, a vândut primăriei Câmpina 200 de tablouri și schițe în peniță, creion și laviu, semnate de pictorul Nicolae Grigorescu. În prezent, acestea se află în Muzeul Național de Artă din București, iar primăria din Câmpina a câștigat în 2005 în instanță dreptul de a reintra în posesia lor.

## Incertitudini și controverse
- Incertitudini referitoare la data nașterii - vezi Incertitudini - Data nașterii;
- Incertitudini referitoare la decesul artistului - vezi Incertitudini - Decesul artistului;
- Incertitudini referitoare la icoanele de la biserica de la Pitaru - vezi Incertitudini - Icoanele din Pitaru;
- Incertitudini referitoare la studiile făcute la Paris -  vezi Incertitudini - Studii la École Nationale Supérieure des Beaux-Arts;